# Lịch sử Đức
Từ thời kỳ cổ đại, Đức (lúc đó được người La Mã gọi là vùng đất Germania) đã có các bộ lạc người German (tổ tiên trực tiếp của người Đức) chính thức cư ngụ ở tại đó. Quân dân German hết mực là can trường, mãnh liệt, chân chất, yêu nước và dưới sự lãnh đạo tài ba của tù trưởng Arminius, họ tiêu diệt hoàn toàn ba binh đoàn Lê dương La Mã vào năm 9, làm vỡ mộng xâm lược của Đế quốc La Mã. Dần dần, các bộ tộc Giéc-man xâm nhập La Mã, dẫn đến sự sụp đổ của Đế quốc Tây La Mã vào năm 476. Vua Frank là Chlodwig I nhất thống các bộ lạc German và chuyển sang Ki-tô giáo. Đời vua Karl Đại Đế, nước Frank khuếch trương mở cõi, và vào năm 800 ông được tấn phong Hoàng đế, tái lập Đế quốc Tây La Mã. Đế quốc bị chia cắt sau khi Karl Đại Đế mất, trong đó vua Ludwig Đức nhận phần đất phía Đông và khởi lập nước Đức Trung Cổ. Quận công Heinrich xứ Sachsen xưng làm vua Heinrich I, lập triều Sachsen vào năm 919 nước Đức khuếch trương mở mang cương thổ. Đế quốc La Mã Thần thánh phục hồi khi vua Đức là Otto I xưng đế. Các Vương hầu trong Đế quốc chia cắt nước Đức và chẳng vua nào thống nhất được đất nước. Từ giữ thế kỷ 15, các Hoàng đế thường là người Áo nhà Habsburg. Vào thời kỳ cận đại, để chống lại ách thống trị của Hoàng đế và Giáo hội Công giáo La Mã, giáo sĩ Martin Luther tiến hành công cuộc cải cách Kháng Cách vĩ đại, do đó Triều đình Karl V loại bỏ đức tin của ông ra khỏi vòng pháp luật. Cuộc Chiến tranh Nông dân nổ ra để hưởng ứng Luther, nhưng bị Hoàng đế đàn áp. Cuộc Chiến tranh Ba Mươi Năm (1618 - 1648) bùng nổ giữa hai phe Kháng Cách và Công giáo, trong đó có khi vua Thụy Điển là Gustav II Adolf kéo binh vào đánh bại quân của Hoàng đế. Hòa ước Westfalen làm tiêu tan giấc mộng thống nhất nước Đức thành một quốc gia quân chủ chuyên quyền của Hoàng đế, giấc mộng thống nhất đất nước thêm xa vời. Ngay từ năm 1525, Quận công xứ Phổ là Albrecht theo Kháng Cách, sau Phổ hợp nhất với Brandenburg. Sau chiến tranh, dù lãnh địa bị tàn phá nặng nề nhưng Tuyển hầu tước Vĩ đại Friedrich Wilhelm I đã gầy dựng quân đội Phổ - Brandenburg tinh nhuệ, bách chiến bách thắng, dùng chính sách ngoại giao liên minh với triều Habsburg chống ngoại bang là nước Pháp.
Với các vua Friedrich I và Friedrich Wilhelm I, Vương quốc Phổ ra đời và mạnh lên hẳn. Sau khi lên ngôi vào năm 1740, ông vua thiên tài Friedrich II Đại Đế tiến hành bảo trợ nền văn nghệ rực rỡ tại kinh kỳ Bá Linh; ngoài ra, ông lập tức điều binh đánh chiếm tỉnh Silesia của triều Habsburg, tiếp theo đó đại thắng liên quân Áo - Sachsen trong cuộc Chiến tranh Silesia lần thứ hai, và rồi đó đánh tan tác liên quân Áo - Nga - Pháp - Thụy Điển và phần lớn các Vương hầu của Đế quốc La Mã Thần thánh trong cuộc Chiến tranh Bảy Năm. Chiến thắng vẻ vang của người Phổ trong những cuộc chiến này đã đưa nền văn hóa dân tộc Đức trở nên phát triển vinh quang. Với những danh sĩ như J. W. Von Goethe, F. G. Klopstock nền văn chương Đức nở rộ độc lập khỏi sự bá đạo về văn hóa của Pháp. Hoàng đế Joseph II toan lập lại sức mạnh của Vương triều Habsburg, nhưng không thành công do các Vương hầu liên minh với vị vua anh hùng Friedrich II Đại Đế. Vào năm 1804, Hoàng đế Franz II xưng đế nước Áo, hai năm sau từ bỏ ngôi Hoàng đế La Mã Thần thánh trong cuộc xâm lược của quân Pháp do Napoléon Bonaparte chỉ huy. Quân xâm lược cũng đánh bại quân Phổ vào năm 1806. Tuy nhiên, trong các năm 1813 - 1815 người Phổ đã chặn đứng và đại phá tan tành đại quân của Napoléon, dẫn đến sự sụp đổ hoàn toàn của chế độ Napoléon và giải phóng nước Đức. Trong khi nước Phổ trở nên hùng mạnh, chiến thắng vang dội này làm gia tăng tinh thần dân tộc chủ nghĩa và tự do chủ nghĩa với khát vọng một nước Đức thống nhất nước Đức. Một cuộc Cách mạng dân tộc - tự do của nhân dân Đức bùng nổ vào năm 1848, bị nhóm thống trị bảo thủ và phản động đàn áp.
Dù sao đây nữa thì Triều đình Phổ cũng phải ban hành bản Hiến pháp năm 1850, theo đó nước Phổ vẫn theo chế độ quân chủ chuyên chế quân sự như dưới triều vị đại anh quân Friedrich II Đại Đế, song có cải tiến hơn, với công cuộc công nghiệp hóa nhanh chóng. Nhà quý tộc Otto von Bismarck lên làm Thủ tướng Phổ vào năm 1862, và đã tiến hành một cuộc Cách mạng làm nên thay đổi hết sức lớn lao trong lịch sử Âu châu, mà kết thúc với thắng lợi vang dội về chính trị và ngoại giao: nước Phổ đánh thắng Đan Mạch vào năm 1864, đánh thắng Áo vào năm 1866 và đè bẹp Pháp trong các năm 1870 - 1871. Đây là một đòn giáng sấm sét vào Pháp, mở mang đất nước Đức. Với Hoàng đế Wilhelm I và Thủ tướng Bismarck, đất nước được thống nhất, Đế chế Đức ra đời, đề cao tinh thần quân phiệt Phổ và niềm tự hào dân tộc Đức. Cho đến năm 1914, nước Đức là siêu cường kinh tế của cả thế giới. Nhân dân Đức trở nên kỷ cương và tài năng hơn hẳn dân Pháp và các nước khác. Trong các ngành khoa học - kỹ nghệ, Đế chế Đức dẫn đầu thế giới, với hàng hóa chất lượng siêu việt, trong khi lực lượng Quân đội và Hải quân thật hùng hậu. Trong cuộc Chiến tranh thế giới lần thứ nhất (1914 - 1918), tuy thật ít đồng minh nhưng nước Đức vẫn kháng cự được trong suốt bốn chống lại quân Đồng Minh bao gồm Anh - Pháp - Ý - Nga - Hoa Kỳ - Bỉ và hầu hết cả thế giới.. Nước Đức thất thế, vào tháng 3 năm 1918, dần đến một cao trào Cách mạng khắp cả nước lật đổ vị Hoàng đế Wilhelm II, khiến nước Đức lần đầu tiên có nền cộng hòa và dân chủ lãnh đạo: nước Cộng hòa Weimar ra đời vào năm 1919.
Lúc chiến sự chấm dứt, đất nước bị mất đất, gây làn sóng phẫn nộ của nhân dân trước kẻ thù ôn dịch. Nhờ có nhà chính khách đại tài Gustav Stresemann, nước Đức vẫn giữ vững sự nhất thống của dân tộc và ổn định lại tình hình với những thành công ngoại giao rục rỡ. Nền kinh tế đất nước được hồi phục, nền văn nghệ trở nên hưng thịnh và nhiều ngành công nghiệp trỗi dậy mạnh mẽ. Nhưng rồi cuộc Đại Khủng hoảng kinh tế thế giới vào năm 1929 đã gây nhiều hậu quả cho đất nước, thể hiện sự yếu kém của Chính phủ dân chủ Weimar. Vào năm 1933, sau khi Tổng thống cuối cùng của Cộng hòa Weimar mất, lãnh tụ Đảng Quốc xã là Adolf Hitler lên nắm quyền bính, thành lập lực lượng SS để thanh trừng các phe cánh đối lập. Không những thế nước Đức Quốc xã còn làm nên một thành tựu quan trọng là nhanh chóng khôi phục nền kinh tế nước nhà. Hitler cho quân tấn công Ba Lan vào năm 1939, làm Anh Quốc và Pháp tuyên chiến với nước Đức và mở đầu cuộc Chiến tranh thế giới lần thứ hai. Sau chiến thắng ban đầu của mình, vị lãnh tụ dễ dàng chiếm lĩnh hàng loạt quốc gia châu Âu, trong đó có Pháp và Bỉ. Quân Anh cũng đại bại tại châu Phi, nhưng quân Đức không diệt nổi Liên bang Xô viết và quân Mỹ nhảy vào tham chiến. Cho đến năm 1945, đất nước bại trận. Chia Đức thành 4 khu chiếm đóng với 2 ý thức hệ của quân Đồng Minh, và bọn họ thực hiện chính sách Phi Quốc xã hóa (de-Nazification), đồng thời Hoa Kỳ viện trợ cho Đức hồi phục kinh tế. Nước Đức được độc lập vào năm 1949, và cuộc Chiến tranh Lạnh dẫn đến việc hình thành Nhà nước Cộng hòa Liên bang Đức theo chế độ dân chủ và Cộng hòa Dân chủ Đức theo chủ nghĩa cộng sản. Nhiều người Đức tỵ nạn khỏi phía Đông được Cộng hòa Liên bang Đức hỗ trợ, đồng thời Nhà nước này cũng tiến hành khôi phục kinh tế đến mức thần kỳ, đưa đất nước trở thành một trong những nền kinh tế công nghiệp hàng đầu thế giới. Nhờ có Thủ tướng Konrad Adenauer, nước Cộng hòa Liên bang Đức đạt thành tựu ngoại giao vang dội, nhờ đó tích cực tham gia chính trường Âu châu.. Thủ tướng Helmut Kohl cũng tiếp tục đưa đất nước trở nên gắn bó với các quốc gia châu Âu khác, và đạt thành tựu to lớn là thỏa thuận tái thống nhất đất nước: nhờ đó vào năm 1990 dưới sự lãnh đạo của Kohl, Đức được thống nhất chỉnh chu cả giang sơn như xưa và trở thành đại cường quốc trên toàn thế giới.

## Các bộ lạc người German cổ đại

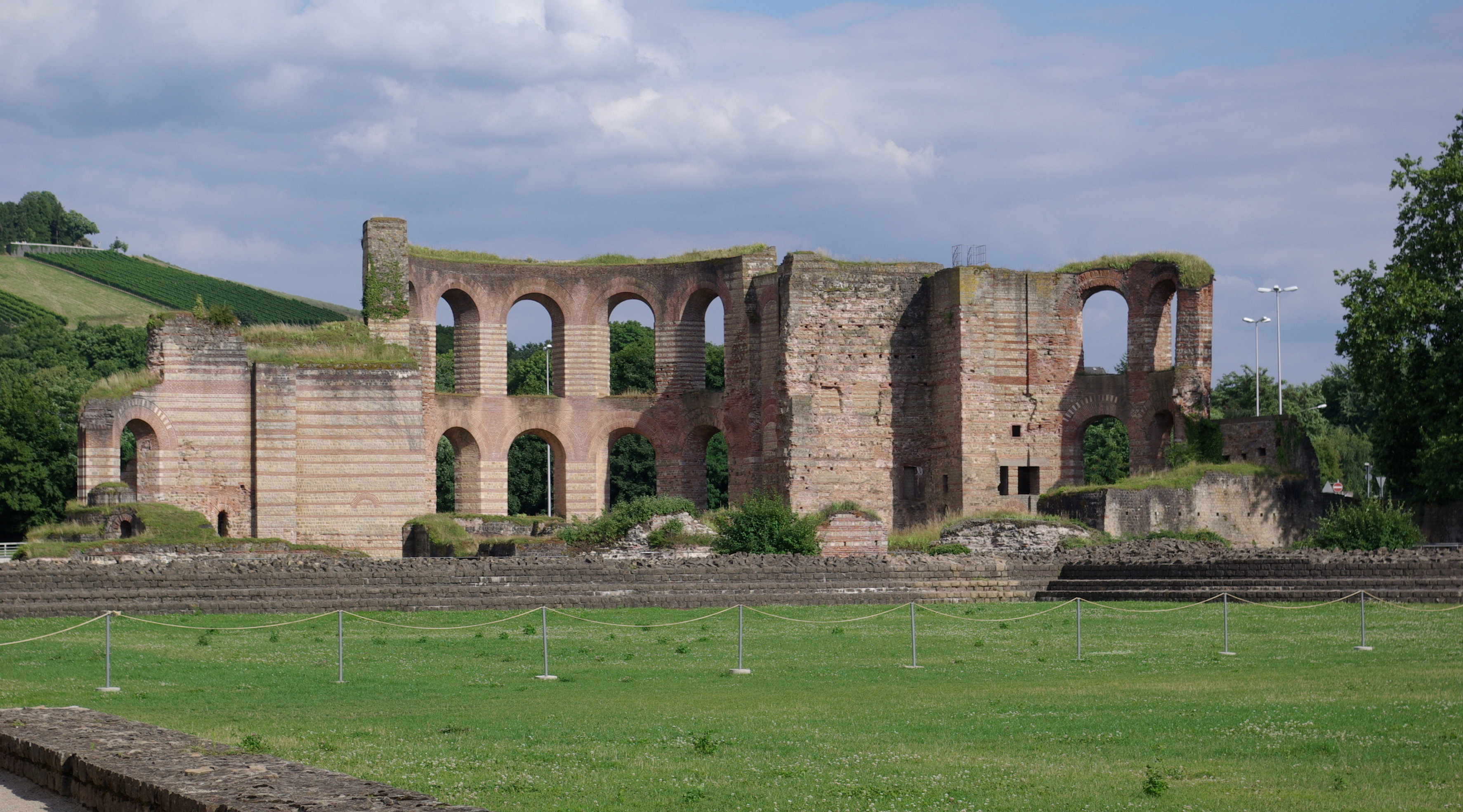
Nhà tắm nước nóng của người La Mã tại Trier

Không rõ lịch sử nước Đức chính xác bắt đầu từ năm nào nhưng dân tộc họ có 1 nền lịch sử, văn hóa lớn dài mà cực kỳ rực rỡ và hào hùng. Dân tộc Đức ngày nay có cội nguồn từ người German thuộc chủng người  Arya - một dân tộc thuộc khu vực miền Nam châu Á vào thời cổ đại. Chúng ta không rõ rằng dòng giống Aryan này định cư cụ thể trên các miền đất nào, chỉ biết rằng trong đợt di dân cuối cùng tràn đến Đông Âu và Nga hàng ngàn năm trước khi Chúa Giêsu của tộc Do Thái ra đời. Trước khi người Aryan đến an cư lạc nghiệp, dòng sông Rhine đã chảy xiết, dãy Anpơ đã trang hoàng bầu trời bằng những đỉnh đồi hùng vĩ của nó. Các dòng sông Rhone và Donau đã cuồn cuộn đổ ra biển. Và, phong cảnh đẹp đẽ ấy không dễ mà đón chào người Aryan giàu có từ Á châu, mà hẳn là họ phải di cư gian khổ lắm. Có lẽ dòng giống táo tợn này đã gây những cuộc xung đột kinh hoàng bạt vía tại châu Âu, tạo điều kiện cho họ đạt chân đến vùng đất ngày nay là Đức. Vào thế kỷ thứ ba trước Công Nguyên, ba nhánh lớn của tộc Aryan chiếm lĩnh châu Âu phía Bắc nền văn minh Hy Lạp cổ đại và bán đảo Ý: trong đó có người German. Trường hợp của người Teuton thì có khác: họ không định cư tại một miền đất nào đã hoàn toàn được cha ông họ xác lập từ xưa. Hai nền văn minh Hy - La cổ đại chưa hề biết gì về người Teuton, cho tới khi nhà hàng hải Hy Lạp là Pythias đi qua vào năm 330 trước Công Nguyên, đã nghe được những câu chuyện kinh hoàng về các chiến binh người Goth. Người Goth cũng là một dân tộc thiện chiến German, họ xâm nhập theo đường biển tràn vào Bắc Ý, cướp phá dữ dội. Họ có mắt xanh, dữ tợn, tóc vàng hoe và dài, gây cho người Âu kinh sợ. Đến cả thành La Mã dần cũng biết về người Goth man rợ, nhất là những nữ tu áo trắng và thường tiên đoán, hiến tế chư thần của họ. Song, người German vẫn không thể chống nổi các binh đoàn Lê dương La Mã của quan Tổng tài Gaius Marius. Vào năm 102 trước Công Nguyên, quân dân German kiên cường nhưng bại trận, quân La Mã đánh chiếm đồi núi gần Aix. Phần lớn dân German tự sát để bảo toàn khí tiết, phần còn lại bị quân La Mã giải về thủ đô trong ngày khải hoàn. Ấy là lần đầu tiên người German hiện diện trước cổng thành La Mã nguy nga.
Dù sao chăng nữa thì người Teuton và đồng minh là người Cimbri và người Ambronen trở thành một mối đe dọa ghê gớm của người La Mã, đến mức chính cái tên Teuton của họ được người La Mã dùng để chỉ hiểm họa từ dân man rợ ở phương Bắc. Sau này, bất kỳ một đội quân German nào đánh phá La Mã cũng được gọi là bọn Teuton, và chính từ đó "người Teuton" được coi là mọi dân tộc German thời cổ đại, và người Đức ngày nay. Và, trong hai khái niệm người German và người Đức, khái niệm người Đức ra đời trễ hơn rất nhiều, khi ấy nhân dân Đức bắt đầu trỗi dậy ý thức dân tộc của riêng mình. Về địa lý, Đức có nhiều nghĩa trong thời kỳ cổ đại. Có lẽ đó là miền Germania thuộc La Mã (Germania Romana), bao gồm phần lớn miền Tây Bộ và Nam Bộ của nước Cộng hòa Liên bang Đức ngày nay, những "Vùng đất thấp" về phía Tây và Nam Sông Rhine, miền Tây Bắc Bộ Thụy Sĩ, và những khúc đất của miền Bắc Bộ và Đông Bộ nước Pháp. Từ vùng Hạ Sông Rhine chạy về phía Đông, có miền đất của dân man rợ German (Germania barbara), mà người La Mã có dã tâm thôn tính. Kể từ sau cuộc xâm lược của Marius, người German chia làm nhiều thị tộc căm ghét lẫn nhau, chém giết nhau không thương tiếc. Một trong số đó có thị tộc Cherusker nằm ở miền Nam Hannover ngày nay, nổi tiếng với hoài bão nhất thống dân tộc của vị tù trưởng anh hùng Arminius (Hermann) - con của tù trưởng Segimer. Vào năm 12 trước Công Nguyên, Hoàng đế La Mã là Augustus Caesar cất quân xâm lược miền Germania nằm giữa sông Rhine, biên giới phía Đông của miền Gallia (Gaule hoặc là nước Pháp ngày nay), và dòng sông Elbe, cùng với sông này, dòng sông Danube xanh đã làm nên một biên giới tự nhiên cho Đế quốc La Mã ở miền Bắc và Đông Âu. Ban đầu, con nuôi của Augustus là Nero Claudius Drusus đã buộc dân German phải thần phục. Sau khi Drusus chết ngoài xa trường, vua La Mã tấn phong Tiberius - anh trai của Drusus - làm Hoàng thái tử và giao cho ông này làm Tổng chỉ huy quân La Mã tại Germania. Tiberius hoàn tất công cuộc chinh phạt và củng cố tỉnh Germania, song ông phải bận tâm với một cuộc khởi nghĩa lớn tại Áo và Nam Tư. Quan Tổng đốc thành Syria là Quintilius Varus lên nắm binh quyền thống trị Germania. Theo Velleius Paterculus - viên Sĩ quan dưới quyền Tiberius - Varus đưa tỉnh này trở nên giàu mạnh hơn, thoát khỏi sự nghèo đói như lúc ông nhậm chức. Tuy nhiên, nhà sử học Theodor Mommsen (nghiên cứu về Đế quốc La Mã, đạt giải Nobel) nhận xét rằng Varus là kẻ xấu xa, giàu sang, ngu dốt có cái tàn nhẫn của vua chúa, và chẳng am hiểu gì về quân sự.

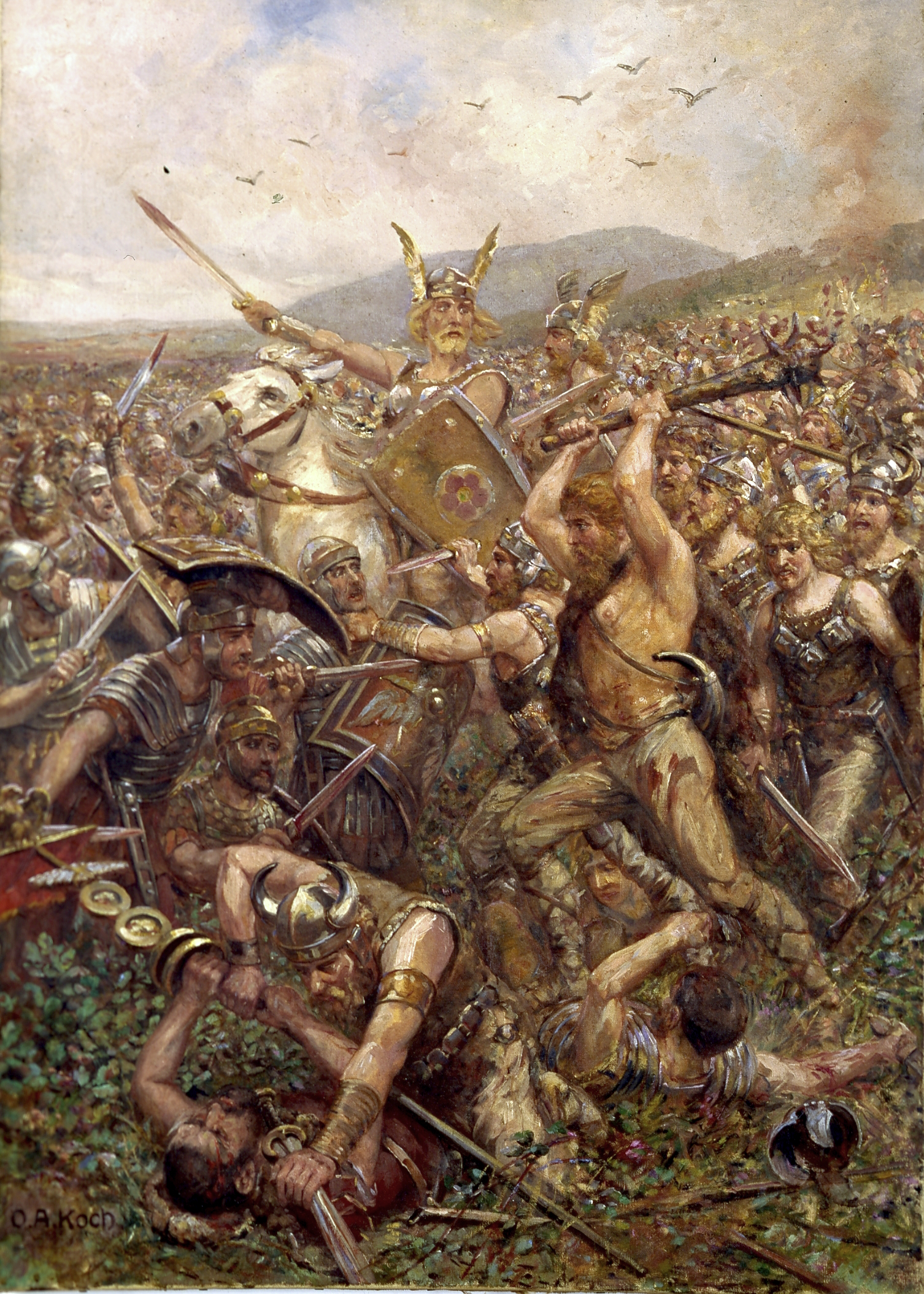
Các chiến binh German chiến đấu trong trận chiến rừng Teutoburg (vẽ năm 1909).

Do thời ấy một Tổng đốc tỉnh nào trong Đế quốc La Mã cũng đồng thời là viên chỉ huy quân sự tỉnh ấy, việc Varus không có tài quân sự mang lại hậu quả thậm tệ. Vào năm 9, lúc kéo quân về nghỉ đông, Varus bị quân dân German phục kích trên con đường quân sự rộng mở tới cánh rừng Teutoburg (ở xứ Westfalen ngày nay). Tù trưởng Arminius đã liên kết với các thị tộc Chatten, Brukterer và Marser. Quân dân German hợp lực đánh tan nát quân địch, tiêu diệt hoàn toàn cả ba binh đoàn Lê dương La Mã của Varus. Varus cùng nhiều binh tướng khác phải tự tử vì sợ rơi vào tay quân German, và chỉ duy nhất một số ít chiến binh La Mã chạy thoát khỏi trận kịch chiến. Những binh lính La Mã còn lại cũng bị các chiến binh German thiêu sống, chôn sống hoặc là dùng làm vật cúng tế bách thần. Arminius trở thành vị anh hùng dân tộc của nước Đức, là vị dũng tướng giải phóng dân tộc, kiên cường chống chọi với Đế quốc La Mã khổng lồ. Các bộ lạc người German đều tôn vinh ông, và chiến thắng vẻ vang của ông là một trong những trận thắng quyết định nhất trong quân sử phương Tây. Chiến thắng huy hoàng này cũng được xem là mốc khởi đầu cho nền lịch sử dân tộc Đức: nền văn hóa Đức phát triển riêng rẽ bên ngoài Đế quốc La Mã bại trận. Song, La Mã cũng có thể coi là một điểm khởi phát của nước Đức: ngay cả Arminius trước khi đại thắng trận chiến rừng Teutoburg cũng có thời cư ngụ tại La Mã, và từng là một chiến binh của La Mã. Chính giai đoạn làm lính La Mã và chứng kiến sự thịnh vượng của thị dân La Mã đã khiến cho ông luôn luôn mong ước nhất thống dân tộc Đức trong sự vững mạnh giống như Đế chế La Mã phía bên kia, song những xung đột nội bộ giữa các thị tộc German sẽ còn tiếp diễn lâu dài 1 cách phức tạp sau này gây cản trở đà phát triển của dân tộc.
Ở phía Đông sông Rhine, chỉ có thành lũy Aliso của quân La Mã là không hoàn toàn suy sụp trong cuộc nổi dậy khởi nghĩa của quân dân German. Là một thành lũy kiên cố trên con đường quân sự bên dòng sông Lippe, có lẽ là không xa Haltern am See ngày nay, Aliso được vị lão tướng Lucius Caedicius - với kinh nghiệm lâu năm phụng sự các binh đoàn Lê dương La Mã. Quân dân German ở chốn này toan đánh úp Aliso nhưng không thành, sau đó họ quyết tâm công hãm thành này, song họ phải thoái lui ngay từ vòng ngoài thành để phong tỏa nó từ một khoảng cách an toàn hơn. Quân German chém giết kịch liệt với quân La Mã, với những thứ binh khí lợi hại. Caedicius phải chờ viện binh, song quân La Mã đại bại với tổn thất ê chề, khiến ông phải dẫn các binh sĩ cùng vợ con chạy qua sông Rhine về nơi an toàn trong đêm tối. Tuy Tiberius kéo viện binh đến, mọi sự đã muộn. Hoàng đế Augustus phải từ bỏ ý đồ xâm lược miền Germania. Ông biết rằng nhân dân German rất gan dạ, kiên cường, sẽ làm cho La Mã phải hao tổn nguồn nhân lực và tài nguyên thêm nữa, do đó quyết định lui quân trở về.
Hoàng đế Tiberius lên nối ngôi vào năm 14, lại mưu mô xâm lược Germania. Lần này, vua La Mã cử danh tướng Germanicus - con trai của Hoàng đệ Drusus quá cố - mang đại quân vào đánh Germania, để báo thù cho thảm bại trong rừng Teutoburg. Tân Hoàng đế cũng phong cho Germanicus làm con nuôi và người kế ngôi của mình, đồng thời nhiệt tình ủng hộ ba chiến dịch lớn của Germanicus đánh người German dũng mãnh. Nhận lệnh vua, Germanicus kéo các binh đoàn Lê dương tiến sâu vaò miền đất, tàn phá bản làng của người German và củng cố bá quyền của La Mã. Vào năm 15, Germanicus phát động chiến dịch thứ hai, quân La Mã tiến về rừng Teutoburg - nơi đại bại năm xưa diễn ra - để làm lễ tế các tử sĩ La Mã xưa. Phải đến chiến dịch thứ ba thì Germanicus mới đánh bại được liên quân German để báo thù và lập lại uy thế của La Mã, song Arminius sống sót trong trận đánh này. Song, Germanicus vẫn không thể làm gì được miền Germania. Quân lương thiếu thốn, các con đường không chút an toàn. Trên đường rút quân về từ sông Ems đến Biển Bắc, đại binh gồm 8 nghìn dũng sĩ của Germanicus lâm vào một thảm họa khủng khiếp: một cơn bão kinh hoàng bạt vía Mùa Thu đã phá tan tác các thuyền chiến La Mã, đẩy chúng trôi dạt ra tận xa. Vua La Mã nhận thấy rằng người German quá kiên cường trong khi La Mã đã không làm gì được, lại còn mất mát quá nhiều binh sĩ, bèn quyết định không bao giờ dám cho quân sang đánh Germania nữa. Người Sachsen bốn thế kỷ sau khi tràn vào các đảo Anh, đã truyền tụng những bài hát ca ngợi công đức của người anh hùng Arminius. Vào năm 100, nhà sử học La Mã vĩ đại Tacitus có viết cuốn sử Germania về dân tộc German sinh sống tại vùng đất này, qua đó ông ca ngợi bản lĩnh cao đẹp, mãnh liệt của người German hào hùng. Chính vịêc tìm thấy cuốn sử này và xuất bản ở Ý vào năm 1455 đã khơi dậy niềm tự hào dân tộc vẻ vang của nhân dân Đức. Tác phẩm này cũng cho thấy người German thời bấy giờ không bao giờ sống lề mề, tham nhũng.
Người German cổ theo Đa Thần giáo, tôn thờ các vị thần của người Aryan xưa. Họ trọng đạo, dũng cảm, trung thành, hiếu khách, song không có văn minh, chữ viết và văn nghệ. Trong suốt ba thế kỷ sau khi Arminius tận diệt quân xâm lược La Mã, xã hội Đức dần tiến triển, xuất hiện hai tầng lớp người tự do và không tự do. Các bộ lạc phía Nam khác hẳn có bộ lạc phía Bắc: chỉ sống mai đây mai đó, không nơi ở. Ở phía Bắc (tổ tiên của người Angeln-Sachsen) thì các nhân vật các thế lực nhất trong bộ tộc nắm quyền bính, và cứ thế cha truyền con nối, còn tầng lớp không tự do phải chịu kiếp nô dịch phụng sự tầng lớp tự do, và không được đi lính. Nước Đức cổ không hề có thành thị, chỉ có các làng mạc, tại đây họ sống trong các túp lều thô sơ. Mỗi làng trao cho 100 người quyền hạn bầu chọn tù trưởng hoặc là vua. Trong những buổi tham kiến tại làng bản, tầng lớp tự do yết kiến vua và trao đổi các vấn đề dân sự với vua. Đến giữa thế kỷ thứ ba, các bộ tộc German nhỏ hợp nhất thành các liên minh hùng mạnh. Tỷ như người Alamannen, luôn chung sống cộng đồng với nhau trong một lãnh thổ ở miền Nam. Người Frank chiếm lĩnh các bờ sông Rhine và sông Saal. Người Sachsen mở đất khắp miền Bắc Đức, và người Goth, hai bên sông Dnieper, chia làm hai tộc người Đông Goth và Tây Goth. Tuy người ta thường gọi mọi dân tộc nêu trên là người Teuton tổ tiên người Đức, thực chất những tên gọi này không hẳn đồng nghĩa nhau. Ngoài dân Alamannen và Đông Frank an cư lạc nghiệp ở vùng đất mà ngày nay là nước Cộng hòa Liên bang Đức, người Angeln và người Sachsen sang cũng định cư tại nước Anh. Ngôn ngữ của họ là tiên tổ của tiếng Anh hiện nay, không những thế ngôn ngữ của các dân tộc German sinh sống tại Na Uy, Thụy Điển và Hà Lan cũng dần dần phát triển thành quốc ngữ của các quốc gia này. Do đó, nguồn gốc của đất nước này không thể hoàn toàn là các bộc lạc người German - tổ tiên của người Đức hiện nay.

### Quá trình di trú của người German cổ đại
Xã hội German cổ đại ngày một phát triển, dân số càng gia tăng. Do đó, họ tiến hành di trú sang Đế quốc La Mã để mở đất, xây đời. Các bộ lạc German ngày càng hùng mạnh, đe dọa đến biên cương La Mã. Vào năm 238, quân Goth tấn công thành phố Histria của La Mã ở cửa sông Danube. Vào năm 250, vua Kniva thân chinh vượt sông Danube xâm phạm lãnh thổ của La Mã. Họ nhanh chóng chiến thắng, rồi trong trận Abrittus vào năm 251 họ đại thắng và tiêu diệt được Hoàng đế Decius.
Tuy người Alemanni và người Schwaben thường đe doạ đến biên thùy của La Mã bên sông Rhine, mối hiểm nguy lớn nhất đối với La Mã là những cuộc di dân quy mô lớn của người German. Cuộc bành trướng của người Hung đã khiến cho người Goth tăng cường di dân vào Đế quốc Đông La Mã, trong khi ấy người Vandal và người Langobardi cũng di dân vào Nam Âu. Cuộc di trú này khiến cho người German cổ được tiếp cận và hiểu biết thêm về nền văn minh La Mã rạng rỡ. Nhưng vua Goth là Fritigern, do bị quan lại địa phương Đông La Mã đối xử tệ bạc, nên đã phất cờ khởi nghĩa. Tình trạng chung sống giữa người La Mã và người German chấm dứt. Sau một vài thất bại của quân Đông La Mã, Hoàng đế Valens nhờ cháu là Hoàng đế Gratianus phái đại quân đến hỗ trợ, và đích thân Valens thống lĩnh quân Tây La Mã đánh quân Fritigern. Valens và các chiến binh bị tàn sát thê thảm trong trận Hadrianopolis vào năm 378, khi quân ông bị quân Tây Goth phục kích. Đây là một chiến thắng hiển hách nhất của quân dân Tây Goth trước quân La Mã, qua đó quân Kỵ Binh Tây Goth lưu danh trong nền quân sử nước Đức hào hùng. Ngay sau đó, trong trận Thessalonica (380) họ đánh tan nát quân Đông La Mã do tân Hoàng đế Theodosius I, cuối cùng nền hòa bình được tái lập. Người La Mã bắt đầu cởi mở hơn cho sự di trú của các dân tộc man rợ German.
Dưới trướng vua Alaric I, quân Tây Goth lại giáng những đòn nặng nề nhất vào La Mã. Vào năm 410, ông động binh đánh phá thành La Mã, làm cho Đế quốc Tây La Mã khánh kiệt. Thân quyến của ông là Ataulf cũng tiếp tục quấy phá La Mã, chiếm lĩnh được miền Nam Gaule và Tây Ban Nha. Trong thời buổi này, người Angeln và Sachsen cũng tràn vào đảo Anh, dẫn tới sự Teuton hóa tại đây. Người Burgundy cũng chiếm cứ miền Provence trên đất Gaule. Những chiến binh Vandal hung bạo dưới thời vua Geiseric thậm chí còn đánh phá thành La Mã. Vào năm 455, trong trận Nedao tàn khốc, liên quân German đại phá tan tành quân Hung, tiêu diệt vua Hung là Ellac và chấm dứt cuộc xâm lược của quân Hung vào Âu châu. Cuối cùng, trên đà suy yếu, Đế quốc Tây La Mã bị một thủ lĩnh quân đánh thuê German là Odoacer tiêu diệt vào năm 476. Sau này, với nhà vua Theodoric Đại đế (454 - 526), người Đông Goth lập quốc tại Ý. Các nhà vua German hồi ấy thường đam mê tinh hoa văn hóa La Mã cổ và muốn học hỏi theo.

### CácCông quốc cội nguồn
Các 'Công quốc cội nguồn' (Công quốc bộ tộc) tại Đức chỉ yếu là những khu vực sinh sống của các bộc lạc German cổ xưa trên miền đất này. Những dòng tộc German này nguyên là người Frank, người Sachsen, người Alemanni, người Burgundy, người Thüringer và người Rugier. Vào thế kỷ thứ 5 người Burgundy đã di trú đến lãnh thổ La Mã và sẽ sinh sống trong khu vực Hạ Burgundy từ năm 443 cho đến năm. 458. Khu vực sinh sống của họ tại Đức, cùng với người Sachsen, đã bị dân Frank chiếm cứ. Dân Rugier - Odoacer tiêu diệt vào năm 487 - đã thiết lập một liên minh các bộ tộc German mới trong cương thổ của họ, đó là người Bayern. Tất cả những 'Công quốc cội nguồn' ấy cuối cùng đềuu bị quân Frank thu phục, trong đó có quân Alamanni vào các năm 496 cà 505, rồi quân Thüringer vào năm 531.

## Quá trình nước Đức thành hình
Những cuộc di trú của người German cho thấy diễn tiến của quá trình Teuton hóa châu Âu cổ. Khi ấy, tù trưởng của gia tộc Merowinger (Frank) là Chlodwig đã chinh phạt các thị tộc Frank khác. Vào năm 486, ông lên làm vua Chlodwig I của người Frank. Quân ông tiếp tục đánh thắng các bộ tộc khác, chiếm lĩnh thêm nhiều lãnh thổ. Vốn từ thế kỷ thứ tư trước Công Nguyên, La Mã đã từ bỏ Đa Thần giáo và chuyển theo Ki-tô giáo. Các binh đoàn Lê dương La Mã đã truyền bá Ki-tô giáo khắp Âu châu. Bấy giờ, vợ Chlodwig I cải theo Ki-tô giáo nhưng ông thì chưa. Tương truyền, nhà vua lúc thất trận, liền cầu nguyện vị Chúa của vợ ông, hứa rằng nếu thắng sẽ theo về Ki-tô. Ông chiến thắng, và quả nhiên ông cùng với 3 nghìn chiến binh của mình đều trở thành những Ki-tô hữu. Ông bắt buộc mọi dân tộc dưới quyền phải theo Ki-tô giáo, và thiết lập liên minh giữa Vương quốc Frank với Giáo triều La Mã: và trong hàng triệu năm tới lịch sử nước Đức vẫn cứ theo quá trình này.
Gần như không thể khẳng định một cách khách quan là người ta bắt đầu nói đến "nước Đức" (Deutschland) từ lúc nào. Không có thời điểm rõ ràng cho việc hình thành một quốc gia Đức độc lập, cả về chủng tộc, về ngôn ngữ lẫn về lãnh thổ. Nhiều nhóm dân và bộ tộc được gộp chung dưới khái niệm người German (người Giecman), những người đã định cư từ trước thời Thượng cổ trong vùng đất của nước Đức ngày nay.
Các bộ tộc người Indogerman hay con cháu của họ đã di dân đến đấy trong thời kỳ Đồ Đồng và Đồ Sắt và đã tự pha trộn với những người dân tại chỗ đã định cư ở đấy từ cuối thời kỳ Băng hà và sau đó là với những dân tộc hay người dân "đi ngang qua", thí dụ như:
- Người Celt gốc Indogerman trong miền Nam nước Đức, những người đã có ảnh hưởng lớn đến văn hóa châu Âu trong nhiều vùng đất rộng lớn cho đến cuối thời Thượng Cổ.
- Người La Mã trong vùng miền Nam và miền Tây nước Đức ngày nay, quân đội của họ đã chiếm đóng miền Nam và miền Tây của Germanien dọc theo sông Donau và Rhein cho đến khoảng thế kỷ thứ 5.
- Người Slavơ phía đông sông Elbe trong lúc di dân về phía Đông từ thế kỷ 11 đến thế kỷ 14.
- Những dân tộc khác trong thời di dân, thí dụ như người Sarmante (tiếng Anh: Sarmatian).

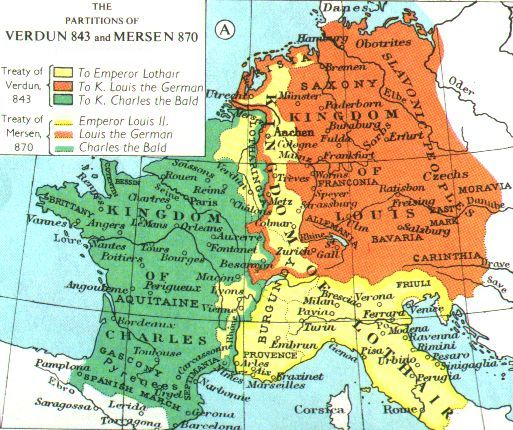
Vương quốc Franken sau Hiệp ước Verdun

Vùng đất Trung Âu lục địa giữa Đại Tây Dương, biển Baltic và phía Nam dãy núi Alpen chỉ được thống nhất vào thời kỳ của Vương quốc Frank (hay vương quốc Karoling) của vua Charlemagne, còn được gọi là Karl I Đại đế. Sau cái chết của Charlemagne, vương quốc này được chia làm ba trong Hiệp ước Verdun vào năm 843 cho 3 người cháu của ông. Nước Pháp hình thành sau này từ Vương quốc Frank Tây, hình thành từ Vương quốc Frank Đông là nước Đức ngày nay, trong khi "Vương quốc giữa", sau này là Bourgogne và Lorraine, bị chia sẻ giữa Pháp và Vương quốc Frank Đông trong thời Trung Cổ.
Vương quốc Frank Đông chưa phải là "Đức" nhưng ít nhất đã tạo thành một khuôn khổ về địa lý cho nước Đức sau này. Mãi đến giữa thời kỳ của dòng họ Otto, tên regnum teutonicum (tiếng La tinh cho "Vương quốc Đức") mới bắt đầu xuất hiện thường xuyên hơn. Người ta có thể xem thời gian từ khi Vương quốc Karoling tan rã cho đến giữa thời Trung cổ là giai đoạn tiếp chuyển của sự hình thành khái niệm "nước Đức". Việc xưng vua và đăng quang của Otto I Đại đế đánh dấu sự kết thúc đầu tiên cho gian đoạn này.
Từ thế kỷ 11, một cấu trúc quốc gia đã hình thành mà về mặt chính trị có thể xem là độc lập và từ đó đã hình thành cái mà ngày nay gọi là "nước Đức" (xem Đế quốc La Mã Thần thánh).

## Thời Trung cổ

### Thời gian đầu của Trung cổ: Vương quốc Karolinger tan rã

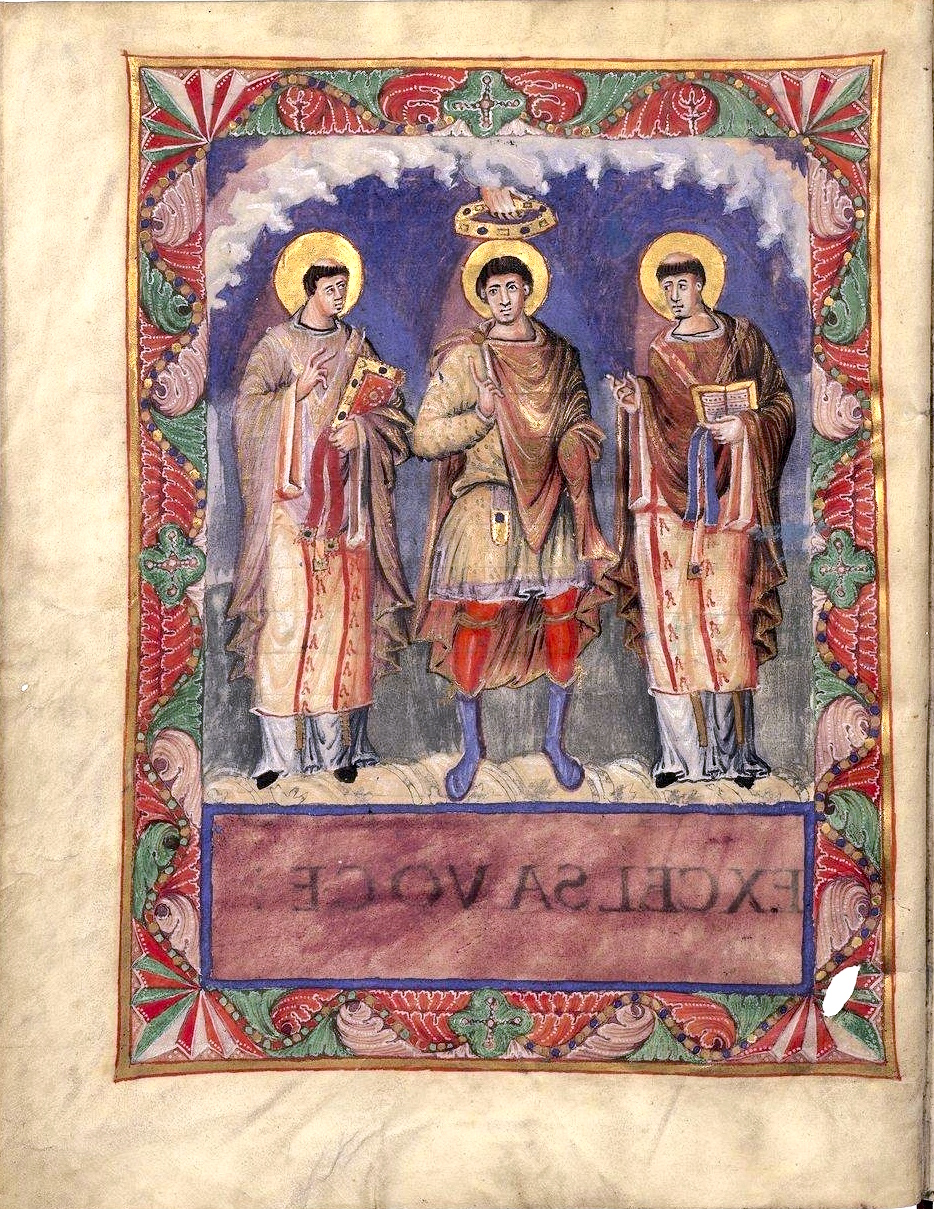
Charlemagne giữa các giáo hoàng Gelasius I và Gregor I

Đọc bài chính về nước Đức trong thời gian đầu của Trung cổ
Vương quốc Frank bắt đầu tan rã khi bị phân chia trong năm 843. Con trai của Charlemagne, Ludwig Ngoan đạo (Ludwig der Fromme), vẫn còn có thể gìn giữ được sự thống nhất của vương quốc. Ông chỉ định người con trai đầu là Lothar I (tiếng Pháp:  Lothaire I) làm người nối ngôi. Lothar I nhận lãnh vương quốc ở giữa và danh hiệu hoàng đế, Karl Hói (Karl der Kahle, tiếng Pháp: Charles le Chauve) nhận phần phía tây và Ludwig Đức (Ludwig der Deutsche) phần phía đông. Sau khi các người con trai của Lothar I chết, vương quốc giữa được chia về cho Karl Hói và Ludwig Đức. Khi Ludwig chết năm 876 vương quốc Frank Đông cũng được chia cho 3 người con trai của ông là Karlmann, Ludwig Trẻ (Ludwig der Jüngere) và Karl Béo (Karl der Dicke). Năm 880 ranh giới với Vương quốc Frank Tây được xác định và từ đấy đã phân chia gần như không thay đổi Đế chế Đức với nước Pháp trong suốt cả thời Trung cổ. Vua Frank Đông, Karl Béo, đã có thể thống nhất Vương quốc Frank một thời gian ngắn sau khi anh em của ông và vua của Frank Tây chết, nhưng lại bị cháu của ông là Arnulf của Kärnten, con trai của Karlmann, đẩy lui trong năm 887 do quyền lực cai trị quá yếu ớt. Dòng dõi Karolinger (tiếng Anh: Carolingian) Đông chấm dứt khi Ludwig Con trẻ (Ludwig Trẻ con), con trai của Arnulf và là người cuối cùng của dòng họ, chết vào năm 911.

### Triều đại Otto

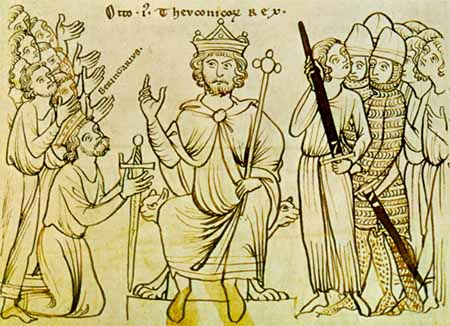
Otto I Đại đế chiến thắng vua Ý.

Sau khi dòng họ Karolinger tuyệt hậu, nhằm để không gây nguy hại đến quyền lực riêng, các dux của các bộ tộc đã bầu một người trong số họ là dux của xứ Franconia là Konrad Trẻ (Konrad das Kind), người được cho là yếu đuối, lên làm vua của họ vào năm 911. Người được bầu kế vị ông là dux của xứ Saxonia Heinrich Người săn chim (Heinrich der Finkler) với hiệu Heinrich I, từ dòng họ Liudolfing, khởi đầu Vương triều Otto. Heinrich I đã bảo vệ vương quốc chống lại những cuộc tấn công của người Hung và người Slav. Bên cạnh di sản Frank, một tính cách Đức riêng biệt ngày càng nổi bật. Heinrich I chỉ định con trai của ông là Otto làm người kế vị. Vị vua này dựa vào Nhà thờ để bảo vệ quyền lực của ông (Hệ thống Giáo hội Đế chế hay Reichskirchensystem). Năm 955, Otto I chiến thắng người Hung trong Trận Lechfeld. Các xứ Bohemia (từ năm 950) và Ba Lan (từ năm 963) đã có thời gian là lãnh thổ phụ thuộc vào vương quyền La Mã - Đức. Otto I mở rộng vùng thống trị của ông với nhiều phần đất của nước Ý. Sau khi kết hôn với Adelaide của Burgundia ông tự xưng là Vua của người Langobard (rex Langobardorum). Năm 962, Otto I đăng quang ngôi vị Hoàng đế La Mã Thần thánh dưới sự chủ phong của Giáo hoàng Gioan XII. Ở Nam Ý ông sa vào tranh chấp với hoàng đế Byzantine. Con trai của ông, Otto II, cuối cùng kết hôn với Theophanu, cháu gái của hoàng đế Byzantine, thế nhưng Nam Ý vẫn thuộc về Đế quốc Byzantine. Năm 983 Otto II bị thất trận nặng nề trước người Ả Rập Hồi giáo. Các vùng đất phía đông sông Elbe bị mất đi cho đến gần 20 năm trong cuộc nổi dậy của người Slavơ. Con trai của Otto, Otto III, chết trước khi ông kịp thực hiện kế hoạch chuyển dời quyền lực về Roma. Vị vua Otto cuối cùng, Heinrich II, phải chống cự lại Ba Lan (vua Bolesław I) và Hungary (vua István I). Dưới thời của ông, hệ thống nhà thờ vương quốc tiếp tục được mở rộng.

### Giữa thời Trung cổ: Các hoàng đế nhà Salier

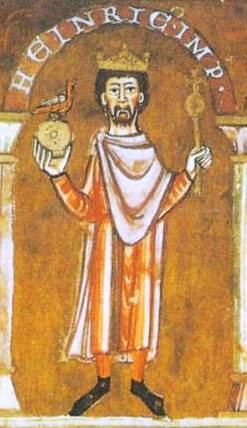
Hoàng đế Heinrich IV

Năm 1024, các tuyển hầu Đức đã bầu Konrad II, thuộc nhà Salier, lên làm Hoàng đế. Ông thu phục được vương quốc Burgund trong năm 1032. Người kế thừa ông, Heinrich III, đã truất phế ba giáo hoàng kình địch lẫn nhau, đưa Giám mục Suitger, Bá tước xứ Morsleben và Hornburg, một người thuộc phe cải tổ, lên làm Giáo hoàng, và để cho Clêmentê II làm chủ phong lễ lên ngôi hoàng đế cho ông vào năm 1046. Dưới thời Hoàng đế Heinrich IV, cuộc tranh cãi về quyền bổ nhiệm các giám mục bùng nổ lớn vì những người muốn cải cách Giáo hội quy tội Hoàng đế buôn bán các chức vụ của Giáo hội. Heinrich IV tuyên bố truất phế Giáo hoàng Grêgôriô VII. Sau đấy Giáo hoàng lại tuyên bố phạt vạ tuyệt thông Hoàng đế Heinrich IV. Để hủy bỏ vạ tuyệt thông, Heinrich IV đã phải đích thân đến Canossa để xin giải vạ. Năm 1084, ông lại truất phế Giáo hoàng Grêgôriô VII và để cho Giáo hoàng Clêmentê III làm lễ đăng quang trở thành Hoàng đế tại Roma. Con của ông là Heinrich V cuối cùng lại liên kết với các dux chống lại và truất ngôi ông. Một cuộc chiến tranh kéo dài chỉ được tránh khỏi do người cha mất trong năm 1106. Cùng với Giáo ước Worms (Wormser Konkordat), Hoàng đế Heinrich V giảng hòa với Giáo hội trong năm 1122. Sau khi Heinrich V qua đời, các tuyển hầu đã bầu Lothar III của gia tộc Suplinburg lên làm vua. Việc nhà Welfen nhiều quyền lực ủng hộ Lothar chống lại Friedrich thuộc nhà Staufer đã gây ra cuộc tranh chấp quyền lực kéo dài trong suốt thế kỷ 12 giữa hai dòng họ Welfen và Staufer.

### Triều đại Staufer
Sau khi Lothar qua đời năm 1138, Konrad III thuộc nhà Staufer kế vị ngôi Vua La Mã Đức, thu hồi lại quyền cai trị xứ Bavaria của con rể của Lothar là Công tước Heinrich Kiêu hãnh (Heinrich der Stolze). Friedrich I nối ngôi Konrad đã cố gắng giảng hòa bằng cách trao lại cho Heinrich Sư tử (Heinrich der Löwe) các xứ mà cha ông từng cai trị là Saxonia và Bavaria vào năm 1156. Trở thành lãnh chúa mới, Heinrich Sư tử đã khuất phục được người Slav ở Mecklenburg và Pommern.

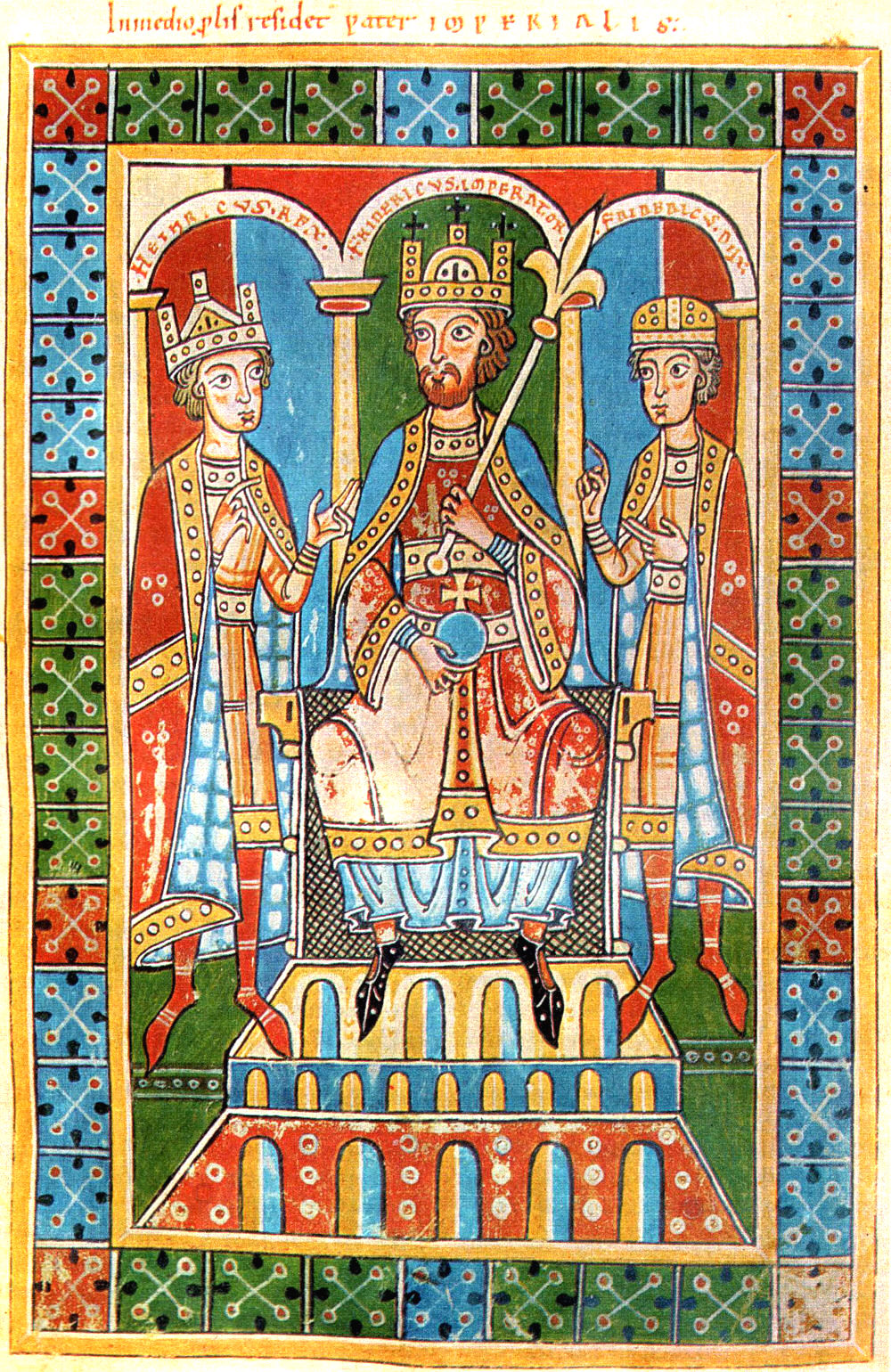
Hoàng đế Friedrich I Barbarossa và các con trai

Friedrich đạt đến ngôi vị Hoàng đế nhờ vào Hiệp định Konstanz năm 1153. Ông chiến thắng các thành phố vùng Lombardia (Ý) đòi hỏi có nhiều quyền tự chủ hơn. Cùng với Giáo hoàng mới là Alexanđê III, cuộc tranh chấp giữa Hoàng đế và Giáo hoàng lại tái bắt đầu. Sau khi thất trận ở Legnano, Friedrich phải công nhận Alexanđê III là Giáo hoàng. Năm 1180 Friedrich thu lại các lãnh địa của Heindrich Sư tử vì Heindrich đã không ủng hộ chính sách nước Ý của ông. Bắt đầu từ 1187 Friedrich I dẫn đầu đoàn quân Thập tự chinh chống Hồi giáo. Ông chết ở Syria năm 1190. Con trai của Friedrich là Heinrich VI trở thành vua của Sicilia năm 1194 nhờ vào cuộc hôn nhân với công chúa Konstanze người Norman. Khi Heindrich VI qua đời năm 1197 cùng một lúc Philipp xứ Schwaben nhà Staufer là em của Heindrich VI và Otto IV nhà Welfen, con trai của Heindrich Sư tử, đều được bầu lên làm vua. Sau khi Philipp bị giết chết năm 1208, Otto IV lên ngôi vua. Thế nhưng vì những cuộc chinh chiến ở Ý của Otto, Giáo hoàng lại ủng hộ Friedrich II thuộc dòng họ Staufer, là con trai của Heinrich VI. Trận Bouvines đã mang lại thắng lợi cho Friedrich năm 1214. Friedrich cai trị vương quốc của mình từ Sicilia. Năm 1220 Friedrich đăng quang làm hoàng đế và sau đấy lại có cuộc tranh chấp quyền lực với Giáo hoàng Grêgôriô IX, người đã khai trừ hoàng đế năm 1227. Mặc dù vậy Friedrich vẫn đạt được việc giao trả Jerusalem trong Đất Thánh. Cuộc xung đột vẫn tiếp tục kéo dài khi Giáo hoàng Innôcentê IV kế vị. Innôcentê IV tuyên bố truất ngôi hoàng đế của Friedrich II năm 1245. Friedrich II qua đời năm 1250. Sau cái chết của ông, cuộc tranh chấp giữa Giáo hoàng và dòng họ Staufer vẫn tiếp diễn. Năm 1268, người cuối cùng của dòng họ Staufer, Konradin, đứa con trai mới 16 tuổi của Konrad IV, đã bị xử tử công khai tại Napoli trong cuộc chiến thừa kế Silicia chống lại Charles I xứ Anjou.

### Cuối thời Trung cổ
Sau khi dòng họ Staufer không còn người nối dòng dõi, quyền lực của hoàng đế ngày càng suy sụp vào cuối thời Trung cổ. Do chỉ còn có ít tài sản, hoàng đế phải tìm cách mở rộng quyền lực. Chính vì thế mà các tuyển hầu thường lại chọn một ứng viên yếu đuối để tôn lên làm vua. Rudolf I đã chấm dứt thời kỳ này vào năm 1273. Ông đã mở đường cho dòng họ Habsburg trở thành một trong những triều đại có nhiều quyền lực nhất trong đế quốc, thế nhưng ông không đạt được chiếc vương miện hoàng đế. Cả hai người kế thừa, Adolf và Albrecht I đều có mâu thuẫn với các tuyển hầu. Năm 1308 Heinrich VII nhà Luxembourg được bầu lên làm vua. Ông thu tóm xứ Bohemia để mở rộng quyền lực của mình và được tôn làm Hoàng đế. Trong Hiệp định Namslau năm 1348, vua Kazimierz III của Ba Lan công nhận vùng đất Silesia thuộc về Bohemia và vì thế là thuộc về Đế quốc La Mã Thần thánh nhưng sau đấy lại cố gắng kiện cáo hiệp định này ở Giáo hoàng. Trong thế kỷ 14, dân số quá đông, mất mùa và thiên tai đã dẫn đến nạn đói. Chỉ trong khoảng thời gian 1349/1350 một phần ba dân số đã chết vì bệnh dịch hạch và phần lớn người Do Thái đã chạy trốn qua Ba Lan vì nạn bài trừ Do Thái.

### Thời kỳ của Ludwig người Bayer và Karl IV

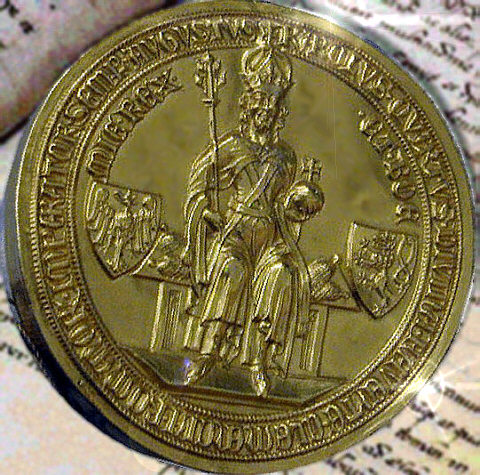
Sắc Lệnh Vàng của Hoàng đế Karl IV.

Sau khi Heinrich chết, Ludwig người Bayer thuộc dòng họ nhà Wittelsbach đã vượt qua được dòng họ Habsburg trong cuộc bầu cử vào năm 1314. Năm 1327 Ludwig dời về Ý và được tôn vinh thành hoàng đế tại kinh đô Roma trong năm kế tiếp theo đó. Trong cuộc đấu tranh chống lại Giáo hoàng, lần cuối cùng trong thời Trung cổ, các tuyển hầu trong Hội nghị tuyển hầu Rhense năm 1338 đã xác nhận rằng một vị vua do họ bầu lên không cần phải được Giáo hoàng xác nhận. Một phe đối lập do dòng họ Luxembourg đứng đầu chống lại chính sách quyền lực của Ludwig bắt đầu thành hình trong năm 1346. Karl IV người Luxembourg, với sự ủng hộ của Giáo hoàng, đã được những người cùng phe bầu thành vị vua đối lập. Cái chết của Ludwig trong năm 1347 đã ngăn chận một cuộc chiến tranh kéo dài. Karl IV di dời trọng điểm thống trị của ông về Böhmen. Ngoài những việc khác ông đã thu được vùng đất biên giới Brandenburg. Năm 1348 trường đại học tiếng Đức đầu tiên được thành lập tại Praha. Năm 1355 Karl được tôn vinh trở thành hoàng đế. Sắc lệnh Vàng của năm 1356 đã trở thành gần như là hiến pháp cho đến khi đế quốc La Mã thần thánh chấm dứt. Mục đích chính của sắc lệnh này là ngăn cản việc bầu một vị vua đối lập và các cuộc tranh giành ngai vàng. Karl tin rằng đã có thể củng cố được vị thế quyền lực của dòng họ Luxembourg bằng việc này.

### Habsburg, Luxembourg và Wittelsbach tranh chấp quyền lực
Dưới triều của những người kế thừa Karl, quyền lực của nhà vua suy tàn. Người con trai đầu của Karl IV, Wenzel, đã bị các tuyển hầu truất phế trong năm 1400 vì thụ động. Sau cái chết của người kế vị Ruprecht nhà Wittelsbach, em của Wenzel là Sigismund, vua của Hungary, một người thuộc dòng họ Luxembourg lại được bầu lên làm vua trong năm 1410. Mặc dù được tôn vinh lên làm hoàng đế năm 1433 nhưng ông lại không thể ổn định được đế chế. Một cuộc cải tổ đế chế đã thất bại. Sau khi Sigismund chết, dòng họ Luxembourg không còn con trai nối dõi. Với Albrecht II, dòng họ Habsburg đã tiến lên kế thừa ngai vàng vào năm 1438. Dưới thời cai trị của Friedrich III, mặc dầu lâu dài nhưng lại lu mờ, nền tảng cho chính sách bành trướng quyền lực của dòng họ Habsburg cũng được thiết lập. Thông qua hôn nhân, con trai của ông là Maximilian I đã thu nạp được thêm xứ Burgundia mà xứ Hà Lan giàu có cũng thuộc trong công quốc này và sau đó đã có thể tự khẳng định qua cuộc chiến tranh với Pháp. Cháu của ông, Felipe I của Castila, đã được phép kết hôn với người thừa kế vương quốc Tây Ban Nha rộng khắp trên toàn thế giới. Năm 1495 một cuộc cải tổ Đế chế được Hội đồng Đế chế ở Worms thông qua. Năm 1508 Maximilian tiếp nhận danh hiệu hoàng đế không cần Giáo hoàng đăng quang. Với việc này ông đã chấm dứt vĩnh viễn các chuyến đi hành hương về Roma để làm lễ đăng quang hoàng đế của các vị vua Đức. Nguyên nhân là do quân đội của Pháp và Venezia vì có tranh chấp với Đức đã ngăn chận các đường đèo vượt núi Alpen. Chính sách hôn nhân của ông đã mang lại cho dòng họ Habsburg không những vương miện Tây Ban Nha mà còn các vùng đất Böhmen và Hungary. Dưới thời của cháu Maximilian là Karl V, vào cuối thời Trung Cổ, dòng họ Habsburg đã vươn lên trở thành một trong những thế lực mạnh trên thế giới.

## Nước Đức thời Cận Đại
Đọc bài chính: Nước Đức thời Cận Đại

### Cải cách Kháng Cách và Phong trào Chống Kháng Cách
Đọc bài chính: Cải cách Kháng Cách và Phong trào Chống Kháng Cách

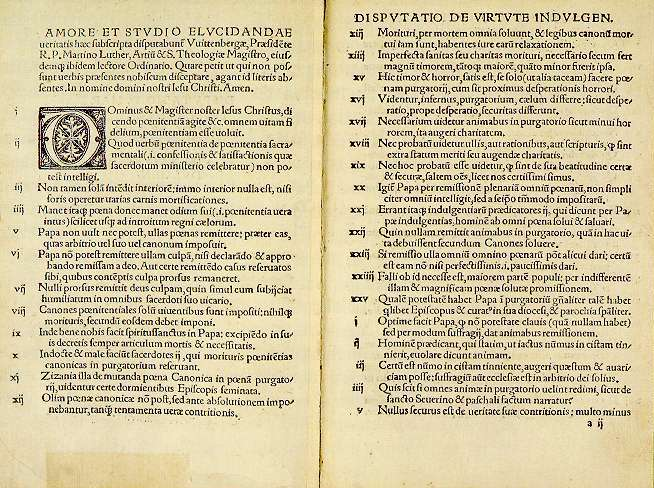
95 luận đề của Martin Luther

Cuộc Cải cách Kháng Cách bắt đầu khi Martin Luther công bố 95 luận đề chống lại việc buôn bán sự xá tội (tiếng Anh: indulgence).
Năm 1519 Karl V thuộc dòng họ Habsburg lên làm vua. Về mặt đối ngoại, ông luôn liên tục vướng bận vào các cuộc chiến tranh chống cự Đế quốc Ottoman của người Thổ Nhĩ Kỳ cũng như các cuộc chiến tranh chống lại nước Pháp và Giáo hoàng. Vì thế mà vị trí của ông trong vương quốc bị suy yếu, không thể ngăn chặn sự phổ biến của Phong trào Cải cách Kháng Cách. Vào năm 1529, vua Thổ Nhĩ Kỳ là Suleiman I xua đại quân vượt sông Danube tiến đánh kinh thành Viên. Đại Công tước Áo là Ferdinand tập hợp quân Đức và quân Tây Ban Nha do vua anh Karl V gửi tới để chống trả. Quân Thổ đại bại, vua Suleiman I phải rút quân trở về kinh đô Constantinopolis. Vào năm 1532, ông ta lại phát động chiến tranh một lần nữa, nhưng phải né tránh mỗi thành Viên.
Trong những năm từ 1522 cho đến 1526 thuyết của Martin Luther được đưa vào trong rất nhiều lãnh thổ và thành phố của Đế Chế. Chính những lãnh chúa là những người đã tiến hành phong trào Cải cách Kháng Cách và qua đó trở thành Giám mục của lãnh địa. Người em của hoàng đế, Ferdinand I, có ý định hủy bỏ sự mặc nhận những người theo thuyết của Luther nhưng đã gặp phải sự phản đối của những lãnh chúa theo đạo Tin Lành.
Cuộc sống khó khăn của những người nông dân đã khiến cho họ nhiều lần vùng lên đấu tranh trong thế kỷ 15. Trong thời gian của phong trào Cải cách Kháng Cách đã có một phong trào khởi nghĩa nông dân kéo dài từ 1524 cho đến 1526. Một cuộc khởi nghĩa nông dân dưới sự chỉ huy của Thomas Münzer đã bị đánh tan vào năm 1525 tại Bad Frankenhausen.
Cuộc Chiến tranh Schmalkaden 1546/1547 là cuộc chiến đầu tiên của người Công giáo dưới sự lãnh đạo của hoàng đế chống lại những người theo đạo Tin Lành. Tuy chiến thắng nhưng hoàng đế Karl V lại không thể giảng hòa cuộc tranh chấp bằng Hòa ước Ausburg (Ausburger Interim).
Khi các hầu tước cùng đứng lên vượt qua ranh giới tôn giáo chống lại hoàng đế, Karl V trao Tây Ban Nha lại cho con trai của ông là Felipe II của Tây Ban Nha và chỉ định người em là Ferdinand làm người kế vị ở Đế quốc La Mã Thần thánh. Vị tân vương chính là người đã từng thương lượng cuộc hòa giải tôn giáo ở Ausburg năm 1555.
Dưới ấn tượng của cuộc Cải cách Kháng Cách, Nhà thờ Công giáo bắt đầu một cuộc cải cách nội bộ. Thêm vào đó, Phong trào Chống Cải cách Kháng Cách cũng bắt đầu, về một mặt là việc truy tố thông qua tòa án dị giáo, về mặt khác nhiều dòng tu mới thành hình mà trong đó những người theo Dòng Tên đã đóng vai trò dẫn đầu trong việc tái Công giáo hóa.
Mặc dù vậy chính sách tôn giáo của Maximilian II, con trai và là người kế vị của Ferdinand, vẫn mang tính cách tương đối khoan dung trong khi cùng thời gian đó nhiều cuộc chiến tranh tôn giáo đang tàn phá nước Pháp. Ngược lại, con trai của Maximilian, Rudolf II, lại ngày càng rời bỏ thực tế thu mình trong dinh điện của mình tại Praha nên những xung đột về tôn giáo lại tiếp tục tăng lên. Cuộc Chiến tranh Köln đã bùng nổ khi vị tổng Giám mục ở đấy chuyển sang đạo Tin Lành và sự kháng cự chống lại chính sách cai trị mang tính Công giáo khắt khe của triều đại Habsburg Tây Ban Nha tại Hà Lan, lúc đấy thuộc trong lãnh địa của đế quốc La Mã thần thánh, ngày càng tăng cao.
Năm 1608 các hầu tước Tin Lành liên kết với nhau dưới sự lãnh đạo của Bá tước Friedrich V xứ Pfalz, thành lập Liên minh Tin Lành (Protestanische Union) và tương tự, năm 1609 các hầu tước Công giáo đã thành lập Liên đoàn Công giáo (Katholische Liga) dưới sự lãnh đạo của Công tước Maximilian I xứ Bayern.

### Cuộc Chiến tranh 30 năm

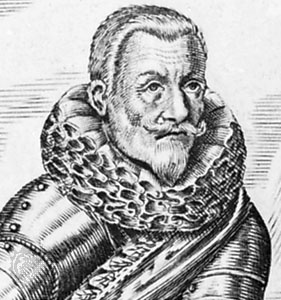
Bá tước Jean t'Serclaes de Tilly, thống soái quân đội của Liên đoàn Công giáo

Sau khi được giao quyền điều hành công việc triều chính, Matthias, người em của Hoàng đế Rudolf II, lại hạn chế các quyền hạn đã được ban cho những người theo đạo Tin Lành. Vì thế năm 1618 đã xảy ra hai ủy viên hội đồng hoàng gia đã bị ném ra cửa sổ của lâu đài ở Praha.
Sau khi hoàng đế Matthias qua đời, vị minh chủ của Liên minh Tin Lành, Friedrich V xứ Pfalz, trở thành vua của Böhmen. Vị tân hoàng đế, Ferdinand II, đã thân chinh thống lĩnh Quân đội của Liên đoàn Công giáo đến Böhmen. Trong Trận Núi Trắng (Schlacht am Weißen Bergen) năm 1620, quân Böhmen bị đánh tan tác. Sau khi cựu vương Friedrich bỏ trốn, quân Liên đoàn Công giáo do Bá tước Jean t'Serclaes de Tilly chiếm được vùng Pfalz và Oberpfalz. Công tước xứ Bayern nhận danh hiệu Tuyển hầu xứ Pfalz.
Vua Đan Mạch là Christian IV mang quân vào miền Bắc nước Đức năm vào 1625. Tháng 8 năm 1626, Quân đội của Hoàng đế dưới quyền chỉ huy của Tilly và nhà quý tộc Böhmen là Albrecht von Wallenstein đã đập tan tác Quân đội Đan Mạch do vua Christian IV thân chinh thống lĩnh trong trận Lutter. Tilly là một vị thống soái dày kinh nghiệm. Sau chiến thắng tại Lutter, Wallenstein kéo quân chặn đứng bước tiến công của Vương công xứ Transylvannia là Bethlen Gabor vào thành Viên. Ông cùng với Tilly đánh đuổi Quân đội Đan Mạch ra khỏi miền Bắc Đức, đập tan tác một cuộc phản công vào năm 1628, và buộc vua Đan Mạch phải rút khỏi chiến tranh vào năm 1629. Pommern, Jütland và Mecklenburg bị quân đội Công giáo chiếm đóng.
Sau cuộc Chiến tranh Đan Mạch, hoàng đế ra Chỉ dụ Hoàn lại (Restitutionsedikt) vào năm 1629. Lo sợ vì quyền lực của tướng Wallenstein đã tăng lên quá nhiều, các lãnh chúa trong đế chế đã truất phế ông trong hội nghị các Tuyển hầu tại Regensburg trong năm 1630.
Vào thời điểm đó, vua Thụy Điển là Gustav II Adolf can thiệp vào chiến sự. Liên quân Thụy Điển - Sachsen đánh tan tác Liên quân Công giáo do Tilly thống lĩnh trong trận Breitenfeld (Leipzig) vào năm 1631, và quân Thụy Điển cứ thế mà tiến vào đất Đức. Vào năm 1632, quân Công giáo lại bị đập tan tác, đồng thời Tilly hy sinh tại Rain, tiếp theo sau đó hoàng đế lại hoàn chức vụ cho Wallenstein. Vua Gustav II Adolf tiến đánh trại lính của Wallenstein tại Nuremberg, và ông xuất binh đập tan tác quân Thụy Điển. Nhưng trong trận Lützen vào năm 1632, Quân đội của Wallenstein bị quân Thụy Điển đập tan tác, song quân Thụy Điển mất đi vị vua vĩ đại của họ trong trận đánh này. Vào năm 1633, Quân đội của Wallenstein bắt sống một đạo quân Thụy Điển trong trận Steinau. Nhưng Wallenstein lại bị truất phế năm 1634 và ngay sau đó bị giết chết. Để có thể trục xuất quân Thụy Điển ra khỏi đất Đức, hoàng đế đã lập lại hòa bình với Tuyển hầu xứ Sachsen năm 1635 bằng một hiệp ước đặc biệt: Hòa ước Praha.
Nước Pháp Công giáo đứng về phía Thụy Điển năm 1635. Tuy mất vua Gustav II Adolf và đại bại vào năm 1634, Quân đội Thụy Điển vẫn tiếp tục đấu tranh, và giành chiến thắng trong nhiều trận đánh, dù họ không thể chiếm được thành Praha. Nhiều phần lớn của Đế chế bị tàn phá. Mãi đến năm 1750 dân số mới đạt lại được mức trước chiến tranh. Vị tân hoàng đế Ferdinand III đã nỗ lực để thương lượng hòa bình. Thế nhưng nước Đức từ lâu đã trở thành quả bóng của các cường quốc ngoại bang, việc đã kéo dài sự lầm than của người dân. Các cuộc thương lượng bắt đầu từ năm 1642 đã dẫn đến Hòa ước Westfalen vào ngày 24 tháng 10 năm 1648.
Theo hòa ước, nhiều phần của Lothringen và của Elsass được nhượng cho Pháp. Hà Lan và Thụy Sĩ chính thức tách rời ra khỏi Đế chế. Vị thế của các lãnh chúa và các khu vực trong đế chế được tăng cường và Hòa ước Tôn giáo Ausburg được xác nhận. Quyền lực của hoàng đế lại tiếp tục bị hạn chế.

### Nước Đức trong thời kỳ quân chủ chuyên chế

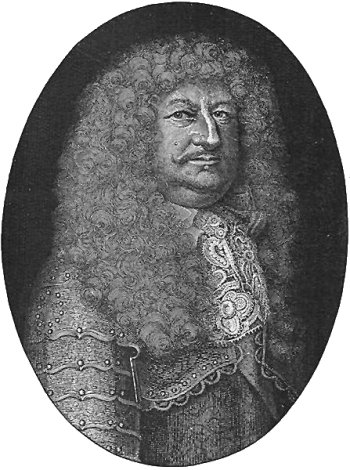
Friedrich Wilhelm I xứ Brandenburg, người đã mang nhiều đổi mới từ Hà Lan về Phổ, xây dựng nền tảng cho việc thăng tiến của Vương quốc Phổ.

Sự tàn phá và việc làm giảm dân số của cuộc Chiến tranh 30 năm đã góp phần tăng cường cho sự phát triển của chính sách kinh tế và xã hội được nhà nước điều khiển. Gắn liền với hình thức kinh tế của Chủ nghĩa Trọng thương là sự thành hình của hình thức cai trị quân chủ chuyên chế theo gương vua Pháp là Louis XIV.
Vương quốc Phổ bắt đầu vươn lên từ năm 1640 dưới triều Tuyển hầu tước Friedrich Wilhelm I, người ta gọi ông là vị "Tuyển hầu tước vĩ đại". Lúc ông lên ngôi, ông hãy còn trẻ, nhưng đã chứng kiến lãnh địa xứ Brandenburg - Phổ bị tàn phá bởi cuộc Chiến tranh 30 năm tàn khốc. Quan đại thần Schwarzenberg là kẻ thống trị thực thụ của xứ Brandenburg, thực chất ông ta là một gián điệp được trả tiền của Hoàng đế La Mã Thần thánh. Vị Tuyển hầu tước vĩ đại đã tiến hành xây dựng lại lãnh địa, cách chức viên đại thần Schwarzenberg và giành lại được phần lớn tỉnh Pomerania từ tay quân Thụy Điển. Với vị Tuyển hầu tước vĩ đại, thần dân của ông trở nên thịnh vượng hơn trước, và Quân đội Brandenburg - Phổ vô cùng hùng mạnh. Ông đánh đuổi quân xâm lược Thụy Điển và dám đối đầu với cả vua Louis XIV của Pháp - một Quân vương rất hùng mạnh của châu Âu thời bấy giờ. Vào năm 1701, sau nhiều nỗ lực lớn, Tuyển hầu Friedrich III tự xưng là Friedrich I, Đức Vua ở Phổ. Đổi lại, ông liên minh với Hoàng đế La Mã Thần thánh trong cuộc Chiến tranh Kế vị Tây Ban Nha. Ông tiến hành những công trình xây dựng đồ sộ.
Vào năm 1713, vua Friedrich Wilhelm I lên kế vị, đã thực hiện những cải cách về bộ máy Chính phủ và Quân đội Phổ. Ông sống giản dị, tích cực đầu tư vào lực lượng Quân đội Phổ, lại còn cho người kén lính trên toàn cõi châu Âu. Lực lượng Bộ binh của chế độ quân chủ nước Phổ non trẻ giờ đây là lực lượng Bộ binh hùng cường nhất châu Âu. Cuối cuộc Đại chiến Bắc Âu (1700 - 1720), ông tham chiến trong liên minh chống Thụy Điển và chiếm được xứ Stettin. Khác với vua Louis XIV của Pháp đương thời, ông là một vị vua - chiến binh. Ông là vị vua sáng lập ra Nhà nước mới mẻ đầu tiên trong lịch sử nước Đức. Ông qua đời vào năm 1740, truyền ngôi báu cho người con kỳ tài là vị vua - chiến binh Friedrich II Đại Đế.
Dưới thời của hoàng đế dòng họ Habsburg là Leopold I, Đế chế cùng một lúc đã bị đe dọa từ phía Sultan Mehmed IV người Thổ Ottoman và từ ý muốn bành trướng của Pháp dưới thời Louis XIV. Vào năm 1683, quân Thổ Nhĩ Kỳ hùng mạnh do Đại Vizia Kara Mustafa Pasha - một viên tướng không siêu việt lắm - thống lĩnh tiến hành xâm lược nước Áo. Quân Thổ Nhĩ Kỳ vây hãm kinh thành Viên kể từ ngày 14 tháng 7 năm 1683. Trong các Tuyển hầu tước người Đức phò tá Hoàng đế trong trận này có cả vị Tuyển hầu tước vĩ đại Friedrich Wilhelm I xứ Brandenburg, ông đã gửi một đạo quân đến họp binh với quân Áo. Vào ngày 13 tháng 9 năm 1683, vua Ba Lan là Jan III Sobieski thân chinh thống lĩnh liên quân Áo - Đức - Ba Lan đập tan tác quân Thổ Nhĩ Kỳ, giết được biết bao quân Thổ. Với chiến thắng này, mối đe dọa của quân Thổ đối với châu Âu chấm dứt.
Qua việc bầu tuyển hầu của Sachsen là Friedrich August I lên làm vua Ba Lan năm 1697, giữa Sachsen và Ba Lan đã có liên kết cho đến năm 1763, chỉ bị gián đoạn bởi cuộc Đại chiến Bắc Âu và Chiến tranh Thừa kế Ngai vàng Ba Lan. Cũng như thế, giữa Hannover và nước Anh cũng đã có liên kết tương tự. Việc dòng họ Habsburg Tây Ban Nha tuyệt tự đã làm cho cuộc Chiến tranh Thừa kế Tây Ban Nha bùng nổ vào năm 1701, cuộc chiến mà với cái chết của Joseph I đã mang lại cho dòng họ Habsburg một bước ngoặt không tốt đẹp nhưng cũng đã làm lay chuyển uy thế cường quốc Pháp. Mặc dù thế, dòng họ Habsburg ở Áo vẫn trở thành một cường quốc tại châu Âu dưới thời các Hoàng đế Leopold I và Joseph I.

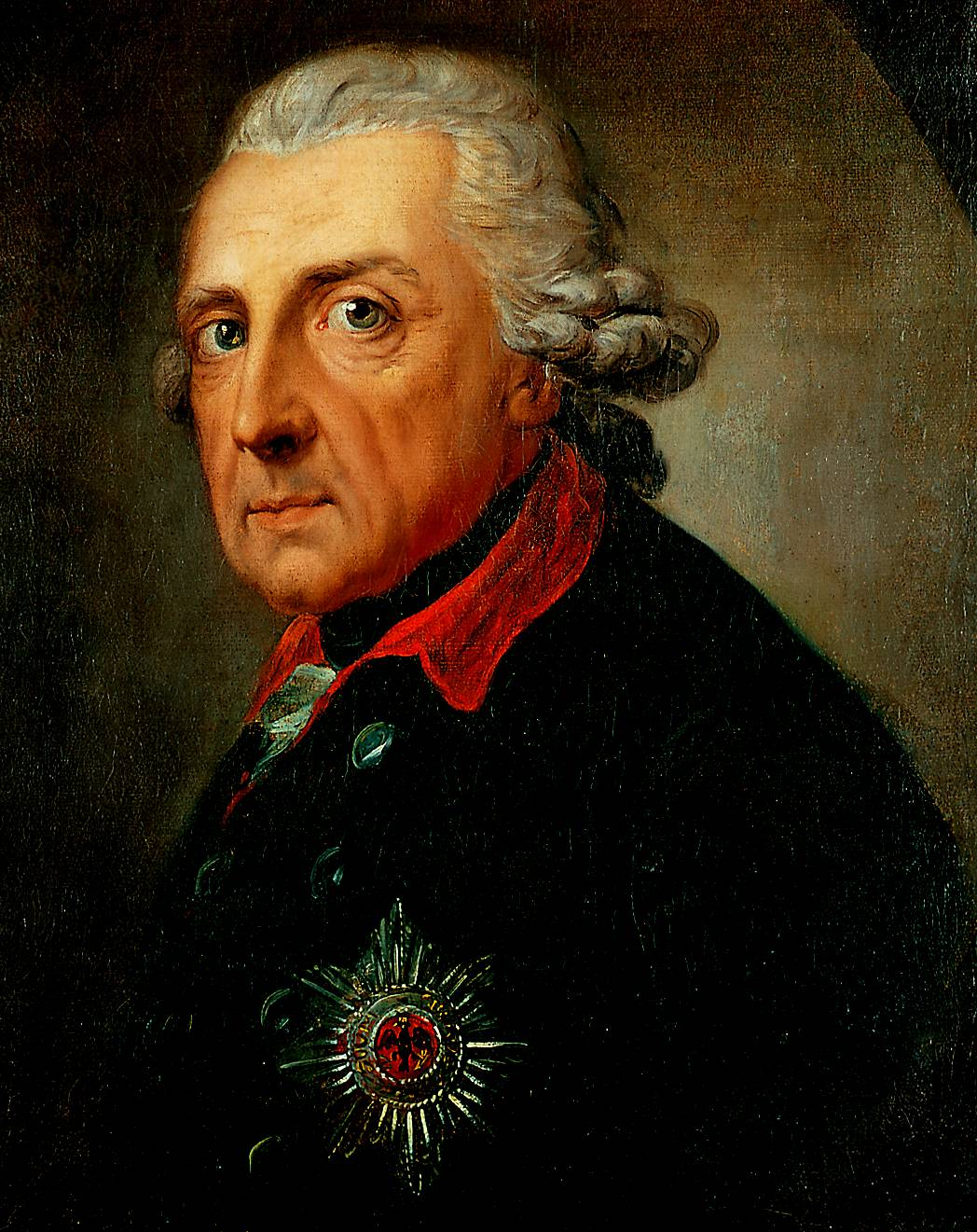
Tranh vẽ vua Phổ Friedrich II Đại đế (1740 - 1786), năm 68 tuổi.

Ở Vương quốc Phổ, Quốc vương Friedrich II đẩy việc mở mang bờ cõi, và đưa nước Phổ trở thành một trong những liệt cường tại châu Âu. Thiên tài quân sự của nhà vua còn giúp ông thành công về mặt chính trị. Việc dòng họ Habsburg ở Áo chấm dứt với Hoàng đế Karl VI là người con trai cuối cùng của dòng họ đã dẫn đến cuộc Chiến tranh Thừa kế Áo. Karl VII thuộc dòng dõi Wittelsbach được bầu làm tân hoàng đế. Với hơn hai vạn quân tinh nhuệ Phổ, Friedrich II táo bạo tiến hành chinh phạt tỉnh trù phú Silesia là đất của họ Habsburg, nhằm sáp nhập tỉnh này vào Vương quốc Phổ. Con gái của Karl VI, Maria Theresia đã có thể bảo vệ được vương miện cho vị hôn phu của mình là Franz Stefan với sự giúp đỡ của Anh Quốc. Song, trong các năm 1741 - 1742, Quân đội Phổ do Friedrich II thân chinh thống lĩnh liên tục đánh thắng quân Áo trong trận Mollwitz và trận Chotusitz, thế là ông chiếm được tỉnh Silesia từ tay nước Áo, với Hòa ước Breslau (1742). Nhưng sau đó, Nữ hoàng Maria Theresia cải thiện tình hình nước Áo, nên Friedrich II tham chiến trở lại. Tuy đứng trước nguy cơ bị liên minh Anh - Nga - Sachsen - Áo chia cắt đất nước, ông đánh thắng liên quân Áo - Sachsen trong trận Hohenfriedberg (1745), và giữ vững tỉnh Silesia sau một vài chiến thắng oanh liệt khác cùng năm ấy, mang lại danh tiếng quân sự của ông trên toàn cõi châu Âu, và ông trở thành một vị danh tướng bất khả chiến bại. Với những trận đánh ác liệt của ông để giành quyền kiểm soát tỉnh Silesia, ông trở thành "nhân vật dẫn dắt của thế kỷ ông". Với những chiến công hiển hách của nhà vua, với sức mạnh liệt cường của đất nước, Phổ trở thành một kình địch đáng sợ của Áo, dù có diện tích nhỏ bé hơn.
Vào năm 1749, những phản ứng sáng suốt và nhanh chóng của Friedrich II đã phá tan tành một dự định gây chiến tranh Kế vị Thụy Điển của Nữ hoàng Elizaveta Petrovna nước Nga. Tình hình chính trị - ngoại giao châu Âu diễn ra thất thường, ba cường quốc Nga, Áo, Pháp liên minh với nhau để chống lại cường quốc láng giềng mới nổi là Phổ. Biết bao hiểm nguy đến với nước Phổ. Friedrich II quyết định ra tay trước, và ông xua đại binh tiến đánh và chiếm được xứ Sachsen, đánh bại quân cứu viện Áo (1756) và mở đầu cuộc Chiến tranh Bảy năm. Sau đó, ông tiếp tục tiến công vào Đế quốc Áo, lúc thắng lúc thua và rút quân, nước Phổ bị vây tứ phía nhưng ông đột ngột cứu vãn đất nước với những chiến thắng lừng lẫy trong trận Rossbach và trận Leuthen (1757); qua những chiến công hiển hách này sự huy hoàng quân sự của ông lên đến tột đỉnh. Với chiến thắng vang dội của ông tại Rossbach, lần đầu tiên trong lịch sử, dân tộc Đức đã đánh thắng Pháp một cách vẻ vang. Chiến dịch Rossbach - Leuthen trở thành một trong chiến thắng huy hoàng nhất tron lịch sử, nhờ vào thiên tài quân sự của vị anh hùng của đức tin Kháng Cách. Trong suốt bảy năm chiến tranh, cường quốc non trẻ Phổ đã giao chiến và giữ vững giang sơn trước sức tấn công của ba cường quốc Nga, Áo, Pháp, và cho đến năm 1763, tất cả mọi nước đều kiệt quệ. Với Hiệp định Hubertusburg, lòng kiên quyết, tài năng và long dũng cảm của vị vua - anh hùng Phổ đã mang lại cho ông chiến thắng oanh liệt: liên quân chống Phổ thất bại và phải nhượng vĩnh viễn tỉnh Silesia cho Vương quốc Phổ, Vương quốc Phổ hoàn toàn là một liệt cường với thanh thế vang xa, xua tan mọi hiểm họa đến với nước Phổ, phá vỡ thế bá quyền của Pháp trước đây và mang lại niềm tự hào cho toàn thể dân tộc Đức. Danh tiếng của ông vang xa đến tận xứ Maroc và châu Mỹ. Sau đó, ông nỗ lực gia tăng ngân khố quốc gia và tăng cường binh lực nhằm bảo vệ vị thế cường quốc của đất nước. Ông xây dựng "Tân Hoàng cung" (Neues Palais) sau chiến thắng (1763) để chứng tỏ thực lực của Vương quốc Phổ đang trên đà lớn mạnh, và luôn tiến hành duyệt binh, làm người ngoại quốc phải ấn tượng. Vào năm 1772, ba cường quốc Phổ, Nga, và Áo tiến hành cuộc chia cắt Ba Lan lần thứ nhất, mang lại lợi thế lớn lao cho Friedrich II, giúp ông thống nhất các lãnh thổ rời rạc của Vương quốc Phổ. Giờ đây ông đã mở rộng biên giới chiến lược của đất nước đến sông Wisla và sông Netze. Công cuộc xây dựng lực lượng quân đội tinh nhuệ của ông sau năm 1763 giúp nước Phổ luôn luôn giữ vững thế mạnh, và, theo viên sĩ quan phụ tá Georg Heinrich Berenhorst của ông:
| “                           | Nền Quân chủ Phổ là một Quân đội có Quốc gia, chứ không phải là một Quốc gia có Quân đội Phổ. Đất nước Phổ thực chất chỉ là nơi cắm trại của toàn quân. | ” |
| — Georg Heinrich Berenhorst | |   |

Vào năm 1772, ông xưng làm "Đức Vua của Phổ". Tuy cuộc chia cắt Ba Lan lần thứ nhất một lần nữa mang lại thất bại thảm hại cho Đế quốc Áo, vào năm 1778, Joseph II, vị vua đầy tham vọng của Áo, đã toan tính chiếm xứ Bayern, nhưng Friedrich II xua đại quân Phổ đánh Áo, và đẩy lui tham vọng của vua Áo sau cuộc Chiến tranh Kế vị Bayern (1778 - 1779) ngắn ngủi. Vào năm 1785, Joseph II lại liên minh với Đế quốc Nga nhằm chống lại Friedrich II, và vua Phổ đã giành thắng lợi với việc thiết lập "Liên minh các Vương hầu" (Fürstenbund) với các Vương hầu hùng cường trên đất Đức, để chống lại những tham vọng của vua Áo. Với "Liên minh các Vương hầu", Friedrich II - kẻ hủy diệt vĩ đại của Đế quốc La Mã Thần thánh - đã trở thành vị quan thầy hùng mạnh của những truyền thống dân tộc Đức, của các tiểu quốc của người Đức. Liên minh vững chắc này làm cơ cấu Đế quốc La Mã Thần thánh suy yếu. Khi vị vua vĩ đại này nối ngôi, Vương quốc Phổ còn là cường quốc yếu đuối nhất, nhưng ông đã có công lớn khi đưa vương quốc này trở thành một cường quốc ngang hàng với tất cả mọi cường quốc khác. Dưới triều đại của ông, thần dân nước Phổ thực hiện kỷ luật xuất sắc, tôn vinh Quốc gia, Đức tin Kháng Cách cùng với vị Quân vương vĩ đại và chiến thắng của họ. Chủ nghĩa yêu nước đã bắt đầu phát triển từ thời đó. Là một vị vua được lòng dân, các nhà văn luôn ca ngợi những chiến thắng hiển hách của ông, và nền văn hóa Friedrich ăn sâu vào muôn dân nước Phổ sau khi ông qua đời. Vị vua tài hoa và đầy nghị lực này - "Friedrich Độc đáo" đã một mình đánh tỉnh Silesia, trị vì lâu dài và làm mê hoặc những người đương thời, đồng thời lôi cuốn các nhà sử học.
Thời kỳ Khai sáng bắt đầu tại Phổ dưới thời Friedrich II và tại Áo dưới thời của Hoàng đế Joseph II. Hoàng đế Joseph II đã thực hiện những cải cách quan trọng còn Friedrich II cũng thực hiện cải cách kinh tế, cải cách luật pháp tiến bộ, chấp nhận quyền tự do tôn giáo và quyền tự do báo chí của thần dân. Tuy là một vị Quân vương của chế độ quân chủ chuyên chế, ông trị quốc theo nguyên tắc "Nhà vua là công bộc đầu tiên của Quốc gia". Ngoài là một ông vua cần cù siêng năng, ông trở thành vị vua yêu văn hóa - nghệ thuật. Triều đại của ông cho thấy trào lưu Khai sáng ngay tại chốn kinh kỳ Berlin, với nhiều danh sĩ lỗi lạc. Với những công trạng huy hoàng của ông vua thiên tài Friedrich II Đại Đế, với lòng trung thành mãnh liệt của thần dân Đức, với một dân tộc Đức dưới ngọn cờ của ông trên đà độc lập khỏi Áo thì nền văn hóa Đức phát triển rầm rộ, dù nhà vua yêu thích văn hóa cổ điển và chẳng ưa nền văn hóa mới của dân tộc Đức. Đại thi hào Goethe sau này luôn ca ngợi sự phát triển của nền văn hóa Đức, và - với tư cách là Moses của nền văn hóa Đức - nhà vua cũng đặt kỳ vọng vào một nền văn hóa Đức lớn mạnh sau này. Cả đời ông luôn luôn đam mê say đắm đọc sách, đọc được hàng trăm tác gia, lại còn viết thơ nữa. Là một ông vua đam mê triết học, chẳng hạn như triết học Khắc Kỷ, vị vua nước Phổ là bạn thân của nhà triết học kiệt xuất Voltaire người Pháp, ông luôn luôn muốn giữ vững châu Âu hòa bình sau chiến thắng trong hai cuộc chiến tranh Silesia vào năm 1745, khi đó ông bước vào những năm tháng huy hoàng trong việc nghiên cứu triết học của ông ở cung điện Sanssouci (nên ông được mệnh danh là "nhà triết học của khu Sanssouci"), và thực chất ông chỉ bảo vệ đất nước trong cuộc chiến tranh Bảy năm, mà ông giành chiến thắng huy hoàng và đưa Vương quốc Phổ trở nên hùng mạnh hơn trước hẳn vào năm 1763, nhờ những nỗ lực, những cống hiến và thiên tài quân sự của ông.
Nhưng cả việc ông qua đời (1786) cũng giống như việc một vị vua rất ngưỡng mộ ông - Joseph II qua đời bốn năm sau đó, là kết thúc một thời kỳ huy hoàng của chế độ quân chủ. Do Friedrich II không có con, ông truyền ngôi cho người cháu gọi ông bằng bác là Friedrich Wilhelm II - một ông vua không sáng suốt và nhìn xa trông rộng như ông. Khác với bác của mình, Friedrich Wilhelm II đã thi hành chính sách phản động, phản cách mạng và bài bác Hội Tam Điểm. Ông vua phản động này đã tiến hành chính sách kiểm duyệt và để đám sủng thần lũng đoạn triều chính. Cũng do không có con, Hoàng đế Joseph II truyền ngôi cho hoàng đệ Leopold. Hoàng đế Leopold II đã lại phải hủy bỏ một phần các cải tổ trong phần nước Áo thừa tự.
Ở lãnh địa Tuyển hầu Sachsen, Tuyển hầuFriedrich August I - kiêm vua của Ba Lan - xây dựng một kinh thành Dresden hoành tráng, và trở thành một trong những ông vua chúa giàu có nhất thời ấy. Trong cuộc Đại chiến Bắc Âu, ông liên minh với nước Nga tấn công Thụy Điển. Vào năm 1706, Quốc vương Thụy Điển là Karl XII xua quân chinh phạt xứ Sachsen, trước đó Karl XII đã đánh bại quân Ba Lan của vua Friedrich August I. Con trai ông, Tuyển hầu Friedrich August II cũng yêu thích lối sống xa hoa. Tuy đã bỏ dự định chinh phạt xứ Sachsen từ lâu trước đó, Friedrich II xua đại quân Phổ tiến đánh xứ Sachsen vào năm 1756 nhằm bảo vệ đất nước trước sự ra đời của Liên minh chống Phổ. Tại đây ông đánh bại quân Áo, và buộc xứ Sachsen phải đầu hàng, sau đó tiến hành trừng phạt tàn bạo. Tuy không làm trái quy tắc chiến tranh về việc vây hãm, khi ông tiến đánh thành Dresden vào năm 1760, Quân đội Phổ đã tiến hành tàn phá, giết chóc tàn bạo. Để trả đũa, quân Sachsen cùng liên quân Nga - Cossack - Áo cũng tiến đánh kinh thành Berlin cùng năm ấy, nhưng Friedrich II kéo rốc quân về và giữ vững kinh kỳ. Với chiến thắng của Quân đội Phổ trong trận đánh khốc liệt tại Torgau (1760), ông bảo vệ kinh đô Berlin thoát khỏi bất kỳ một cuộc tấn công nào khác.

## Từ thế kỷ 19 cho đến Chiến tranh thế giới thứ nhất

### Chiến tranh Giải phóng chống Napoléon (1789-1815)
Đọc bài chính về Chiến tranh Giải phóng (Đức)
Tiếp theo sau cuộc Cách mạng Pháp là liên minh giữa Phổ và Áo chống lại nước Pháp năm 1791. Sau một vài thành công ban đầu, liên minh bị đẩy lùi về thế thủ sau khi thất trận Valmy trong tháng 9 năm 1792. Tiếp theo sau đó là bốn cuộc chiến tranh khác chống lại nước Pháp cho đến 1809.
Năm 1799 hoàng đế Napoléon I của Pháp thu tóm lấy quyền lực về tay ông. Nước Áo phải nhượng phần đất Hà Lan của Áo. Các vùng tả ngạn sông Rhein cũng thuộc về Pháp sau Hòa ước Lunéville năm 1801. Đổi lại, các hầu tước Đức nhận vùng đất hữu ngạn sông Rhein. Ngoài ra Napoléon đã nâng Bayern, Sachsen và Württemberg lên thành vương quốc.
Năm 1805 nước Áo thua Trận Ba Hoàng đế ở Austerlitz (Trận Austerlitz) và phải nhường các vùng đất Thượng Ý về cho Vương quốc Ý và hai vùng đất Vorarlberg và Tirol về cho Bayern. Khi 16 hầu tước Đức quy tụ lại thành Liên minh Rhein (Rheinbund) năm 1806, Hoàng đế Franz II phải từ bỏ vương miện hoàng đế Đức dưới áp lực của Napoléon sau khi thành lập Đế chế Áo năm 1804 để có thể đứng ngang hàng với Napóleon. Điều này đồng nghĩa với việc chấm dứt đế quốc La Mã Thần thánh dân tộc Đức sau 842 năm tồn tại.
Vào ngày 16 tháng 10 năm 1806 Phổ thua Trận Jena-Auerstedt. Quân đội Napoléon tiến vào Berlin. Trong Hòa ước Tilsit 1807 Phổ đã mất đi phân nửa các vùng đất đã lấy được sau cuộc chia cắt Ba Lan lần thứ hai và lần thứ ba về cho Công quốc Warsaw và chỉ nhờ vào sự can thiệp của Nga mà vẫn còn tồn tại như là một quốc gia. Áo cũng phải nhượng các phần đất đang chiếm đóng sau khi chia cắt Ba Lan lần thứ ba về cho Công quốc Warsaw. Một cuộc nổi dậy ở Tirol (Andreas Hofer) đã bị Napoléon dập tan.
Dưới sự lãnh đạo của Heinrich Friedrich Karl Freiherr của Stein và Karl August của Hardenberg, một phong trào cải cách xuất hiện trong Vương quốc Phổ giữa 1807 và 1813 (Cải cách Phổ). Quân đội được cải tổ bởi Gerhard của Scharnhorst và August của Gneisenau và hệ thống giáo dục bởi Wilhelm von Humbolt.

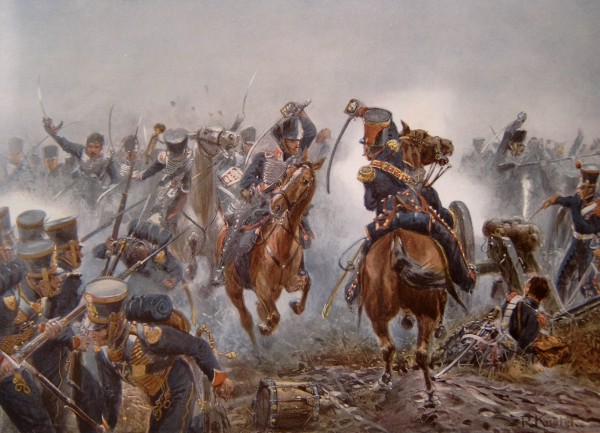
Trận Leipzig

Sau chiến bại của Napoléon trong cuộc chinh chiến Nga năm 1812, tại Phổ đã có nhiều cuộc nổi dậy. Khi vị tướng Phổ Yorck của Wartenburg tự ý thỏa thuận ngưng chiến với Nga trong tháng 12 năm 1812, dưới áp lực của quần chúng, vua Phổ liên minh với Nga hoàng chống lại Pháp.
Sau khi Anh, Thụy Điển và Áo cùng tham gia liên minh, Pháp thua Trận Leipzig mang tính quyết định vào tháng 10 năm 1813. Các quốc gia của Liên minh Rhein đứng về phía của liên minh mới. Các cuộc chiến chống Napoléon đã dẫn đến một niềm tự hào quốc gia mới trong nước Đức.
Mùa xuân năm 1814 quân đội liên minh kéo vào Paris. Napoléon I bị bắt buộc phải thoái vị. Khi lại giành lấy được quyền lực vào năm 1815 trong nước Pháp, quân đội liên minh cuối cùng đã chiến thắng Napoléon trong Trận Waterloo vào ngày 18 tháng 6 năm 1815.

### Liên minh Đức: Thời kỳ tái kiến thiết
Đọc bài chính: Liên minh Đức
Hội nghị Wien dưới sự lãnh đạo của Metternich đã mang lại một trật tự mới cho châu Âu. Mục đích của Hội nghị Wien là việc bảo vệ hòa bình lâu dài bằng cách tạo nên một cân bằng giữa các thế lực lớn nhưng cũng có mục đích tái kiến thiết lại hệ thống chính trị cũ. Áo, Phổ và Nga trong Liên minh Thần thánh đã thỏa thuận sẽ chống lại tất cả các phong trào mang tính quốc gia dân tộc và cách mạng.

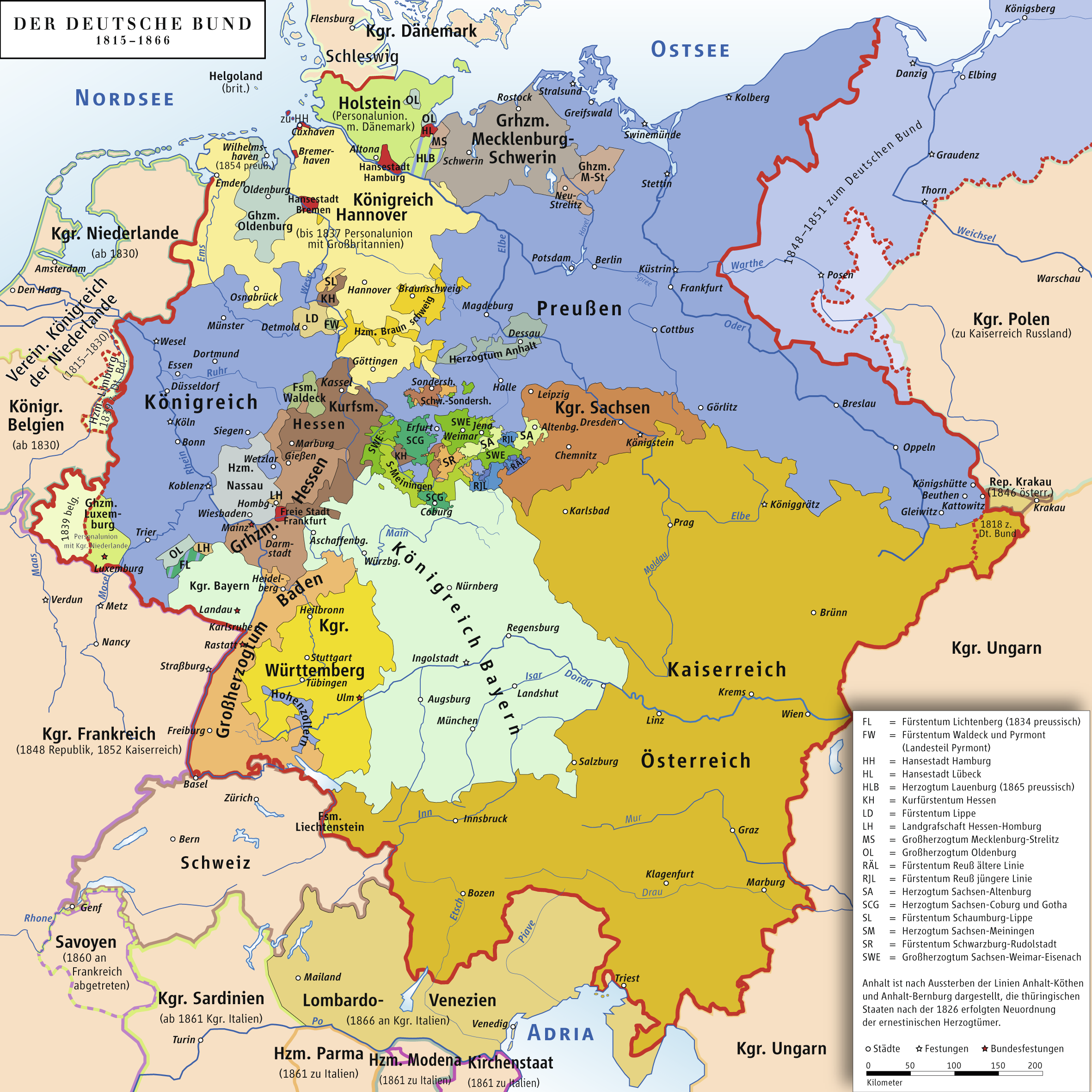
Liên minh Đức 1815-1866

Phổ nhận lại vùng đất từ việc chia cắt Ba Lan lần thứ hai cộng với Danzig, Rheinland, Westfalen và vùng phía Bắc của Sachsen, Áo giữ được vùng đất từ cuộc chia cắt Ba Lan lần thứ nhất (Galicia), tự nguyện bỏ vùng đất Hà Lan thuộc Áo và nhận thay vào đấy là Veneto, Lombardia và nhiều phần đất khác trên Bán đảo Balkan. Pháp giữ được vùng Elsass. Ngoài ra Liên minh Đức (Deutscher Bund) được thành lập bao gồm 39 hầu tước độc lập, trong đó có cả vua của Anh, Đan Mạch và Hà Lan.
Cơ quan có thẩm quyền ra nghị định của Liên minh Đức là Quốc hội Liên Bang (Liên minh Đức) (Bundestag (Deutscher Bund)), hội họp tại Frankfurt am Main do Áo làm chủ tọa. Ý nguyện muốn tạo nên một quốc gia dân tộc Đức thống nhất của quần chúng đã không được các hầu tước xem xét đến.
Sau khi nhà văn August von Kotzebue bị giết chết trong năm 1819 Metternich đã ra Quyết định Karlsbad cấm các hội sinh viên và tất cả các tổ chức chính trị khác, đồng thời tiến hành việc kiểm duyệt toàn diện. Thế nhưng cuối cùng ông cũng không thể ngăn chận được việc phong trào dân tộc Đức lại tiếp tục vững mạnh trong thời gian của cái được gọi là Thời trước tháng Ba (Vormärz). Năm 1817 rất nhiều sinh viên đã tụ họp tại Lễ hội Wartburg. Được cổ vũ bởi cuộc Cách mạng tháng Bảy trong nước Pháp, phong trào đã đạt đến một đỉnh cao mới trong Lễ hội Hambach từ 27 tháng 5 đến 30 tháng 5 năm 1832 với 30.000 người tham gia.
Về mặt kinh tế, nước Đức đã được thống nhất bởi Liên minh Thuế quan Đức được thành lập vào ngày 1 tháng 1 năm 1834. Công nghiệp hóa đang bắt đầu và việc xây dựng các tuyến đường sắt đầu tiên đã làm cho nền kinh tế tăng trưởng đáng kể.

### Cách mạng tháng 3 năm 1848
Cách mạng tháng Hai năm 1848 trong nước Pháp đã dẫn đến Cách mạng tháng Ba trong các quốc gia Đức. Tại Áo đã có nhiều cuộc chiến trên đường phố. Metternich từ chức vào ngày 13 tháng 3 và chạy trốn sang Anh quốc.
Hoàng đế Ferdinand I ban hành hiến pháp trong tháng 4 năm 1848 và cho phép người dân có thể tổ chức lực lượng vũ trang tự bảo vệ. Tại Hungary, Ý và các lãnh thổ Slavơ đã có nhiều cuộc nổi dậy nhưng đều bị quân đội của hoàng đế dập tắt.
Dưới áp lực của quần chúng, vua Phổ Friedrich Wilhelm IV cho phép hoàn thành hiến pháp và cho phép người dân có quyền tự do báo chí và tự do tụ họp. Các quốc gia nhỏ như Baden đã cố gắng ngăn ngừa các cuộc bạo loạn bằng cách triệu tập nhiều nhân vật của phái tự do và phái dân tộc tham gia chính phủ. Mặc dù vậy, trong thời gian tiếp theo sau đó của cuộc Cách mạng, chính Baden và Sachsen đã trở thành trung tâm của các cuộc nổi dậy mang tính dân chủ quá khích.

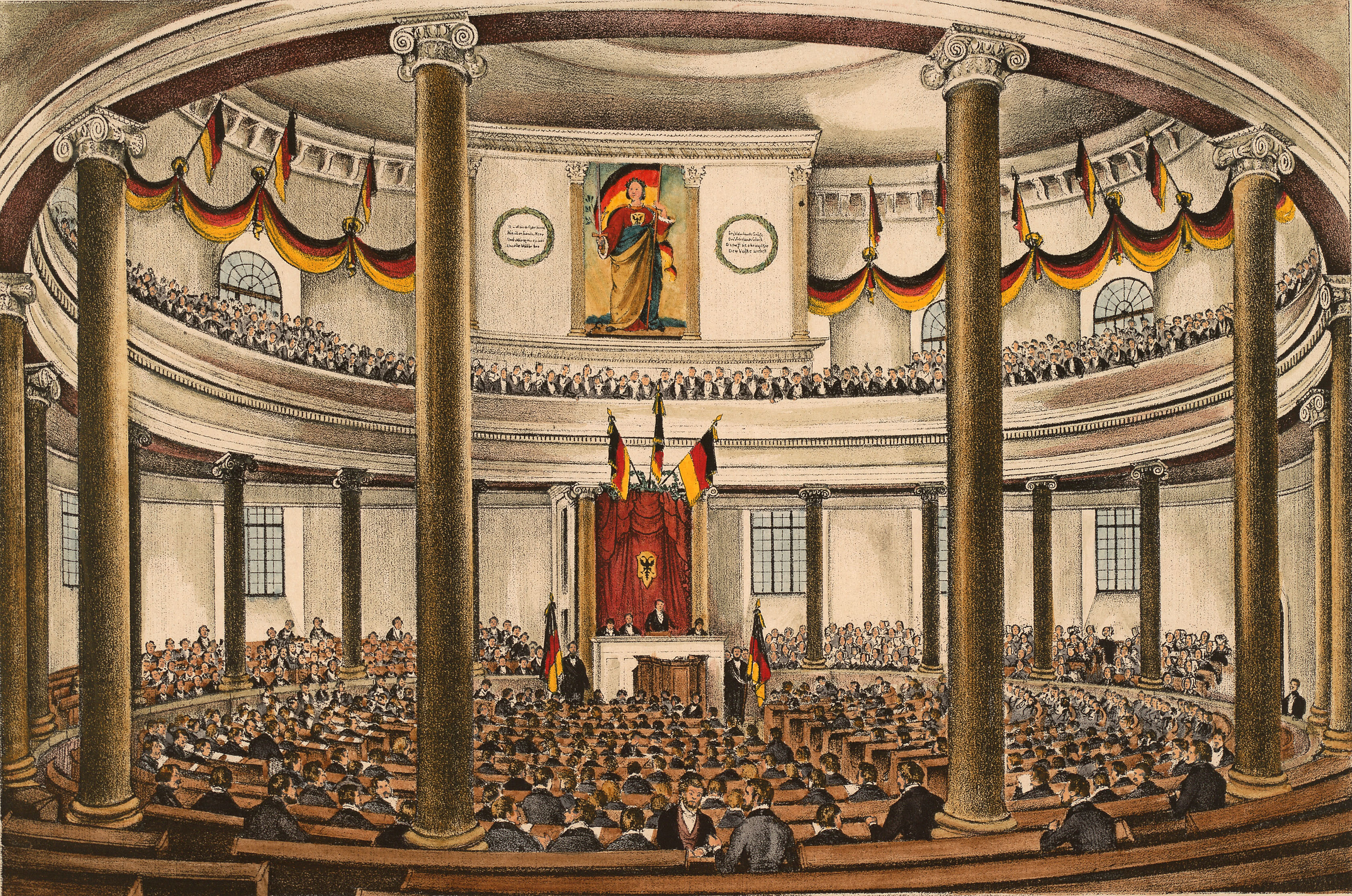
Đại hội Quốc gia Frankfurt trong Nhà thờ Thánh Phao-lô

Vào đầu tháng 5, gần như trong toàn bộ các quốc gia đều tổ chức bầu cử Đại hội Quốc gia Frankfurt (Frankfurter Nationalversammlung - tức Quốc hội). Thế nhưng chỉ trong 6 quốc gia là được quyền bầu cử trực tiếp. Trong tất cả các quốc gia còn lại, một phương cách bầu gián tiếp thông qua các ủy viên bầu cử trung gian đã được áp dụng.
Thành phần trong quốc hội bao gồm cả những người theo chế độ quân chủ chuyên chính bảo thủ lẫn những người theo chế độ tự do và cộng hòa. Trong khi tầng lớp trí thức và quần chúng có học thức chiếm tỷ lệ cao thì công nhân và nông dân lại không có đại diện trong quốc hội.
Vào ngày 18 tháng 5 một chính phủ trung tâm tạm thời được thành lập và được các hầu tước Đức công nhận. Thế nhưng chính phủ này lại gần như không có quyền lực vì không có quân đội, cảnh sát và nhân viên nhà nước riêng.
Quốc hội phải quyết định về ranh giới của một quốc gia dân tộc Đức trong tương lai. Đầu tiên, cái gọi là Giải pháp Đức Lớn được ưu tiên lựa chọn. Thế nhưng vì Áo chỉ đồng ý khi giải pháp bao hàm toàn bộ lãnh địa nên cuối cùng Giải pháp Đức Nhỏ được lựa chọn, dự kiến việc thành lập một quốc gia Đức loại trừ Áo.
Vào ngày 28 tháng 3 năm 1849 Hiến pháp Nhà thờ Thánh Phao-lô (Paulskirchenverfassung) được thông qua, dự kiến một quốc gia liên bang với chính phủ trung tâm dưới sự lãnh đạo của một hoàng đế có quyền thừa kế và một Quốc hội Đế chế (Reichstag) đóng vai trò hành pháp. Thêm vào đấy quyền bầu cử chung phổ thông được thỏa thuận.
Sau khi vua Phổ Friedrich Wilhelm IV từ chối vương miện hoàng đế vào ngày 2 tháng 4, phần lớn các quốc gia Đức đều triệt hồi các nghị sĩ của họ từ Frankfurt. Các cuộc nổi dậy tại Dresden, Pfalz và Baden với mục đích bắt buộc phải hiện thực hiến pháp đều bị dập tắt. Những người cách mạng cuối cùng đã đầu hàng vào ngày 23 tháng 7 tại Rastatt. Hiến pháp chưa từng bao giờ có hiệu lực. Rất nhiều người bị truy nã về chính trị sau đấy đã rời bỏ quê hương, đặc biệt là sang Mỹ.

### Thời gian phản cách mạng và các cuộc chiến tranh thống nhất
Các nhượng bộ trong thời gian Cách mạng đều bị hủy bỏ. Mặt khác, một số thành quả như Hiến pháp và quyền tự do hành nghề vẫn được bảo tồn.
Năm 1850 Liên minh Đức (Deutscher Bund) được tái thành lập. Sau khi tổ chức chính trị được phép thành lập năm 1860, nhiều đảng phái và công đoàn đã thành hình. Năm 1863 Ferdinand Lassalle thành lập Liên hiệp Công nhân Đức Phổ thông (Allgemeine Deutsche Arbeiterverein), đảng mà cuối cùng đã hòa nhập vào Đảng Dân chủ Xã hội Đức (Sozialdemokratische Partei Deutschlands – SPD) vẫn còn tồn tại cho đến ngày nay.

Otto von Bismarck, vị thủ tướng đã thống nhất nước Đức

Xung đột Hiến pháp Phổ bắt đầu vào năm 1859, dẫn đến việc bổ nhiệm Otto von Bismarck vào cương vị thủ tướng Phổ và tăng cường quyền lực của nhà vua đối với quốc hội năm 1862.
Năm 1864 cuộc chiến tranh của Phổ và Áo chống lại Đan Mạch bùng nổ do Đan Mạch xâm chiếm Schleswig. Với sự đồng ý của các thế lực lớn châu Âu, hai quốc gia Đức tái chiếm lĩnh các công quốc Holstein và Schleswig.
Phổ giành phần thắng lợi trong cuộc Chiến tranh chống lại nước Áo tiếp theo đấy vào năm 1866, thôn tính Hannover, Nassau, Kurhessen, Hessen-Homburg, Schleswig-Holstein và Frankfurt. Thêm vào đó, Liên minh Bắc Đức (Norddeutscher Bund) dưới sự lãnh đạo của Phổ được thành lập. Vì thế nước Áo ly khai ra khỏi Đức. Nền độc lập của Bayern, Württemberg và Baden được công nhận dưới áp lực của Pháp.
Tiếp theo đấy là căng thẳng giữa Pháp và Phổ. Leopold của Hohenzollern-Sigmaringen ứng cử ngai vàng Tây Ban Nha là nguyên cớ cho cuộc Chién tranh Đức Pháp 1870/1871.Napoléon III khiêu khích cuộc chiến bằng cách đòi các vùng đất ở sông Rhein và Bismarck phản ứng với bức Điện báo Ems (Emser Depesche). Sau khi Pháp tuyên chiến, Phổ đã có thể lôi kéo tất cả các quốc gia Đức và các thế lực lớn còn lại của châu Âu về phía mình. Nước Pháp của Napoléon III bị bắt buộc phải đầu hàng qua chiến thắng của Phổ ở Sedan. Sau đấy, một chính phủ cộng hòa được thành lập tại Paris, phủ nhận các yêu sách của Phổ.
Cuộc chiến vì thế mà lại được tiếp tục và chỉ chấm dứt vào năm 1871 khi Pháp đầu hàng. Trong Hòa ước Frankfurt am Main, nước Pháp buộc phải từ bỏ vùng Elsass-Lothringen và phải trả tiền bồi thường chiến tranh.
Nhờ vào một số nhân nhượng, Bismarck đã có thể thúc đẩy được các quốc gia Nam Đức gia nhập Liên minh Bắc Đức. Lễ thành lập Đế chế Đức được tiến hành vào ngày 18 tháng 1 năm 1871 trong Đại Sảnh Gương của Lâu đài Versailles. Vua Phổ nhận danh hiệu Hoàng đế Đức.

### Đế chế Đức

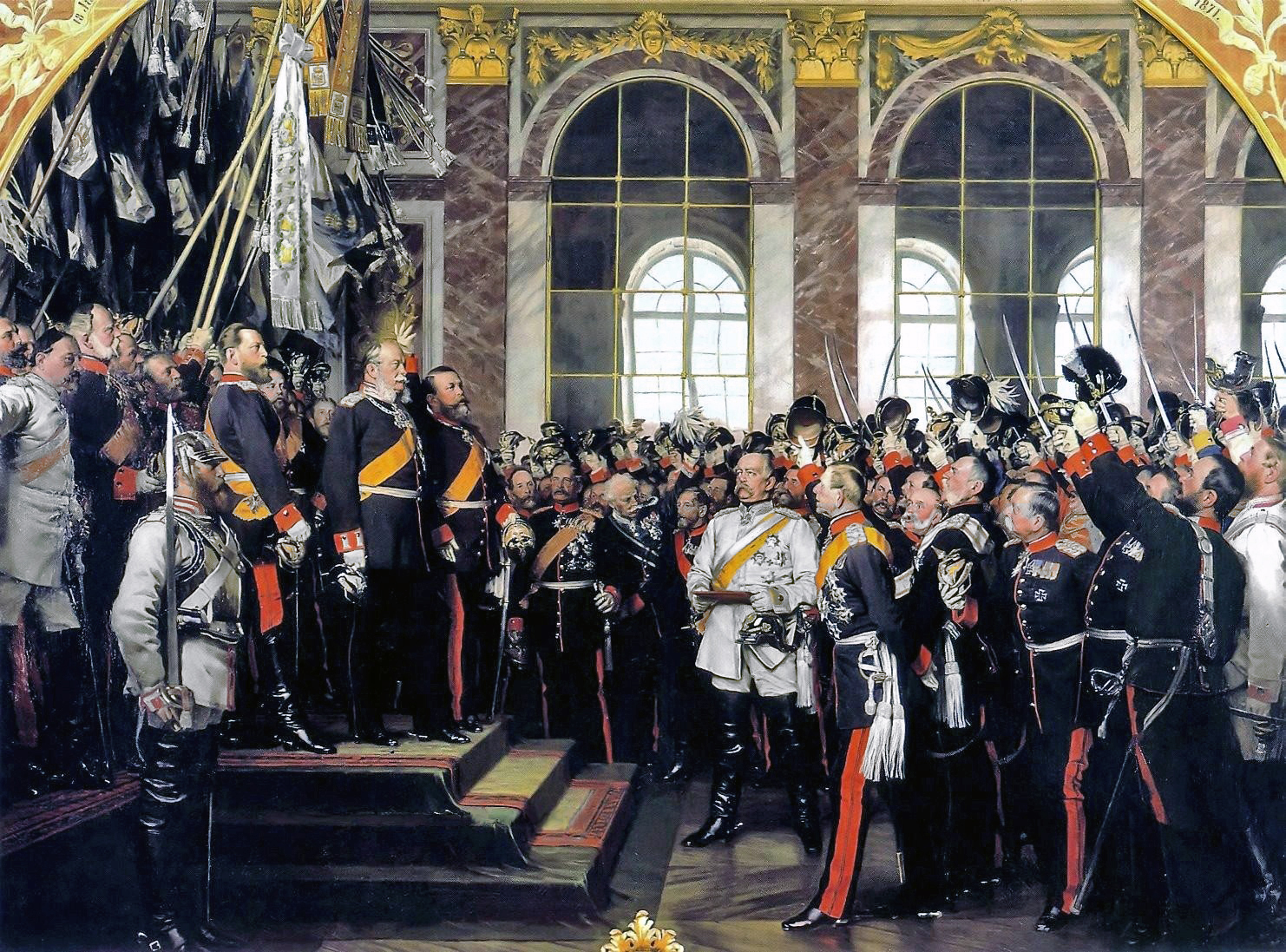
Lễ thành lập Đế chế Đức, Bismarck với lễ phục màu trắng

Hiến pháp Đế chế Đức năm 1871 nhấn mạnh đến yếu tố quân chủ, vì thế mà tương lai của nước Đức phụ thuộc chính vào tài năng của hoàng đế. Phổ chiếm trên hai phần ba diện tích và dân số, do vậy mà có quyền phủ quyết khi thay đổi hiến pháp trong quốc hội liên bang.
Bismarck theo đuổi chính sách thay đổi đảng liên minh. Trong khuôn khổ của cuộc Đấu tranh Văn hóa (Kulturkampf) 1871 đến 1886 chống lại Nhà thờ Công giáo, Bismarck đã liên lết với những người theo đường lối tự do. Mặc dù nhiều biện pháp lại bị hủy bỏ sau cuộc Đấu tranh Văn hóa nhưng một số thành quả vẫn còn tồn tại, thí dụ như hôn nhân dân sự và việc nhà nước quản lý và giám sát hệ thống giáo dục.
Phe đối địch kế tiếp của Bismarck là những người Chủ nghĩa Xã hội. Bismarck đã lợi dụng dư luận công chúng sau vụ mưu sát Hoàng đế Wilhelm I để thông qua Đạo luật dành cho người theo Chủ nghĩa Xã hội (Sozialistengesetze). Thế nhưng chúng cũng không ngăn cản được việc các ý tưởng của Chủ nghĩa Xã hội đã lan truyền rộng rãi.
Song song với việc này, Bismarck đã cố gắng tác động chống lại việc quá khích hóa của công nhân bằng nhiều đạo luật về xã hội. Vì thế, bảo hiểm y tế bắt đầu được triển khai vào năm 1883, bảo hiểm tai nạn năm 1884 và bảo hiểm hưu năm 1889. Thế nhưng Bismarck đã phủ quyết đã những đòi hỏi khác của phái Xã hội Dân chủ.

Đế chế Đức, theo ý muốn của Bismarck không bao gồm Áo

Về mặt kinh tế, nhờ vào có một khu vực kinh tế thống nhất hình thành nhờ vào việc thành lập Đế chế Đức và được tạo điều kiện thuận lợi thông qua việc trả tiền bồi thường chiến tranh của Pháp mà nền kinh tế tăng trưởng rất nhanh. Thế nhưng việc này lại dẫn đến cuộc khủng hoảng kinh tế năm 1873.
Về mặt đối ngoại Bismarck theo đuổi một chính sách cân bằng lực lượng giữa các thế lực lớn. Do vươn lên trở thành thế lực lớn nhất trên lục địa châu Âu, nước Đức đã làm cho các nước láng giềng lo ngại. Để ngăn cản các thế lực lớn còn lại liên minh với chau chống Đức, Bismarck đã áp dụng một chính sách ngoại giao khéo léo để xây dựng một liên minh có mục đích cô lập nước Pháp.
Nhằm giảm bớt nỗi lo ngại của các thế lực lớn còn lại, trong cuộc Khủng hoảng chiến tranh trước mắt (Krieg-in-Sicht-Krise) năm 1875 Bismarck đã từ bỏ đòi hỏi mở rộng lãnh thổ nhưng năm 1884 lại yêu cầu cho phép thương gia Đức chiếm lĩnh thuộc địa dưới sự bảo hộ của Đế chế. Thế nhưng các thuộc địa này không có tầm quan trọng lớn về mặt kinh tế.
Wilhelm I mất trong Năm Ba Hoàng đế (Dreikaiserjahr) 1888 và Wilhelm II kế thừa cha của ông là Friedrich III, người chỉ cai trị 99 ngày do mang trọng bệnh. Khi Wilhelm II bãi nhiệm Bismarck năm 1890, chính sách đối ngoại của Đức có nhiều thay đổi. Ngược với các hoàng đế trước đó, vị hoàng đế mới tự nắm lấy quyền điều hành chính sách ngoại giao. Việc này đã dẫn đến việc nước Đức ngày càng bị cô lập.
Chính sách đối nội mang dấu ấn của thay đổi cấu trúc và vấn đề xã hội. Thủ tướng Đế chế Leo von Caprivi (1890-1894) đi theo chiều hướng cải tổ xã hội. Thế nhưng các cải tổ khác về chính trị lại thất bại.
Dưới thời thủ tướng Chlodwig zu Hohenlohe-Schillingsfürst (1894-1900), về mặt đối nội mặc dù có thể ban hành được Bộ Luật Dân sự (Đức) (Bürgerliches Gesetzbuch) nhưng từ 1886 mâu thuẫn với phái Xã hội Dân chủ lại càng thêm trầm trọng (Dự Luật Trại giam – Zuchthausvorlage), về mặt đối ngoại, đây là thời gian bắt đầu chính sách đế quốc trên thế giới của Đức với những cố gắng thân thiện với Nga trong khi quan hệ Đức-Anh ngày càng xấu đi. Người thủ tướng già gần như không thể cưỡng lại được sự độc đoán của hoàng đế.
Vị thủ tướng kế nhiệm Berhard von Bülow (1900-1909) công khai ủng hộ các mong muốn của hoàng đế. Quan hệ với Anh và Nga tiếp tục xấu đi. Theobald von Bethmann Hollweg (1909-1917), vị thủ tướng kế tiếp, cố gắng cân bằng quan hệ với nước Anh nhưng đã không có thể phá vỡ được hệ thống liên minh. Anh quốc đã có thể giảng hòa với Pháp trong mâu thuẫn về thuộc địa và vấn đề của bán đảo Balkan đã đưa Nga lên ngang hàng với các cường quốc phía Tây. Áo-Hung và Đế quốc Ottoman liên kết với Đế chế Đức.
Cuối cùng, việc người kế thừa ngai vàng của Áo, Franz Ferdinand, bị giết chết vào ngày 28 tháng 6 năm 1914 tại Sarajevo đã làm bùng nổ Chiến tranh thế giới thứ nhất. Không những ảnh hưởng của giới chính trị mà ngay cả quyền lực của hoàng đế cũng giảm đi rõ rệt, trên thực tế ban chỉ huy quân đội tối cao dưới quyền của Paul von Hindenburg đã nắm quyền điều hành. Trong khi chiến thắng ở mặt trận phía đông, tình hình tiếp tế cho mặt trận phía tây ngày càng tồi tệ đi. Tháng 10 năm 1918, khi một lần nữa phải ra khơi đối địch với Hải quân Hoàng gia (Anh), thủy thủ của hạm đội Đức đã nổi loạn.
Chỉ trong vài ngày, cuộc nổi dậy của những người thủy thủ lan truyền đi khắp trong nước Đức và đã trở thành cuộc Cách mạng tháng Mười một. Vào ngày 9 tháng 11, thủ tướng Đế chế Max von Baden tuyên bố hoàng đế thoái vị. Wilhelm II tuân phục quyết định này và lưu vong ra nước ngoài. Max von Baden trao quyền lực chính phủ lại cho Friedrich Ebert. Buổi chiều ngày hôm đó Philipp Scheidemann tuyên bố thành lập nền cộng hòa.

## Thế kỷ 20
Đọc bài chính: Nước Đức trong thế kỷ 20 và Lịch sử Đức trong Chiến tranh thế giới thứ nhất

### Cộng hòa Weimar (1918-1933)
Đọc bài chính: Cộng hòa Weimar

Nước Đức 1919-1937

Vào ngày 10 tháng 11 năm 1918 Hội đồng Ủy viên Nhân dân (Rat der Volksbeauftragten) được thành lập, đóng vai trò chính phủ lâm thời. Vào ngày 11 tháng 11 chiến sự tạm ngừng do có điều đình ngưng chiến. Đại hội Xô viết (Rätekongress) được tổ chức ở Berlin vào ngày 16 tháng 12 năm 1918.
Nhiều cải cách được thực hiện, người phụ nữ có quyền bầu cử và thời gian làm việc trong một ngày được giới hạn ở 8 tiếng. Cuộc Khởi nghĩa Spartakus trong tháng 1 năm 1919 đã bị các lực lượng bán quân sự (Freikorps) dập tắt. Hai người cộng sản lãnh đạo là Rosa Luxemburg và Karl Liebknecht bị giết chết. Cho đến giữa năm 1919 tất cả các cố gắng thành lập nền Cộng hòa Xô viết (Räterepublik) Xã hội Chủ nghĩa khác đều bị lực lượng quân đội đế chế và các lực lượng bán quân sự dùng vũ lực dập tắt, cuối cùng là Cộng hòa Xô viết München vào ngày 2 tháng 5 năm 1919.
Đại hội Quốc gia (tiếng Pháp: Assemblée nationale) được tiến hành vào ngày 19 tháng 1. Đại hội không được tổ chức ở Berlin vẫn còn không yên ổn mà ở tại Weimar. Đại hội Quốc gia bầu Friedrich Ebert là Tổng thống Đế chế (Reichspräsident) và Philipp Scheidemann là Thủ tướng Đế chế (Reichskanzler). Theo Hiến pháp Weimar, Đế chế Đức là một nước dân chủ nghị viện. Tuy vậy Hiến pháp cũng đã dự kiến một tổng thống có nhiều quyền lực như là người thay thế hoàng đế và có thể được thay đổi bởi đa số.
Trong Hiệp định Versailles vào ngày 18 tháng 6 nước Đức phải chịu từ bỏ nhiều vùng đất cũng như phải trao thuộc địa lại dưới quyền của Hội Quốc Liên. Đức và Áo bị cấm không được thống nhất. Đức và các nước liên minh được cho là phe duy nhất đã có lỗi gây ra chiến tranh và phải đáp ứng các yêu cầu bồi thường chiến tranh. Saarland được đặt dưới quyền của Hội Quốc Liên và Rheinland là vùng phi quân sự. Ngoài ra còn có rất nhiều hạn chế được đặt ra cho quân đội Đức.
Không có cải tổ dân chủ trong quân đội, tư pháp và hành chánh, Hiệp định Versailles được cảm nhận như một cưỡng ép nhục nhã và Truyền thuyết lưỡi dao đâm sau lưng (Dolchstoßlegende) là di sản nặng nề cho quốc gia Đức mà còn được gọi là nước Cộng hòa không có người Cộng hòa.
Trong năm 1920 có cuộc Đảo chính Kapp và nhiều vụ ám sát chính trị. Các đảng quá khích đã đạt được nhiều phiếu trong các cuộc bầu cử Quốc hội Đế chế. Thể theo Hiệp định Versailles, nhiều cuộc trưng cầu dân ý đã được tiến hành trong các vùng đất biên giới quyết định về tính phụ thuộc lãnh thổ trong tương lai. Schleswig được chia cắt giữa Đức và Đan Mạch sau 2 lần trưng cầu dân ý. Bắc Schleswig lại thuộc về Đan Mạch trong khi Nam Schleswig vẫn là lãnh thổ của nước Đức. Sau cuộc trưng cầu dân ý ngày 11 tháng 7, các tỉnh Allenstein và Marienwerder vẫn thuộc Phổ. Eupen và Malmedy (Aachen) trở thành lãnh thổ của Bỉ sau khi đa số người dân đồng ý trong lần ký tên vào một danh sách công khai. Năm 1921 Quân đội Đế chế (Reichswehr) được thành lập. Oberschlesien được chia cắt giữa Đức và Ba Lan sau cuộc trưng cầu dân ý mang nhiều dấu ấn của bạo lực. Đức và Liên bang Xô viết thành lập quan hệ ngoại giao năm 1922 với Hiệp định Rapallo.
Tháng 1 năm 1923 quân đội Pháp chiếm đóng vùng Ruhr nhằm để đòi số tiền bồi thường chưa được trả. Chính phủ Đế chế đã ủng hộ Cuộc Đấu tranh ở Ruhr bùng nổ ra sau đó. Nạn lạm phát phi mã bắt đầu trong những tháng tiếp theo sau đó và chỉ được chấm dứt bằng một cuộc cải cách tiền tệ.
Bayern trở thành nơi tụ họp của các lực lượng bảo thủ cánh hữu. Cuộc Đảo chính Hitler-Ludendorff đã diễn ra trong bầu không khí đó. Adolf Hitler tuy bị bắt và bị tuyên xử nhưng lại được trả tự do chỉ vài tháng sau đấy.
Một thời kỳ tương đối ổn định bắt đầu vào năm 1921. Mặc dù có nhiều xung đột nhưng chế độ dân chủ dường như đã chiến thắng. Việc đổi tiền và các khoảng vay theo Kế hoạch Dawes bắt đầu cho thập niên vàng 1920.
Friedrich Ebert mất vào tháng 2 năm 1925, Paul von Hindenburg được bầu làm người kế nhiệm.
Bộ trưởng Bộ Ngoại giao Gustav Stresemann cùng với Aristide Briand đã cố gắng theo đuổi chính sách tiếp cận với nước Pháp và sửa đổi Hiệp định Versaille với kết quả là Hiệp định Locarno được ký kết trong năm 1925 và nước Đức gia nhập Hội Quốc Liên năm 1926.
Cuộc Khủng hoảng Kinh tế Thế giới năm 1929 mở đầu cho thời gian chấm dứt Cộng hòa Weimar. Trong mùa hè 1932 con số người thất nghiệp lên đến 6 triệu người. Bắt đầu từ năm 1930 nước Đức được điều hành bởi một chính phủ không có sự ủng hộ của quốc hội.
Tình hình chính trị đi đến quá khích và đã có nhiều cuộc chiến trên đường phố giữa Đảng Công nhân Đức Quốc gia Xã hội Chủ nghĩa và Đảng Cộng sản Đức. Năm 1931 các lực lượng cánh hữu liên kết với nhau trong Mặt trận Harzburg, Đảng Công nhân Đức Quốc gia Xã hội Chủ nghĩa trở thành phái mạnh nhất trong cuộc bầu cử Quốc hội Đế chế vào ngày 31 tháng 7 năm 1932. Thủ tướng Đế chế Kurt von Schleicher tuyên bố từ chức vào ngày 28 tháng 1 năm 1933.

### Nước Đức trong thời kỳ của Chủ nghĩa Xã hội Quốc xã (1933-1945)

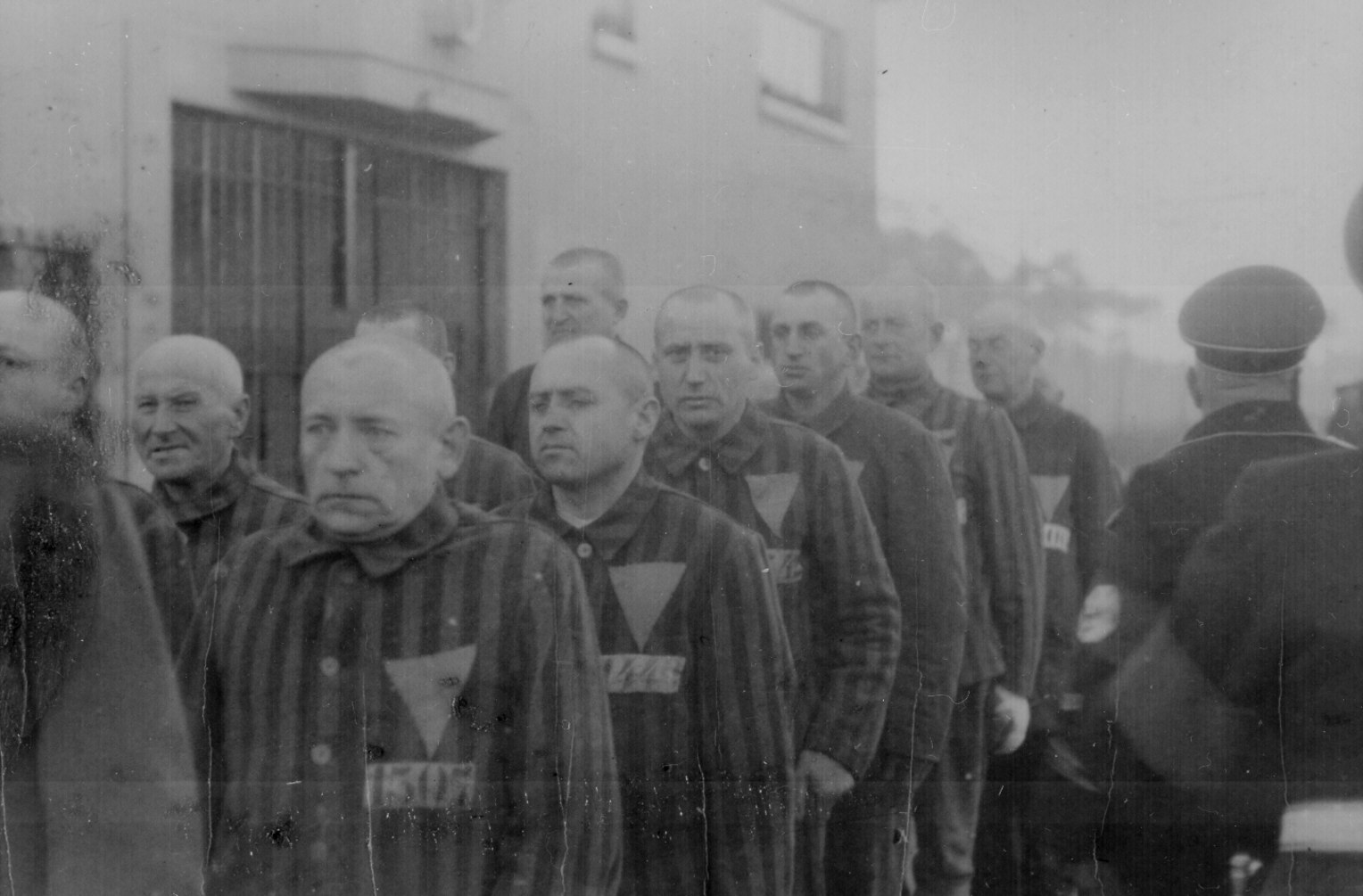
Tù nhân trong trại tập trung Sachsenhausen 1938

Tổng thống Đế chế Paul von Hindenburg bổ nhiệm Adolf Hitler vào cương vị Thủ tướng Đế chế vào ngày 30 tháng 1 năm 1933, việc đánh dấu sự kết thúc của Cộng hòa Weimar và bắt đầu chế độ độc tài của Chủ nghĩa Xã hội Quốc gia, một biến thể của Chủ nghĩa Phát xít. Hindenburg giải thể Quốc hội Đế chế và tổ chức bầu cử mới. Sau Vụ cháy Quốc hội Đế chế vào ngày 28 tháng 2 năm 1933, Pháp lệnh khẩn cấp của Tổng thống Đế chế Hindenburg đã hạn chế các quyền cơ bản. Đảng Cộng sản Đức bị cấm hoạt động và nhiều đảng viên đã bị bắt giam. Cái gọi là Đạo luật Toàn quyền (Ermächtigungsgesetz) trao cho chính phủ thẩm quyền ban hành luật pháp không hạn chế. Chỉ sau đấy một thời gian ngắn, các đảng phái dân chủ còn lại cũng bị cấm hoạt động nếu như không tự giải tán. Các trại tập trung đầu tiên dùng để giam giữ các nhân vật chống đối Chủ nghĩa Xã hội Quốc gia, đặc biệt là những người Cộng sản và Xã hội Dân chủ, được thành lập.
Trong những tháng kế tiếp theo đó, các tiểu bang còn lại cũng như là giới báo chí và công đoàn đều bị đồng bộ hóa. Việc tẩy chay các cửa hàng của người Do Thái và khai trừ nhân viên nhà nước là người Do Thái bắt đầu trong tháng 4. Trong tháng 6 và tháng 7 các nhà thờ Tin Lành được kết hợp lại thành Nhà thờ Đế chế dưới sự lãnh đạo của một tổng Giám mục đế chế. Những người được gọi là người Ki tô giáo Đức tuyên truyền cho một Phúc Âm "không có người Do Thái" và cho sự "phục tùng lãnh tụ".
Trong tháng 9 đã thành hình một phong trào chống đối trong nội bộ của nhà thờ Tin Lành: Liên minh mục sư (Pfarrernotbund). Thành viên của liên minh này là những người Tin Lành không tán thành với sự can thiệp của nhà nước vào nhà thờ Tin Lành và một phần cũng không tán thành Chủ nghĩa Xã hội Quốc gia (Dietrich Bonhoeffer, Martin Niemöller, Gustav Heinemann và nhiều người khác). Nước Đức ký kết với Tòa thánh Vatican một giao ước bảo đảm vị trí của các Giám mục công giáo trong nước Đức và trên thực tế là bảo đảm việc nhà thờ công giáo không phê bình Chủ nghĩa Xã hội Quốc gia.
Năm 1934 nền tư pháp bị đồng bộ hóa. Sau cái được cho là vụ Đảo chính Röhm, Hitler cũng đã bóp ngẹt tất cả các phe đối lập có thể có ngay trong nội bộ của Đảng Công nhân Đức Quốc gia Xã hội chủ nghĩa bằng nhiều cuộc ám sát mang tính chính trị – người thủ tướng đế chế tiền nhiệm Kurt von Schleicher cũng đã bị giết chết cùng với vợ của ông – và tước quyền lực của lực lượng SA có lợi cho quân đội. Ngoài ra, sau cái chết của Hindenburg vào ngày 2 tháng 8 Hitler cũng đã được bổ nhiệm vào cương vị "lãnh tụ", thủ tướng đế chế và tổng chỉ huy quân đội. Quân đội đế chế phải tuyên thề phục tùng Hitler. Nhân viên nhà nước cũng phải tuyên thệ phục tùng "lãnh tụ" vì thế mà giới trí thức chống đối chế độ đã mất việc làm.

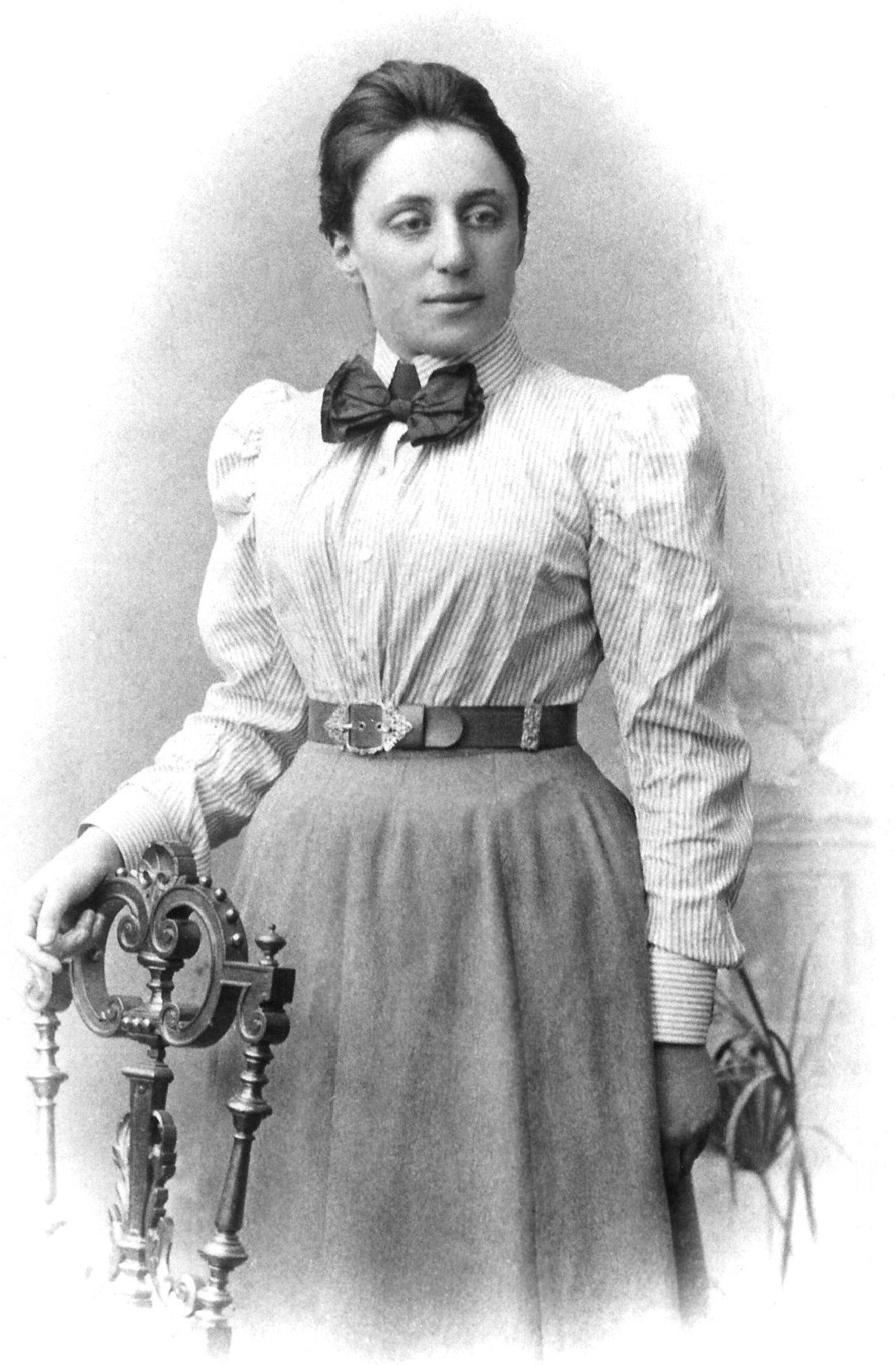
Nhiều nhà khoa học hàng đầu như Emmy Noether đã bị xua đuổi

Trong thời gian sau đó, toàn bộ cuộc sống xã hội đã bị các tổ chức quốc xã như Thiếu niên Hitler hay Mặt trận Lao động Đức thâm nhập. Nhiều biện pháp, thí dụ như việc xây đường cao tốc, những việc mà đã được các chính phủ tiền nhiệm chuẩn bị hay đã bắt đầu, đã khắc phục nạn thất nghiệp. Sau đấy công cuộc chuẩn bị cho chiến tranh đã tạo tăng trưởng cho nền kinh tế, thế nhưng vì ưu tiên cho việc vũ trang nên mức sống không tăng cao.
Sau một cuộc trưng cầu dân ý năm 1935, Saarland lại hòa nhập vào Đế chế Đức. Trong Đại hội đảng (Reichsparteitag) Các đạo luật chủng tộc Nürnberg (Nürnberger Gesetze) được thông qua, nêu lý do cho việc loại trừ và cô lập người Do Thái.
Năm 1936 quân đội đế chế hành quân vào Rheinland nguyên là vùng phi quân sự và vì thế là đã bẻ gãy Hiệp định Versailles. Trong tháng 8 Thế Vận Hội được tổ chức tại Berlin, việc được Hitler lợi dụng làm sân khấu để tuyên truyền đến công chúng thế giới. Một kế hoạch bốn năm từ năm 1936 dự định sẽ đưa nước Đức đến tình trạng sẵn sàng cho chiến tranh chậm nhất là vào năm 1940. Cùng với nước Ý của Mussolini, chế độ Hitler đã ủng hộ tướng phát xít Francisco Franco trong cuộc Nội chiến Tây Ban Nha chống lại nền cộng hòa ở tại đấy, ngay cả bằng quân sự. Đối với Hitler, cuộc Nội chiến Tây Ban Nha là cơ hội thử nghiệm khả năng đánh trận của giới quân sự của ông cho trường hợp có chiến tranh.
Năm 1938 Hitler đã sáp nhập được nước Áo và với Hiệp định München là vùng đất Sudetenland vào nước Đức. Sau đó Josef Stalin đã bí mật ký kết với Hitler Hiệp ước không xâm phạm lẫn nhau. Vào ngày 9 tháng 11 người Quốc xã đã tạo dựng Đêm tàn sát người Do Thái (Reichspogromnacht) và châm lửa đốt cháy nhiều nhà thờ Do Thái. Thành viên của các lực lượng SA và SS giả mạo làm thường dân đã đánh đập và giết chết nhiều người Do Thái ngay trước mắt của cảnh sát, những người mà đa số đã im lặng.
Ngày 1 tháng 9 năm 1939 quân đội Đức tiến vào Ba Lan, Chiến tranh thế giới thứ hai bùng nổ. Ngày 3 tháng 9, Anh và Pháp tuyên chiến với Đức. Sau khi quân đội Đức và Hồng quân chiến thắng Ba Lan, phần đất phía tây của đất nước này một tỉnh của Đức trong khi Liên bang Xô viết chiếm đóng phần phía đông.
Chỉ vài tháng sau khi chiến tranh bắt đầu, vào ngày 8 tháng 11 năm 1939, người chiến đấu cô độc Johann Georg Elster đã đánh bom mưu sát Hitler trong một sự kiện tuyên truyền của Quốc xã trong quán Bürgerbräukeller ở München. Vụ đánh bom đã thất bại do Hitler đã rời căn phòng ngay lập tức sau cuộc nói chuyện, chỉ vài phút trước khi quả bom nổ. Elser bị bắt sau đó ít lâu, bị giam rồi giết chết vào tháng 4 năm 1945 trong trại tập trung Dachau, ngay trước khi chiến tranh chấm dứt.
Trong cái gọi là "chiến tranh sấm sét" (Blitzkrieg) nước Đức đã nhanh chóng chiếm đóng Đan Mạch, Na Uy, các quốc gia Benelux và nước Pháp trong năm 1940. Tiếng tăm của Hitler trong đa số quần chúng Đức đạt đến đỉnh cao. Thế nhưng cuộc xâm chiếm Anh theo kế hoạch (Chiến dịch Hải Sư) lại thất bại vì không quân Đức trong Trận Không chiến Anh đã không hoàn toàn làm chủ được không phận Anh quốc mặc dù đã bỏ bom với cường độ cao các mục tiêu chiến lược (sân bay, trạm rađar, công nghiệp vũ trang không quân).
1940/1941 quân đội Đức đã cùng với Ý, Hungary và Bulgary chiếm Nam Tư và Hy Lạp. Cả hai nước bị chia cắt cho các chế độ độc tài liên minh. Tiếp sau cuộc xâm lược, bắt đầu từ năm 1943 là một cuộc chiến tranh du kích mòn mỏi. Với sự giúp đỡ của Ý, nước Đức gửi Quân đoàn Phi châu (Afrikakorps) đến Libya nguyên là thuộc địa Ý.
Vào ngày 22 tháng 6 Đức xâm lược Liên bang Xô viết. Trong "Chiến dịch Barbarossa" với chiến lược Chiến tranh sấm sét quân đội Đức đã tiến sâu đến Mátxcơva và Leningrad. Thế nhưng trong mùa đông 1941/1942 chiến dịch bắt đầu khựng lại trước Mátxcơva.
Vào ngày 11 tháng 12 năm 1941 Đức tuyên chiến với Mỹ, nước cung cấp hàng hóa cho Anh và từ tháng 7 năm 1941 cho Liên bang Xô viết.
Trong diễn biến của một chiến dịch tấn công mới ở mặt trận phía đông, quân đội Đức đã tiến đến sông Don và núi Kaukasus. Trận Stalingrad tromg mùa đông 1942/1943 là một trong những bước ngoặt của cuộc chiến. Cho đến cuối năm 1943 Liên bang Xô viết tái chiếm lĩnh nhiều vùng đất. Vào ngày 13 tháng 5 năm 1943 Phe Trục đã phải đầu hàng ở Bắc Phi.

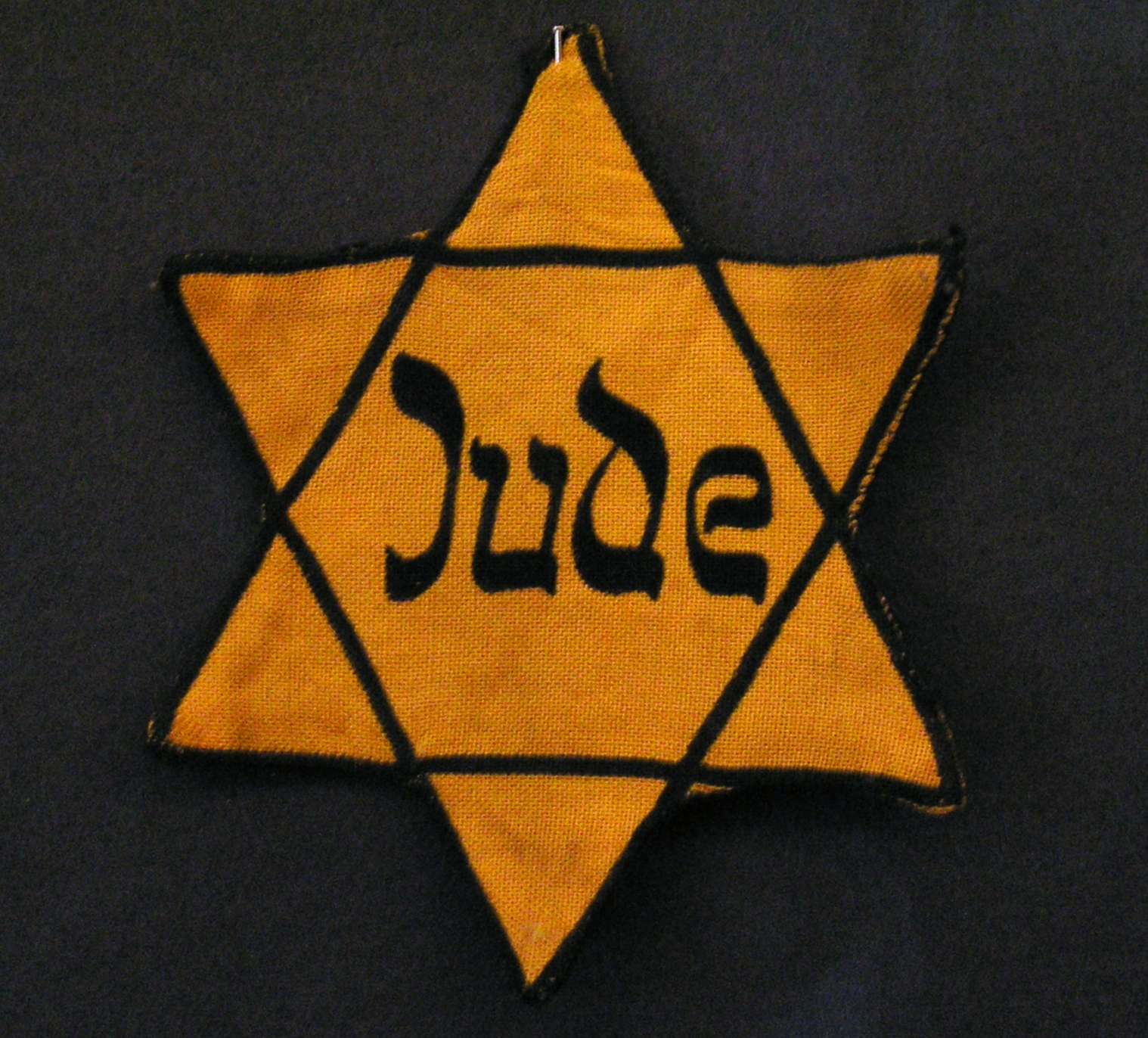
Phân biệt đối xử qua Ngôi sao Do Thái

Trong khi đó cuộc Đại đồ sát người Do Thái (Holocaust), việc diệt chủng người Do Thái chưa từng có trong lịch sử được chuẩn bị từ trước, đang được tiến hành. Ngay từ tháng 9 năm 1941 tất cả người Do Thái đều phải mang ngôi sao David (ngôi sao Do Thái) trên người. Sau khi tước đoạt quyền lợi, tài sản, cầm tù và giết chết tập thể thường dân Do Thái, giới lãnh đạo Quốc xã đã quyết định cái gọi là "giải pháp cuối cùng cho vấn đề Do Thái" trong Hội nghị Wannsee vào tháng 1 năm 1942. Trong những trại hủy diệt đặc biệt được thành lập theo cái gọi là Chương trình Reinhard trong các vùng đất chiếm đóng ở Đông Âu như Auschwitz, Treblinka hay Majdanek, việc giết người Do Thái được tiến hành mang tính công nghiệp hóa. Cho đến khi chiến tranh chấm dứt có vào khoảng 6 triệu người Do Thái ở châu Âu đã bị giết chết, trong đó người Do Thái tại Ba Lan với 3 triệu nạn nhân chiếm tỷ lệ lớn nhất.
Bên cạnh đó là việc giết tập thể những người thuộc các chủng tộc khác mà theo hệ tư tưởng Quốc xã là người hạ cấp, đặc biệt là người Ba Lan, người Nga và người Roma.
Ngay trước cuộc diệt chủng người Do Thái dưới hình thức công nghiệp hóa sau Hội nghị Wannsee, với cái gọi là Chiến dịch T4 trong khuôn khổ của chương trình "hủy diệt đời sống không có giá trị", những người Quốc xã đã thử nghiệm phương pháp giết người bằng khí độc ở rất nhiều nhóm người trong những năm từ 1939 đến 1941. Nạn nhân của "chương trình" này là khoảng 100.000 người bị tật nguyền về cơ thể, tâm lý hay thần kinh trong nhiều nhà thương tật nguyền ở Đức. Chỉ nhờ vào hoạt động công khai của Giám mục Công giáo thành phố Münster Clemens August Graf von Galen chống lại việc giết những người tật nguyền mà cuối cùng chương trình này đã được chấm dứt.
Từ năm 1939 quân đội Đồng minh bắt đầu dội bom các thành phố Đức, qua đó khoảng 760.000 thường dân đã tử vong. Từ cuối năm 1944 rất nhiều người Đức đã trốn chạy khỏi các vùng đất phía đông trước khi hồng quân tiến vào. Quân đội Xô viết đã chiếm lĩnh nhiều vùng đất Nam Âu trong năm 1944. Vào ngày 6 tháng 6 quân đội Đồng minh đổ bộ vào bờ biển Normandie sau khi đã chiếm lĩnh nước Ý từ phía Nam qua cuộc đổ bộ lên đảo Sicilia. Vào ngày 20 tháng 7 vụ mưu sát và đảo chính chống lại Hitler của một nhóm quân nhân và thành viên của nhóm chống đối (Nhóm Kreisau – Kreisauer Kreis) đã thất bại.
Cuối 1944 đầu 1945 Đồng minh đã quyết định việc chia cắt nước Đức sau chiến tranh. Sau chiến dịch tấn công mùa đông, vào ngày 12 tháng 1 năm 1945 Hồng quân đã chiếm lĩnh Đông Phổ, Pommern và Schlesien. Quân đội Xô viết tiến đến thủ đô Đức trong tháng 4, bắt đầu Trận Berlin. Hitler tự sát vào ngày 30 tháng 4 dưới hầm của phủ thủ tướng đế chế sau khi cử Đô đốc Karl Dönitz làm người kế vị chức vụ tổng thống đế chế và tổng chỉ huy quân đội. Một số nhân vật lãnh đạo khác cũng đã tự sát sau đó: Joseph Goebbels, Heinrich Himmler. Cuối cùng, vào ngày 7 tháng 5 năm 1945 Đại tướng Alfred Jodl – được Dönitz ủy nhiệm – đã ký vào bản tuyên bố đầu hàng vô điều kiện của quân đội Đức. Tuy nhiên thì họ phải ký lặp lại 1 lần nữa ở Berlin 1 ngày sau.

### Thời kỳ chia cắt 2 miền Tây-Đông đất nước (1945-1990)

#### Nước Đức bị chiếm đóng (1945-1949)
Đọc bài chính: Đồng Minh chiếm đóng Đức.
Trong ý thức lịch sử của châu Âu và thế giới, chiến thắng nước Đức Quốc xã vào ngày 8 tháng 5 năm 1945 cho đến nay vẫn được kỷ niệm như là ngày giải phóng. Thế nhưng trong quần chúng người Đức thời gian đó, sự giải phóng này được hiểu khác nhau tùy theo quan điểm chính trị. Đối với những người bị bắt giam trong các trại tập trung hay bị truy nã chính trị thì đấy thật sự là một sự giải phóng sau 12 năm dưới chế độ chuyên chế. Đối với phe Đồng minh việc giải phóng nước Đức sau 1945 ban đầu chỉ là một kết quả phụ vì họ có thái độ không được thân thiện lắm với người Đức sau 2 cuộc thế chiến. Trong chỉ thị JCS 1067 () vào tháng 4 năm 1945 họ đã khẳng định: "Nước Đức bị chiếm đóng không phải vì mục đích giải phóng mà là như một quốc gia thù địch bị thua trận."

Bốn vùng chiếm đóng ở 2 miền

Rất nhiều phụ nữ Đức đã bị hãm hiếp khi Hồng quân tiến quân vào nước Đức. Thế nhưng việc các tổ chức tuyên truyền Xô viết kêu gọi hãm hiếp phụ nữ Đức đã được bác bỏ từ lâu và đã được minh chứng là không có (lời đồn của Bộ Tuyên truyền Đế chế, tháng 11 năm 1944). Trong nước Cộng hòa Dân chủ Đức đề tài Hồng quân hãm hiếp phụ nữ Đức là một đề tài không được nhắc đến. 
Các cường quốc chiến thắng Mỹ, Anh và Liên bang Xô viết gặp nhau trong Hội nghị Postdam vào trong tháng 7/tháng 8 năm 1945, thỏa thuận các nguyên tắc dân chủ hóa, tẩy trừ Quốc xã, phi quân sự hóa và phân quyền. Nước Đức được chia thành 4 vùng chiếm đóng đại diện 2 ý thức hệ, vùng do chính quyền quân sự Liên Xô chiếm đóng ở miền Đông thì đi theo chủ nghĩa cộng sản và chủ nghĩa Marx-Lenin, vùng do chính quyền quân sự Mỹ-Anh-Pháp chiếm đóng ở miền Tây thì đi theo chủ nghĩa tự do và chủ nghĩa tư bản và thậm chí đặc biệt là đi theo chủ nghĩa chống cộng. Các vùng đất nguyên thuộc Đức nằm phía đông của các con sông Oder – Neiße được chuyển giao quyền quản lý cho Ba Lan và Liên Xô. Vùng Elsass lại thuộc về Pháp (và cả Saarland). Áo lại phải chia cắt khỏi Đức và cũng bị chia làm 4 bốn vùng chiếm đóng rồi sau đấy trở thành quốc gia trung lập.
Một cơ quan quản lý chung cho nước Đức, Hội đồng kiểm soát Đồng minh, được thành lập. Thành phố Berlin bao gồm 4 khu vực có một ủy ban quản lý chung của tất cả bốn lực lượng, Sở chỉ huy quân đội Đồng minh. Công cuộc tái kiến thiết và việc thành lập các tiểu bang cũng như các đảng phái dân chủ bắt đầu. Trong tháng 10 năm 1945 Tòa án Nürnberg bắt đầu làm việc.
Các lực lượng chiếm đóng đã đi các con đường khác nhau trong các vùng chiếm đóng của họ, trong đó các lực lượng phía tây (Anh, Pháp và Mỹ) ngày càng có khuynh hướng hợp tác chống lại Liên bang Xô viết vì mâu thuẫn Đông – Tây bắt đầu xuất hiện. Năm 1947 đã có một số cố gắng nhất định để thống nhất về tương lai của toàn bộ nước Đức nhưng chúng đã thất bại. Từ đấy các lực lượng phía Tây đã cố gắng xây dựng một quốc gia Tây Đức trong các vùng chiếm đóng của họ.
Trong khu vực chiếm đóng của Liên bang Xô Viết đường hướng đi đến Chủ nghĩa Xã hội cũng được nhanh chóng thiết lập. Đảng Xã hội Dân chủ Đức và Đảng Cộng sản Đức bị bắt buộc phải thống nhất thành Đảng Xã hội chủ nghĩa Thống nhất Đức và các cương vị then chốt được giao cho những người Cộng sản. Với Ủy ban Kinh tế Đức, một cơ quan tiền quốc gia được thành lập năm 1947 nhận thẩm quyền điều khiển về kinh tế.
Đầu năm 1947 hai vùng chiếm đóng Anh và Mỹ liên kết tạo thành lưỡng vùng chiếm đóng, mãi đến tháng 4 năm 1949 việc mở rộng vùng chiếm đóng này với vùng chiếm đóng của Pháp mới được tiến hành trên hình thức. Kế hoạch Marshall cho việc tái kiến thiết bắt đầu trong năm 1947, thế nhưng vùng phía Đông phải từ chối sự giúp đỡ này dưới áp lực của Liên bang Xô viết. Cùng với Hội đồng Kinh tế Lưỡng vùng một cơ quan tiền quốc gia cũng đã được thành lập, đã là cơ quan quan trọng nhất trong hệ thống hành chánh lưỡng vùng của thời gian 1947-1949.

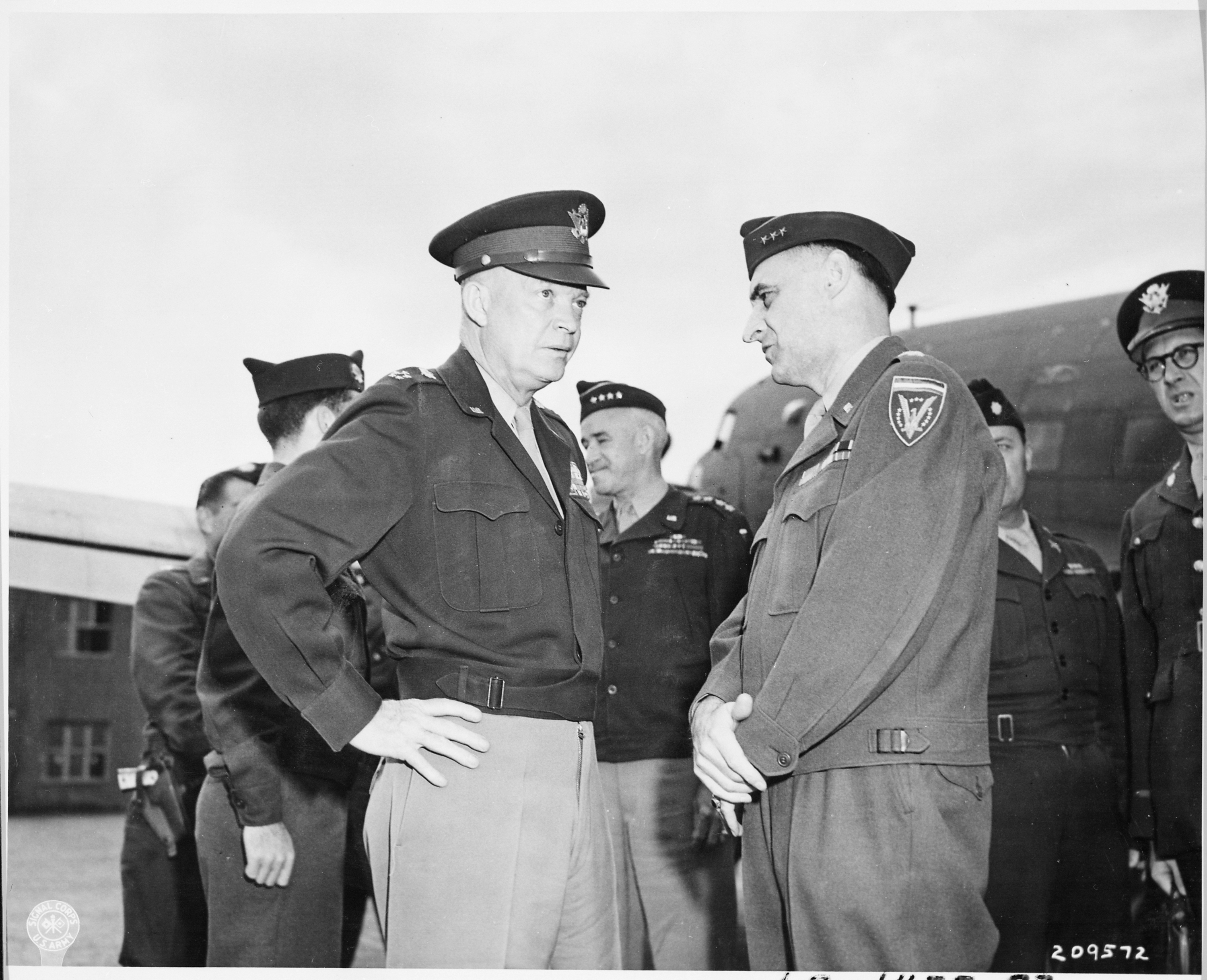
Tướng Dwight D. Eisenhower và Lucius D. Clay trên phi trường Gatow tại Berlin

Vào ngày 10 tháng 6 năm 1948 Đồng minh phía Tây tiến hành đổi tiền trong các khu vực chiếm đóng phía Tây, tạo cơ sở cho Điều kỳ diệu kinh tế sau này. Đối lại tiền tệ riêng được phát hành trong khu vực chiếm đóng của Liên bang Xô viết. Vào ngày 24 tháng 6 các lực lượng chiếm đóng phía Tây cũng phát hành đồng Mark Tây Đức tại Tây Berlin. Liên bang Xô viết trả lời bằng cách phong tỏa Berlin. Gần cả một năm phần phía Tây của thành phố Berlin được Mỹ và Anh cung cấp các loại hàng hóa thiết yếu nhất chỉ bằng cầu hàng không. Liên bang Xô viết bãi bỏ phong tỏa Berlin trong tháng 5 năm 1949 thế nhưng Berlin vẫn là trọng tâm trong các đường lối chính trị của các lực lượng chiến thắng.
Vào ngày 20 tháng 3 năm 1948, để phải đối Hội nghị Sáu Bên tại London, Liên bang Xô viết đã rời bỏ Hội đồng Kiểm soát Đồng minh. Vào ngày 1 tháng 7 năm 1948 các lực lượng chiếm đóng phía Tây trao cho các thủ hiến tiểu bang Hồ sơ Frankfurt với lời yêu cầu tiến hành một hội nghị ban hành hiến pháp. Trong Hội nghị Rittersturz vào tháng 7 năm 1948 nước Cộng hòa Liên bang Đức được quyết định thành lập.
Hội đồng Quốc hội nhóm họp tại Bonn vào ngày 1 tháng 9 và hoàn thành Hiến pháp Đức (Grundgesetz). Sau khi được tất cả các tiểu bang ngoại trừ Bayern và được các lực lượng chiếm đóng phương Tây chấp thuận, Hiến pháp được công bố vào ngày 23 tháng 5 năm 1949. Nước Cộng hòa Liên bang Đức được thành lập bất chấp sự phản đối từ những người Cộng sản phía Đông.
Vào cuối tháng 5 năm 1949 Đại hội Nhân dân Đức lần thứ ba được tiến hành trong khu vực do Liên bang Xô viết chiếm đóng. Toàn thể các thành viên chấp thuận Hiến pháp Cộng hòa Dân chủ Đức. Vào ngày 7 tháng 10 nước Cộng hòa Dân chủ Đức được thành lập. Liên Xô sau 1 thời gian ngắn ủng hộ thống nhất Đức thì đã không chấp thuận bàn giao Đông Đức do không muốn nhân nhượng Đồng minh phương Tây, đất nước và dân tộc Đức bị chia cắt làm 2 nước từ đấy.

#### Nước Cộng hòa Liên bang Đức (1949-1990)
Bài chính: Lịch sử Đức (1945–1990)

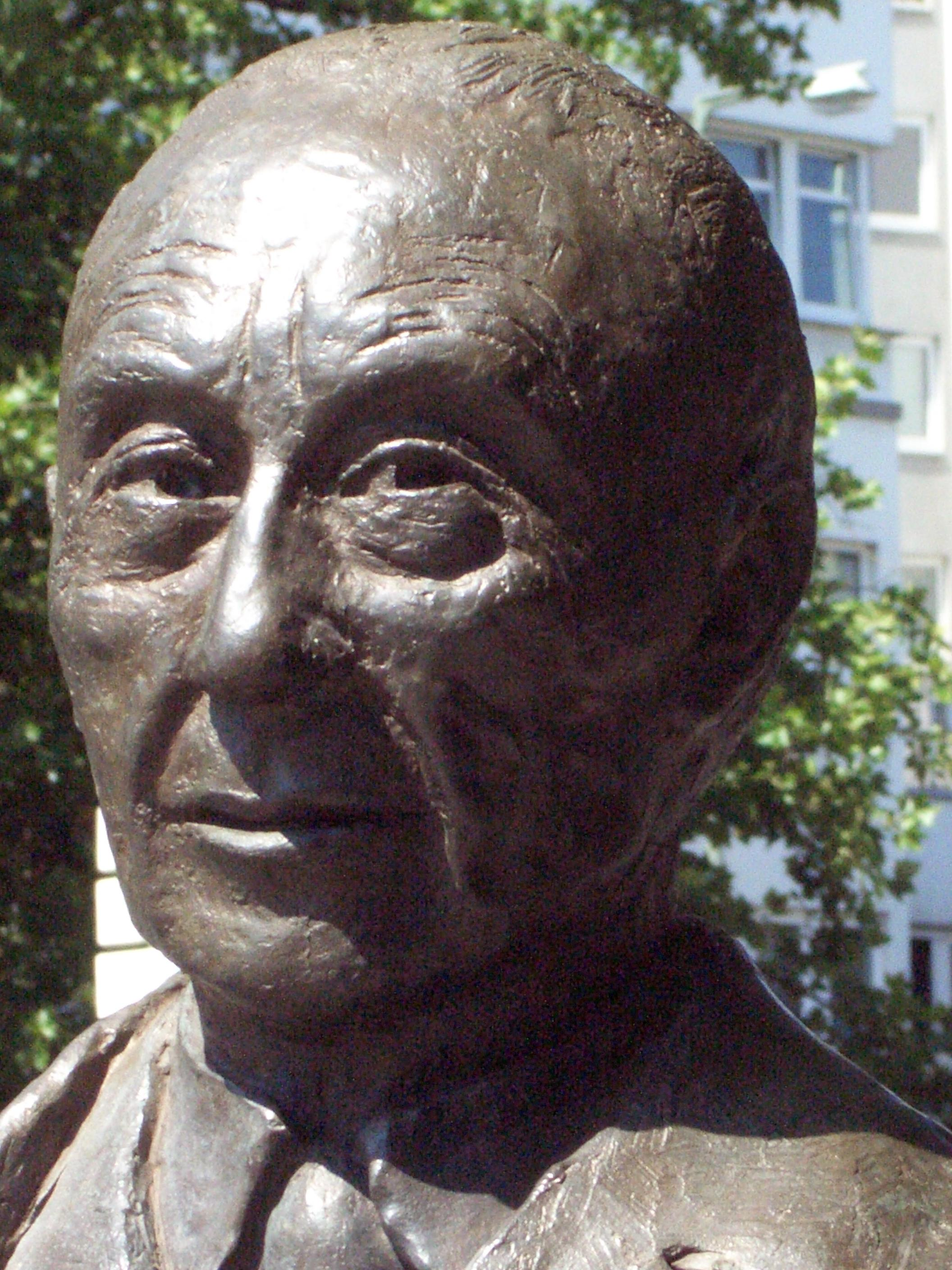
Konrad Adenauer, tượng của Helga Tiemann (2003) tại Berlin-Charlottenburg

Cuộc bầu cử Quốc hội Liên bang Đức đầu tiên được tiến hành vào ngày 14 tháng 8 năm 1949. Liên minh Dân chủ Thiên Chúa giáo Đức(Christlich Demokratische Union Deutschlands - CDU)/Liên minh Xã hội Thiên Chúa giáo Bayern (Christlich-Soziale Union in Bayern - CSU) trở thành phái mạnh nhất trong Quốc hội. Konrad Adenauer được bầu làm Thủ tướng Liên bang Đức và Theodor Heuss là Tổng thống Liên bang. Trong tháng 11 Hiệp định Petersberg được ký kết giữa Adenauer và Cao ủy Đồng Minh mở rộng quyền hạn của nước Cộng hòa Liên bang Đức ra khỏi thể chế chiếm đóng. Hiệp định được xem như là bước đầu tiên của nước Cộng hòa Liên bang Đức đi đến một quốc gia tự chủ. Vào ngày 16 tháng 1 năm 1950 việc định lượng khẩu phần lương thực thực phẩm được hủy bỏ.
Chính phủ Adenauer đẩy mạnh việc gia nhập phương Tây, tái vũ trang và thiết lập khuôn khổ chính trị cho Điều kỳ diệu kinh tế trong nước Cộng hòa Liên bang Đức, việc được Kế hoạch Marshall của Mỹ tạo nhiều điều kiện thuận lợi. Chính phủ Adenauer yêu cầu quyền đơn phương đại diện cho nước Đức và cắt đứt quan hệ với các quốc gia công nhận nước Cộng hòa Dân chủ Đức (Thuyết Hallstein). Mặc dù vậy chính phủ Adenauer cũng đã ký kết một hiệp định với Liên bang Xô viết vào năm 1955 để những người tù binh chiến tranh Đức cuối cùng có thể trở về quê hương. Hiệp ước Đức được ký kết vào ngày 26 tháng 5 năm 1952 giữa nước Cộng hòa Liên bang Đức và ba nước Anh, Pháp và Mỹ, bắt đầu có hiệu lực từ năm 1955 sau một vài sửa đổi, quy định về việc chấm dứt tình trạng bị chiếm đóng và mang lại cho nước Đức chủ quyền của một quốc gia độc lập. Nước Cộng hòa Liên bang Đức gia nhập khối NATO và quân đội Cộng hòa Liên bang Đức (Bundeswehr) được thành lập, bất chấp sự phản đối của một phong trào hòa bình rộng khắp.
Năm 1952 Cộng hòa Liên bang Đức là nước đồng thành lập Cộng đồng Than Thép châu Âu, tiền thân của Liên minh châu Âu sau này. Năm 1951, Đảng Đế chế Xã hội chủ nghĩa (Sozialistische Reichspartei - SRP) cực hữu và Đảng Cộng sản Đức, đảng mà cho đến năm 1953 vẫn còn có đại diện trong Quốc hội Liên bang Đức, bị Tòa án Hiến pháp Liên bang Đức tuyên xử cấm hoạt động.
Năm 1957 Saarland lại thuộc về nước Đức. Hiệp ước Roma thành lập Cộng đồng Kinh tế châu Âu trong tháng 3. Trong tháng 11 năm 1959 Đảng Xã hội Dân chủ Đức cuối cùng từ bỏ Chủ nghĩa Marx với Chương trình Godesberg. Năm 1959 Heinrich Lübke được bầu làm Tổng thống Đức kế nhiệm Theodor Heuss.
Cho đến khi Bức tường Berlin được dựng lên năm 1961 hằng trăm ngàn người đã chạy trốn từ nước Cộng hòa Dân chủ Đức sang nước Cộng hòa Liên bang Đức.
Bộ trưởng Bộ Quốc phòng Franz Josef Strauß phải từ chức trong tháng 10 năm 1962 vì Vụ Spiegel. Trong tháng 1 năm 1963 Hiệp ước Elysée giữa nước Cộng hòa Liên bang Đức và Pháp được ký kết, thiết lập cơ sở cho một chính sách hòa giải với quốc gia mà trong lịch sử đã từng được xem là "kẻ thù không đội trời chung" của nước Đức.
Adenauer từ chức vào ngày 15 tháng 10. Người kế nhiệm là Ludwig Erhard, được xem là cha đẻ của Điều kỳ diệu kinh tế. Thế nhưng ông cũng đã từ chức trong năm 1966. Sau đấy Kurt Georg Kiesinger thành lập liên minh lớn từ hai đảng CDU/CSU và SPD, lúc đầu được xem là một giải pháp tạm thời nhưng chính phủ này lại đạt được nhiều thành quả trong các chính sách về kinh tế và đối nội.
Năm 1968 Các đạo luật của Tình trạng khẩn cấp Đức được thông qua. Việc xử lý không đầy đủ quá khứ Quốc xã, khó khăn trong đào tạo và giáo dục, phong trào chống đối Chiến tranh Việt Nam, phong trào Hippie và trật tự xã hội được cảm nhận là lỗi thời đã mang lại phong trào phản kháng của học sinh sinh viên mà hệ quả là đời sống xã hội và chính trị đã có nhiều thay đổi.

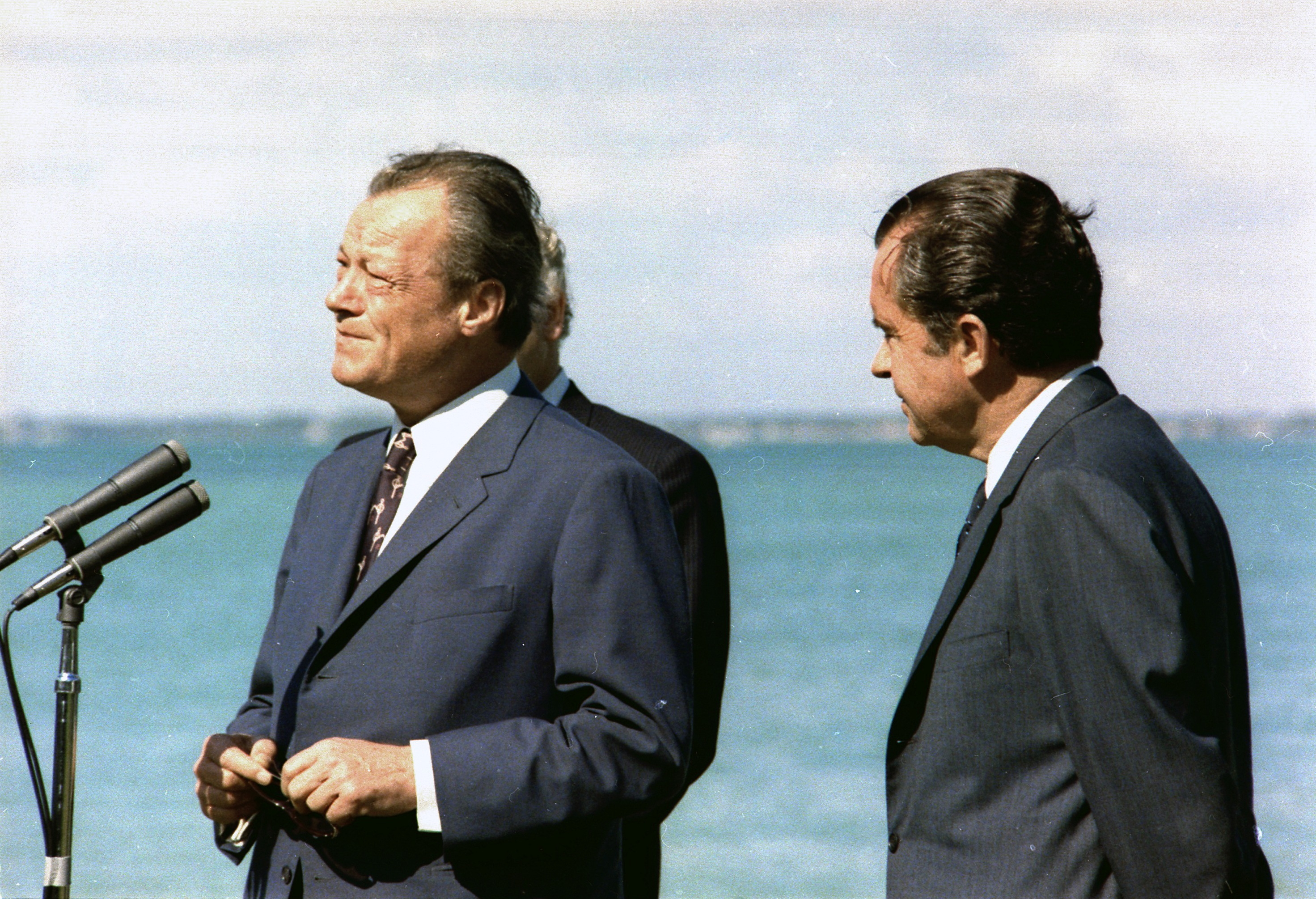
Thủ tướng Willy Brandt và Tổng thống Mỹ Richard Nixon

Gustav Heinemann được bầu làm Tổng thống trong tháng 3 năm 1969. Trong tháng 9, sau cuộc bầu cử Quốc hội đã có thay đổi thế lực chính trị, Đảng Xã hội Dân chủ Đức (SPD) và Đảng Dân chủ Tự Do Đức (FDP) thành lập chính phủ liên minh dưới quyền của Thủ tướng Willy Brandt. Chính phủ Brandt theo đuổi một chính sách tiếp cận với các nước thuộc khối Đông Âu mà với việc Quỳ gối tại Warsaw của Brandt vào ngày 7 tháng 12 năm 1970 là một biểu hiện được cả thế giới chú ý. Chính sách Phương Đông của Brandt lúc đầu đã bị chỉ trích cực lực, đặc biệt là trong nước, đến mức Liên minh Dân chủ Thiên chúa giáo (CDU) cố bỏ phiếu bất tín nhiệm trong năm 1972.
Chính sách đối nội mang dấu ấn của việc tự do hóa hệ thống luật lệ, mở rộng mạng lưới bảo hiểm xã hội và cải cách hệ thống đào tạo. Mùa thu 1973 nước Cộng hòa Liên bang Đức cũng chịu tác động của cuộc khủng hoảng dầu và điều kỳ diệu về kinh tế cuối cùng cũng chấm dứt. Ngày 6 tháng 5 năm 1974 Brandt từ chức do có Vụ Guillaume.
Helmut Schmidt trở thành thủ tướng, Walter Scheel là tổng thống. Đường lối chính trị đối với các nước phía đông được tiếp tục và vào năm 1975 nhờ vào Tổ chức An ninh và Hợp tác châu Âu mà chính sách giảm căng thẳng được tiếp tục. Về mặt đối nội, nhà nước Đức phải đối phó với các vấn đề của khủng bố cánh tả từ Phái Hồng quân mà đỉnh cao là Mùa Thu Đức năm 1977. Thế nhưng các Phong trào Hòa bình và Phong trào bảo vệ môi trường cũng là các trọng tâm của thời gian này. Năm 1979 Karl Carstens trở thành Tổng thống.
Liên minh SPD/FDP tan vỡ do có ngày càng có nhiều căng thẳng nội bộ. Vào ngày 1 tháng 10 năm 1982 Helmut Kohl trở thành Thủ tướng qua một cuộc bầu cử bất tính nhiệm. Chính phủ mới của liên minh CDU/CSU-FDP được tái xác nhận qua cuộc bầu cử năm 1983. Lần đầu tiên, Đảng Xanh (Đức), đại diện cho Phong trào Xã hội Mới, vào được Quốc hội Liên bang Đức và đạt đến một trọng lượng nhất định trong Quốc hội.
Năm 1984 Richard von Weizsäcker trở thành Tổng thống Đức. Đầu năm 1984 truyền hình tư nhân bắt đầu được phép hoạt động, cũng cùng trong năm đó là Vụ Flick. Đạo luật châu Âu thống nhất được ký kết, là một bước quan trọng tiến đến Liên minh châu Âu. Trong tháng 9 năm 1987, với Erich Honecker, lần đầu tiên một người lãnh đạo đảng và nhà nước của Cộng hòa Dân chủ Đức viếng thăm Cộng hòa Liên bang Đức.

### Cộng hòa Dân chủ Đức (1949-1990)
Bài chính: Lịch sử Đức (1945–1990)

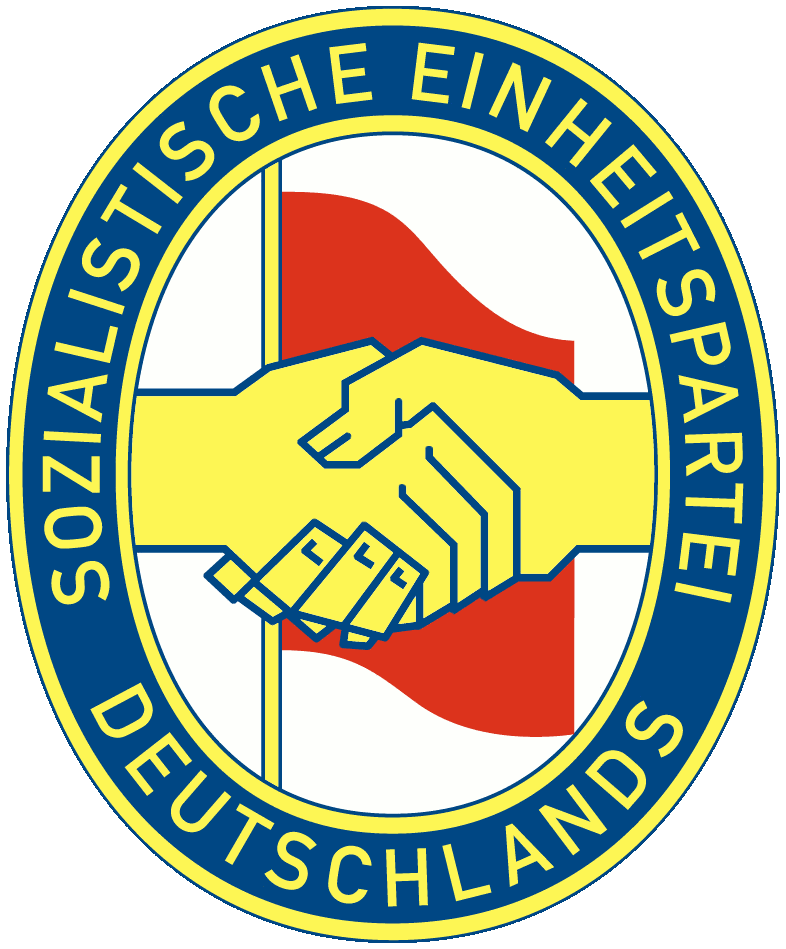
Huy hiệu của Đảng Xã hội chủ nghĩa Thống nhất Đức

Trong Quốc hội (Volkskammer – Viện Nhân dân) mới được thành lập Wilhelm Pieck là Chủ tịch nước và Otto Grotewohl là Chủ tịch Hội đồng Bột trưởng. Cho đến năm 1971 Walter Ulbricht với cương vị là Tổng bí thư của Đảng Xã hội chủ nghĩa Thống nhất Đức nắm giữ quyền lực quyết định trong nước Cộng hòa Dân chủ Đức. Thủ đô của nước Cộng hòa Dân chủ Đức là Đông Berlin.
Tháng 2 năm 1950 Bộ An ninh Quốc gia (CHDC Đức) (Ministerium für Staatssicherheit - Stasi) được thành lập. Trong tháng 7 đường sông Oder-Neiße được ký kết là ranh giới với Ba Lan. Vào ngày 15 tháng 10 cuộc bầu cử quốc hội đầu tiên được tiến hành.
Vào ngày 1 tháng 1 năm 1951 kế hoạch năm năm đầu tiên bắt đầu. Trong mùa xuân 1952 trong nước Đức nổi lên cuộc thảo luận về Công hàm Stalin, nhưng cuối cùng đề nghị này đã bị phương Tây từ chối. Vào cuối tháng 4, các xí nghiệp nhân dân (Volkseigener Betrieb - VEB) và hợp tác xã sản xuất nông nghiệp (Landwirtschaftliche Produktionsgenossenschaft - LPG) đầu tiên được thành lập.
Tháng 5 năm 1953 Đảng Xã hội chủ nghĩa Thống Nhất Đức quyết định tăng tiêu chuẩn lao động, việc đã gây ra nhiều chống đối và đã dẫn đến cuộc nổi dậy của quần chúng vào ngày 17 tháng 6, chỉ bị dập tắt với sự giúp đỡ của quân đội Xô viết (Đọc Cuộc nổi dậy năm 1953 tại Đông Đức). Bộ Chính trị của Đảng Xã hội chủ nghĩa Thống nhất Đức tự phê bình kiểm điểm và đề ra chính sách mới.
Trong những năm từ 1949 đến 1961 đã có khoảng 3 triệu người dân rời bỏ nước Cộng hòa Dân chủ Đức. Nhằm để ngăn chận việc này, nước Cộng hòa Dân chủ Đức đã khóa ranh giới với Tây Berlin bằng cách xây Bức tường Berlin.
Đầu thập niên 1970 đã có nhiều tiếp cận giữa hai nước Đức, việc chủ yếu do Thủ tướng Willy Brandt khởi đầu. Các cuộc đối thoại giữa hai quốc gia đã dẫn đến Hiệp ước Cơ bản (1972) trong năm 1973. Trong tháng 5 năm 1971 Walter Ulbricht bị tước quyền lực, Erich Honecker trở thành người kế nhiệm chức vụ Tổng bí thư Đảng Xã hội chủ nghĩa Thống nhất Đức.
Hai nước Đông và Tây Đức gia nhập Liên Hợp Quốc trong năm 1973. Tháng 5 năm 1974 cơ quan đại diện thường trực của hai quốc gia Đức được thành lập tại Bonn và Đông Berlin. Hai quốc gia Đức ký kết Hiệp ước Helsinki vào ngày 1 tháng 8 năm 1975. Việc tước bỏ quốc tịch của nhà sáng tác nhạc Wolf Biermann trong tháng 11 năm 1976 đã dẫn đến nhiều cuộc phản đối trong nước Cộng hòa Dân chủ Đức, đặc biệt là trong giới những người làm nghệ thuật.
Nhờ thủ hiến tiểu bang Bayern Franz Josef Strauß môi giới, nước Cộng hòa Dân chủ Đức đã nhận được một khoản tiền vay hằng tỉ đồng từ Cộng hòa Liên bang Đức vào năm 1983 nhằm bảo đảm tính ổn định của đất nước. Tháng 9 năm 1987 Erich Honecker thăm viếng chính thức nước Cộng hòa Liên bang Đức.
Trong mùa hè và mùa thu 1989 ngày càng có nhiều công dân nước Cộng hòa Dân chủ Đức chạy trốn xuyên qua Hungary, nước mở cửa biên giới với Áo vào ngày 2 tháng 5. Bắt đầu từ ngày 11 tháng 9 các công dân nước Cộng hòa Dân chủ Đức đang tạm thời lưu trú trong các đại sứ quán của Cộng hòa Liên bang Đức tại các quốc gia Đông Âu cũng được phép sang Tây Đức.
Tình trạng kinh tế ngày càng xấu đi và thất vọng không có thay đổi tự do đã dẫn đến nhiều cuộc biểu tình phản đối trong khuôn khổ các buổi cầu nguyện cho hòa bình của Nhà thờ Tin Lành. Các cuộc biểu tình này, đặc biệt là ở Leipzig, đã nhanh chóng trở thành các cuộc biểu tình ôn hòa với rất nhiều người tham gia.
Vào ngày 18 tháng 10 Honecker từ chức. Chỉ ít ngày sau đó toàn bộ chính phủ Cộng hòa Dân chủ Đức đều nối gót ông. Bức tường Berlin được mở cửa vào ngày 9 tháng 11. Cuộc phản kháng ôn hòa của nhân dân Đông Đức dưới hình thức các cuộc biểu tình vào ngày thứ Hai cuối cùng đã làm sụp đổ chính quyền nước Cộng hòa Dân chủ Đức.
Vào ngày 3 tháng 10 năm 1990, thể theo Hiệp ước Thống nhất (Đức), việc nước Cộng hòa Dân chủ Đức gia nhập vào nước Cộng hòa Liên bang Đức theo chương 23 Hiến pháp được hoàn thành.

### Nước Đức tái thống nhất từ 1990
Đọc bài chính: Lịch sử Cộng hòa Liên bang Đức (từ 1990)

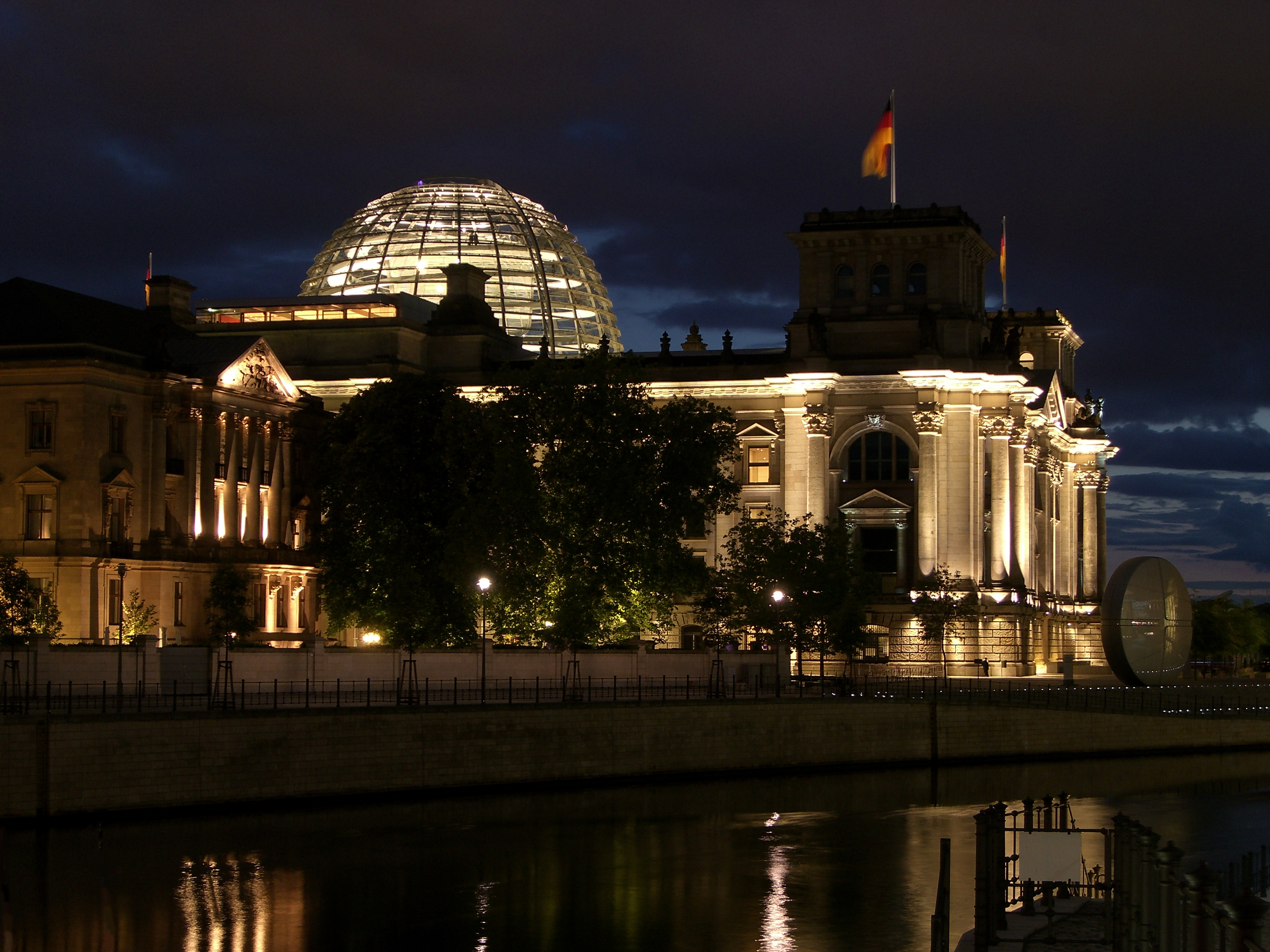
Tòa nhà Quốc hội (Reichstagsgebäude), biểu tượng của "Cộng hòa Berlin"

Cuộc bầu cử Quốc hội lần đầu tiên sau khi tái thống nhất được tiến hành trong tháng 12 năm 1990. Helmut Kohl vẫn là Thủ tướng Liên bang và tái đắc cử thêm một lần nữa vào năm 1994. Việc tăng trưởng hòa nhập với nhau của hai miền đất nước, thực hiện các cải cách cần thiết trong nhiều lãnh vực và hòa nhập với nhau của các quốc gia châu Âu là các đề tài chính trong nước Đức ngày nay.
Sau tái thống nhất hạ tầng cơ sở Đông Đức được cải tiến rất nhiều và một vài vùng phát triển rất tốt. Mặc dù vậy, tỷ lệ thất nghiệp vẫn còn rất cao mà hậu quả là nhiều người, đặc biệt là những người trẻ tuổi, đã bỏ sang Tây Đức. Xu hướng cực hữu tăng lên và Đảng Chủ nghĩa Xã hội Dân chủ ( Partei des Demokratischen Sozialismus - PDS), đảng kế thừa của SED, cũng nhận được số phiếu lớn trong các cuộc bầu cử.
Năm 1991, việc dời chính phủ từ Bonn về Berlin được thông qua và đến 1999 gần như đã hoàn thành. Năm 1994 Roman Herzog kế nhiệm chức vụ tổng thống của Richard von Weizsäcker, tiếp theo sau đó là Johannes Rau (từ 1999) và Horst Köhler (từ 2004).
Với Hiệp ước về Liên minh châu Âu được ký kết năm 1992, Cộng đồng châu Âu chuyển sang thành Liên minh châu Âu với nhiều thẩm quyền hơn. Hiệp ước cũng dự định ban hành đồng Euro và dẫn đến việc thay đổi Hiến pháp, ghi nhận mục đích đi đến một châu Âu thống nhất.
Trong những năm gần đây lời yêu cầu một ghế trong Hội đồng Bảo an Liên Hợp Quốc đã nhiều lần vang to, việc lúc đầu được nước ngoài quan sát một cách chỉ trích và theo chiều hướng xấu đi của quan hệ với Mỹ ngày càng trở nên không thực tế. Sau khi tái thống nhất, quân đội Liên bang Đức lần đầu tiên cũng đã tham gia các chiến dịch bên ngoài lãnh thổ Đức.
Qua cuộc bầu cử Quốc hội Liên bang 1998, thủ hiến tiểu bang Niedersachsen Gerhard Schröder thành lập chính phủ thay thế liên minh CDU/CSU-FDP dưới quyền của Kohl. Nguyên nhân là do việc trì hoãn cải cách. Lần đầu tiên một chính phủ Đức bị loại bỏ qua một cuộc bầu cử, các chính phủ trước đó thật ra là chỉ thay đổi đảng liên minh để cầm quyền.
Chính phủ mới của liên minh SPD và Liên minh 90/Đảng Xanh bắt đầu thực hiện các dự định cải cách, thế nhưng đa phần chúng lại được giảm thiểu đi nên tác dụng của các cải cách này đã bị tranh cãi rất nhiều.

### Nước Đức trong thế kỷ 21
Bắt đầu vào ngày 1 tháng 1 năm 2000 đồng tiền Euro là phương tiện thanh toán chính thức trong nước Đức. Chính phủ liên minh được xác nhận một lần nữa qua cuộc bầu cử năm 2002 tuy kết quả rất sít sao. Tháng Tám năm 2002 trận lụt thế kỷ tại hai con sông Elbe và Donau đã gây thiệt hại rất lớn. Mùa thu 2004 Hiệp ước về Hiến pháp châu Âu được ký kết và Phương án Hartz cải cách thị trường lao động được các đảng phái thông qua. Phương án Hartz, bắt đầu được thực hiện từ ngày 1 tháng 1 năm 2005, đã gặp phải nhiều chống đối. Qua việc gộp chung tiền trợ cấp thất nghiệp và tiền trợ cấp xã hội của phương án này, con số người thất nghiệp chính thức vượt quá ngưỡng 5 triệu vào đầu năm.
Từ vụ khủng bố Trung tâm Thương mại Thế giới vào ngày 11 tháng 9 năm 2001 (đọc Sự kiện 11 tháng 9), nước Cộng hòa Liên bang Đức phải đối mặt với nhiều thử thách mới cả trong lẫn ngoài nước. Sau Chiến tranh Afghanistan 2001, quân đội Liên bang Đức đã có lực lượng đóng tại Afghanistan.
Nước Đức gây chú ý về mặt ngoại giao trong năm 2003 khi không tham gia cuộc chiến tranh Iraq. Việc này đã dẫn đến nhiều mâu thuẫn với Mỹ nhưng lại đạt được nhiều sự đồng tình trong quần chúng Đức cho Schröder, người được đặc tả là "thủ tướng hòa bình".
Ngay sau cuộc bầu cử tại tiểu bang Nordrhein-Westfalen 2005, cuộc bầu cử mà đối với những người Xã hội Dân chủ là một thất bại và đã thay đổi thế lực trong Hội đồng Liên bang về hướng có lợi cho phe đối lập bảo thủ tự do, nguyên lãnh đạo Đảng SPD Franz Müntefering và Thủ tướng Liên bang Gerdhard Schröder đã tuyên bố sẽ tồ chức bầu cử mới vào năm 2005, việc gây nhiều ngạc nhiên. Schröder tự yêu cầu bỏ phiếu tín nhiệm với mục đích cố ý thất cử. Vì thế Tổng thống Liên bang Horst Köhler đã giải thể Quốc hội Liên bang vào ngày 21 tháng 7 năm 2005 để tiến hành bầu cử. Sau cuộc bầu cử, liên minh SPD/Đảng Xanh không đạt được đa số trong Quốc hội và sau các cuộc thương lượng kéo dài nhiều tuần, chính phủ của liên minh lớn thứ hai trong lịch sử Đức được thành lập từ CDU/CSU và SPD dưới quyền của Thủ tướng Angela Merkel.
Chính phủ liên minh chịu áp lực chính trị cao vì tăng trưởng kinh tế chậm, tỷ lệ thất nghiệp cao. Các dự tính của chính phủ đều dựa vào hy vọng có thể thực hiện dễ dàng các dự án cải cách như cải cách về bảo hiểm y tế và cải cách chế độ liên bang nhờ vào đa số trong Quốc hội Liên bang và Hội đồng Liên bang. Thế nhưng cuộc cải cách chế độ liên bang đã thất bại vào ngày 17 tháng 12 năm 2004 vì có nhiều ý kiến khác nhau về thẩm quyền cho chính sách giáo dục. Năm 2006, World Cup được tổ chức ở Đức và nó được nhiều người đánh giá là góp phần gia tăng tinh thần dân tộc của cả nước Đức.
Năm 2011, Đức bắt đầu tiên phong 1 cách mạnh mẽ trong việc tích cực phát triển cuộc Cách mạng Công nghiệp lần thứ 4 hoặc được gọi là Công nghiệp 4.0.

### Các bài về một khía cạnh của lịch sử Đức
- Văn học tiếng Đức
- Lịch sử Hải quân Đức
- Tiếng Đức
- Triết học Đức
- Lịch sử các đảng phái trong nước Đức
- Đại đồ sát người Do Thái (Holocaust)
- Lịch sử tàu hỏa trong nước Đức
- Thuộc địa Đức
- Hanse

### Chiến tranh
Một số bài khác về các cuộc chiến tranh có sự tham gia của Đức hay các quốc gia Đức:
- Chiến tranh nông dân Đức (1525)
- Các cuộc chiến tranh của đế quốc Ottoman trong châu Âu (1663-1699)
- Đại chiến Bắc Âu (1700-1721)
- Chiến tranh Kế vị Tây Ban Nha (1701-1714)
- Chiến tranh Kế vị Ba Lan (1733-1738)
- Chiến tranh Silesia
- Chiến tranh Bảy năm (1756-1763)
- Chiến tranh Kế vị Bayern (1778/1779)

### Lịch sử các quốc gia Đức trước kia và ngày nay
- Vương quốc Frank Đông
- Lịch sử Bayern
- Lịch sử Sachsen
- Lịch sử Thüringen
- Anhalt
- Schlesien
- Böhmen

### Lịch sử một số thành phố lớn của Đức
- Lịch sử Berlin
- Lịch sử Dresden
- Lịch sử Frankfurt am Main
- Lịch sử Köln
- Lịch sử Leipzig
- Lịch sử München